# Соборний проспект (Запоріжжя)
У Вікіпедії є статті про інші проспекти з назвою Соборний проспект
Собóрний проспéкт — центральна магістраль міста Запоріжжя. Починається від Привокзальної площі біля вокзалу Запоріжжя I і закінчується Запорізькою площею поблизу Дніпровської ГЕС. Пролягає вздовж чотирьох адміністративних районів міста — Комунарського, Олександрівського, Вознесенівського та Дніпровського.
Починаючи свій шлях від Привокзальної площі, проспект пролягає наскрізь територіі Запорізького автомобілебудівного заводу та виходить після Транспортної площі на пряму ділянку (з невеликим зламом) завдовжки приблизно 9 км. Загальна довжина Соборного проспекту складає 10,8 км, завдяки чому деякі джерела стверджували, що проспект є найдовшим в Європі. Втім, проспект Соборний в Запоріжжі поступається довжиною, наприклад, проспекту Героїв Харкова в Харкові (завдовжки 18 км) чи проспекту Леніна в Волгограді (14 км). Житлові квартали «Соцміста» в районі греблі ДніпроГЕС та проспекту Металургів вважаються одним з найкращих прикладів архітектури конструктивізму першої половини XX століття. Проєкт цього архітектурного ансамблю в 1932 році отримав золоту медаль на виставці в Парижі. Соборний проспект претендує на звання «7 чудес Запоріжжя».

## Історія
У різні часи окремі частини сучасного проспекту носили назви: Поштова, Стовбова, Велика, Головна, Верхня, Поліцейська, Соборна, Карла Лібкнехта, 8-а Поздовжня, Германа Герінга, Адольфа Гітлера, Леніна. Радянська влада в місті Запоріжжя була встановлена у 1920 році. Через рік, у 1921 році, за принципом «нова влада — нові порядки» Олександрівськ був перейменований в Запоріжжя. В цей же час під загрозою розстрілу циркуляр НКВС від 15 липня 1921 року зобов'язав у тижневий термін змінити всі колишні назви вулиць міста, давши їм імена нових радянських героїв і борців революції. Тиждень за тижнем, і вже до листопада 1922 року були перейменовані понад трьох десятків вулиць, в тому числі вулиця Соборна була перейменована на вулицю Карла Лібкнехта. Однак на цьому історія перейменувань вулиць в місті не закінчилася.
Ділянка від Будинку культури «АвтоЗАЗ» до Транспортної площі раніше мала назву — вулиця Ковальська, включаючи Шенвізський міст, що перетинає річку Мокра (біля міжміського автовокзалу). Ковальська вулиця з'єднувалася з вулицею Соборною, яка починалася від будинку сучасного проспекту Соборному, 36 і закінчувалася вулицею Фортечною (до 19 лютого 2016 року — Грязнова), яка відповідно із затвердженим імператором Олександром I у 1823 році планом вважалася околицею Олександрівська. Наприкінці XIX століття, з розбудовою міста, змусило міську владу клопотати перед урядом про розширення кордонів Олександрівська.
29 листопада 1902 року до Міської думи Олександрівська надійшло прохання від Олександрівського громадського управління допомоги бідним євреям про надання земельної ділянки для будівництва єврейської лікарні. На той час юдейська громада міста була досить численною і до неї відносилася третина всіх мешканців Олександрівська. Міська влада задовольнила клопотання та надала під Єврейську лікарню ділянку на перетині Соборної та Слобідської вулиць та надала 5000 карбованців на облаштування медичного закладу з єдиною умовою, що амбулаторне лікування повинно надаватися усім мешканцям міста. Єврейська лікарня почала роботу у 1908 році, яка працює і понині. Лікарня декілька разів змінювала назву та статус. З Єврейської спочатку перетворилась на Другу Радянську, а згодом стала Першим лікувальним об'єднанням, ще в подальшому перетворена у міську лікарню № 1. У 2013 році міська влада ухвалила рішення про створення на її базі Центральної поліклініки Центру первинної медико-санітарної допомоги № 1.
У 1911 році у глибині двору (сучасна адреса — Соборний проспект, 59) був зведений флігель міської садиби, яка належала німецькому підданому, власнику заводу землекопних машин та знарядь Якову Бадовському (формування комплексу у стилі  еклектичного поєднання ренесансу та бароко почалося наприкінці XIX століття зі зведенням садибного будинку та старих воріт). Яків  Бадовський під час Першої світової війни виїхав до Німеччини. У 1917 році в міській садибі розташовувся штаб Червоної гвардії та перший запорізький Ревком, а з середини 1950-х і до 1977 року — виставкова зала краєзнавчого музею. Статус пам'ятки архітектури національного значення житловий будинок отримав у 1979 році, а у лютому 2025 року — будинок був внесений до державного реєстру нерухомих пам'яток. З 2016 року приміщення перебуває на ремонті та реставрації. 14 червня 2025 року, внаслідок російського обстрілу Запоріжжя, «Садибу родини Бадовських» зазнала пошкоджень, вибуховою хвилею в історичній будівлі вибило шибки.
До 1917 року вулиця Соборна дійшла до перетину з вулицею Українською (виникла у Слобідці, передмісті Олександрівська, 1905 року). До 1919 року Соборна вулиця простягалася вздовж автошляху на Катеринослав, до Вознесенського мосту через річку Суха Московка.
Після перейменування міста Олександрівськ в Запоріжжя, пройшла масова зміна назв та вулиць. Відповідно з наказом Запорізького губернського виконкому від 16 листопада 1922 року було перейменовано 33 вулиці, у тому числі вулицю Соборну перейменовано на вулицю Карла Лібкнехта.
У 1930-ті роки в Запоріжжі, в розпал колективізації і будівництва, парна сторона центрального проспекту Карла Лібкнехта носила прізвисько «Пижон-стріт», а непарна — «Гапкінштрассе», швидше за все від загального імені домогосподарок «Гапка». «Стрітом», як правило, гуляли інженери, лікарі, студенти, а на лавочках, що стоять уздовж «штрассе», плювали насіння чорнороби, прислуга та інша молодь з навколишніх сіл.
Після окупації Запоріжжя вермахтом, одним із перших актів німецької окупаційної влади під час Другої світової війни, стало перейменування міських вулиць. Так, вулиця Карла Лібкнехта була перейменована ну вулицю Адольфа Гітлера, а частина сучасного Соборного проспекту в новій частині міста — на вулицю Германа Герінга. Восени 1943 року, після захоплення міста Червоною армією, їм були відновлені довоєнні назви.
Проєкт з об'єднання декількох вулиць в єдиний проспект Леніна існував вже з 1949 року, однак втілитися йому судилося лише 4 січня 1952 року, коли ухвалою Запорізької міської ради центральній магістралі Запоріжжя було присвоєно ім'я Леніна. Проспект об'єднав 4 вулиці: 8-ю Подовжню вулицю в Соцмісті, знову сплановану вулицю на Вознесенці (від сучасної вулиці Дмитра Донцова до площі Олександра Поляка), вулицю Карла Лібкнехта та вулицю Ковальську в старій частині міста.
18 листопада 1952 року відкритий шляхопровід в районі сучасної площі Олександра Поляка через залізничну лінію Апостолове — Запоріжжя.
5 грудня 1971 року урочисто відкритий Палац урочистих подій — центральний міський РАГС. Першими його молодятами стали — електромонтажник трансформаторного заводу Юрій Гринько та комсомольський ватажок бригади малярів тресту «Запоріжжитлобуд» Ганна Кузнецова.

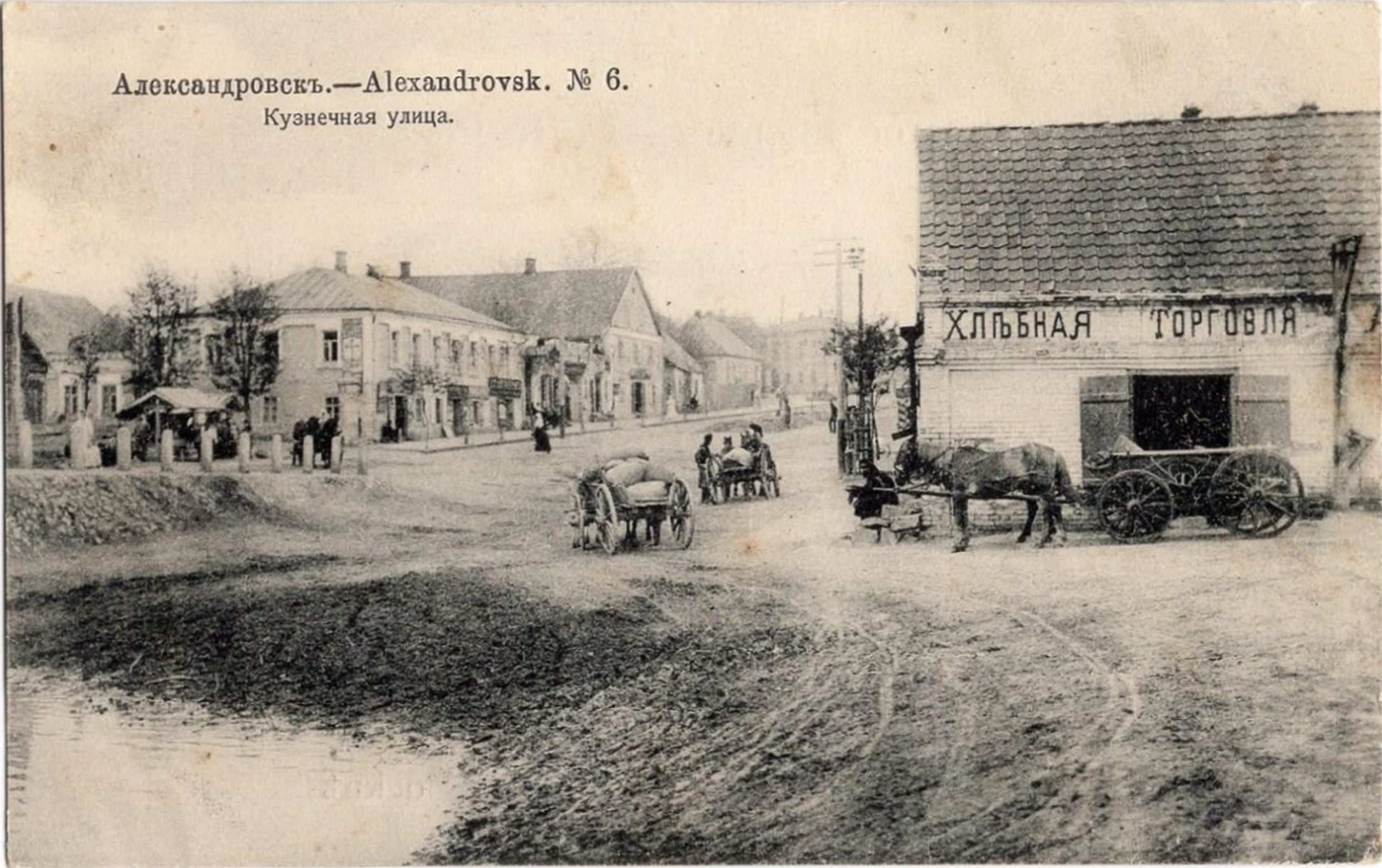
Вулиця Ковальська (наприкінці XIX століття)
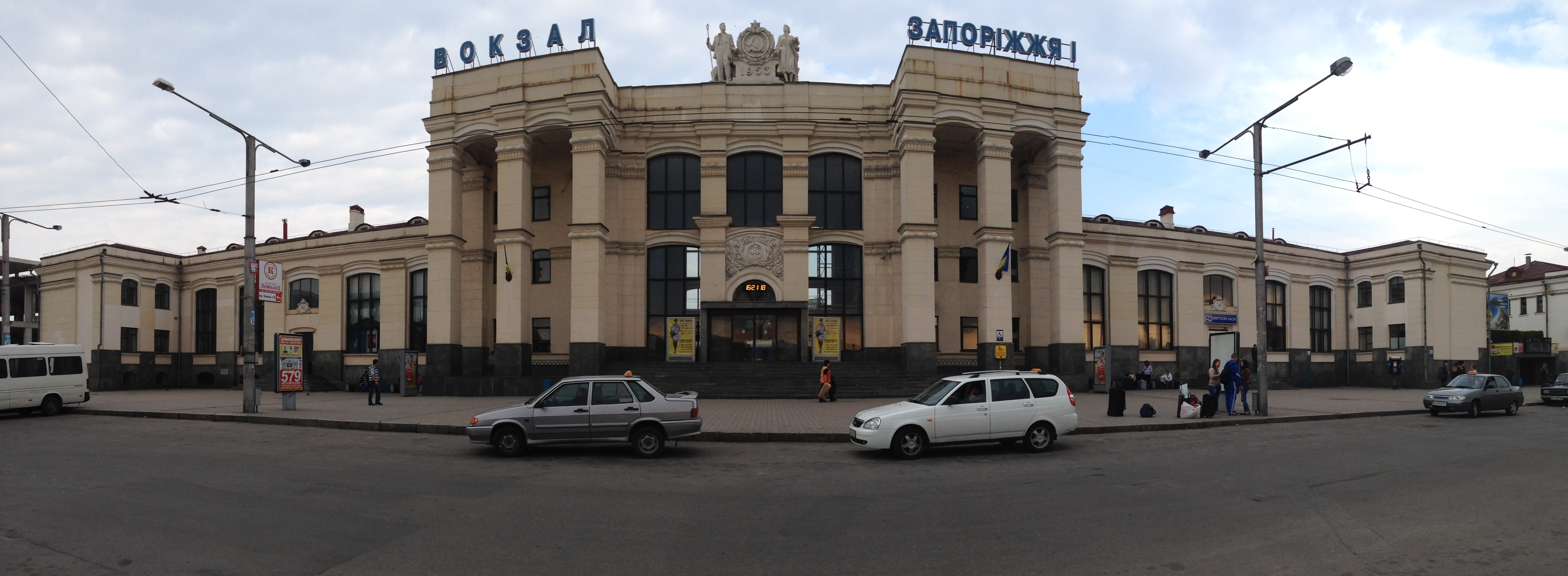
Привокзальна площа, вокзал Запоріжжя I
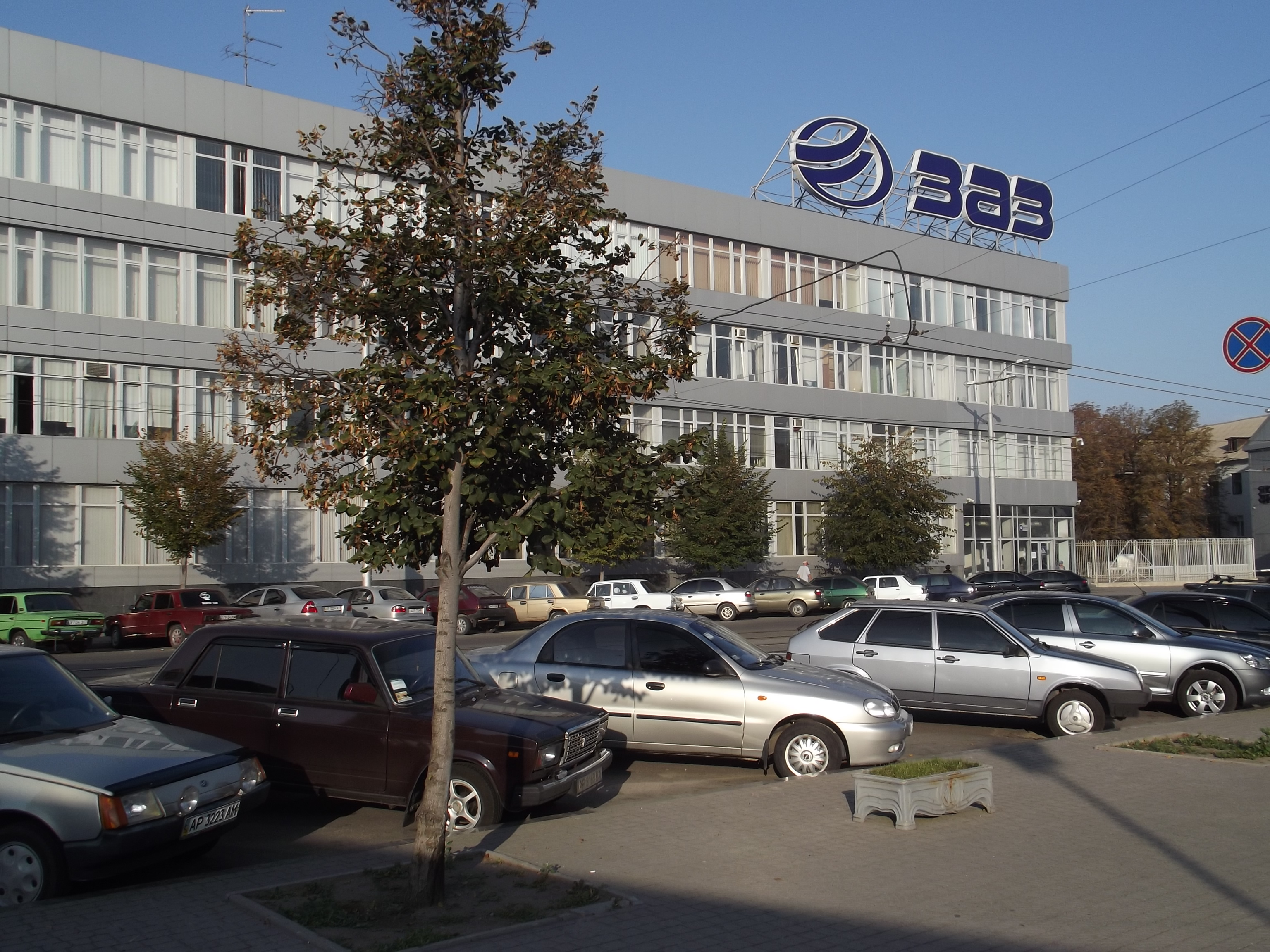
Запорізький автомобілебудівний завод
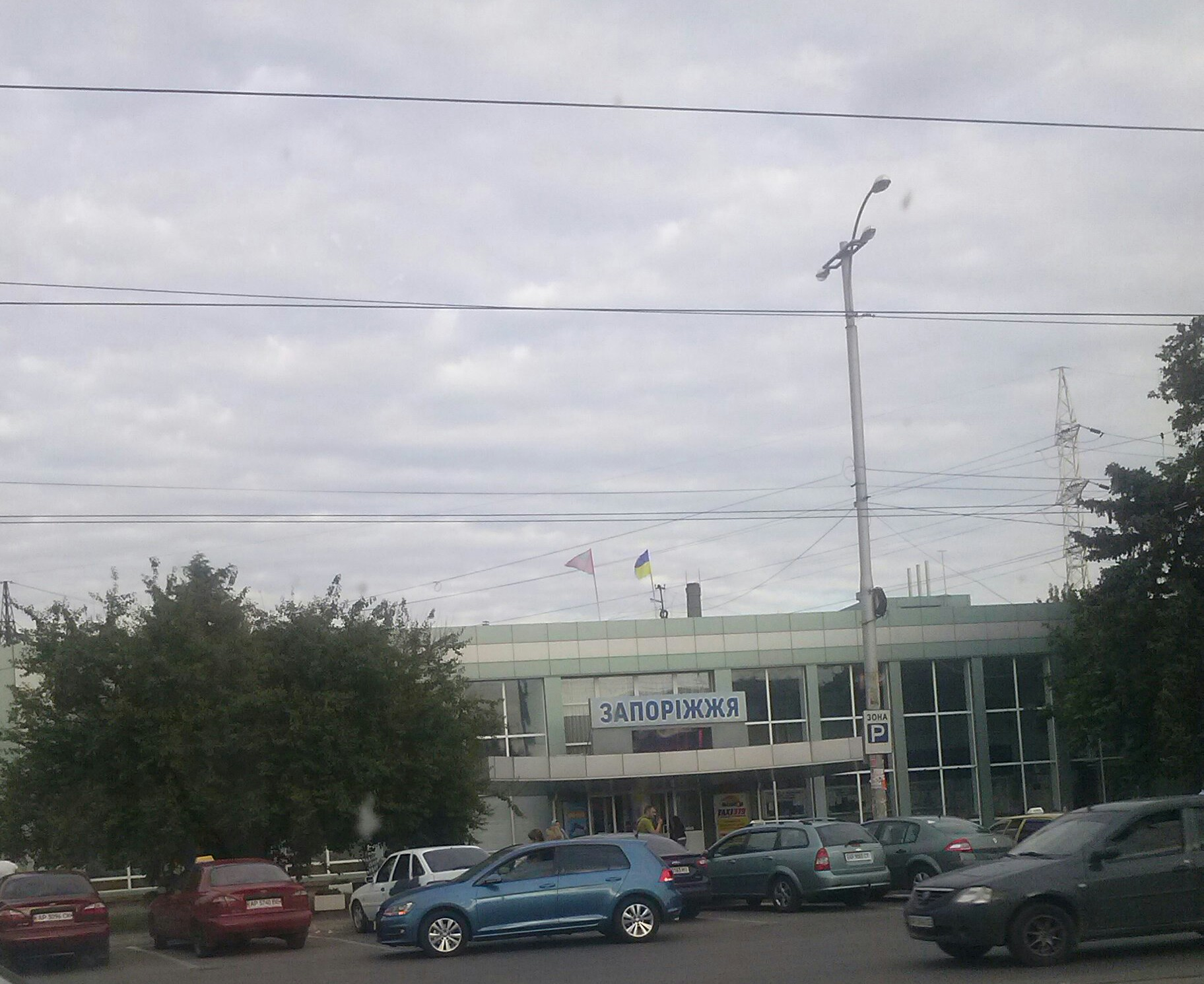
Центральний автовокзал
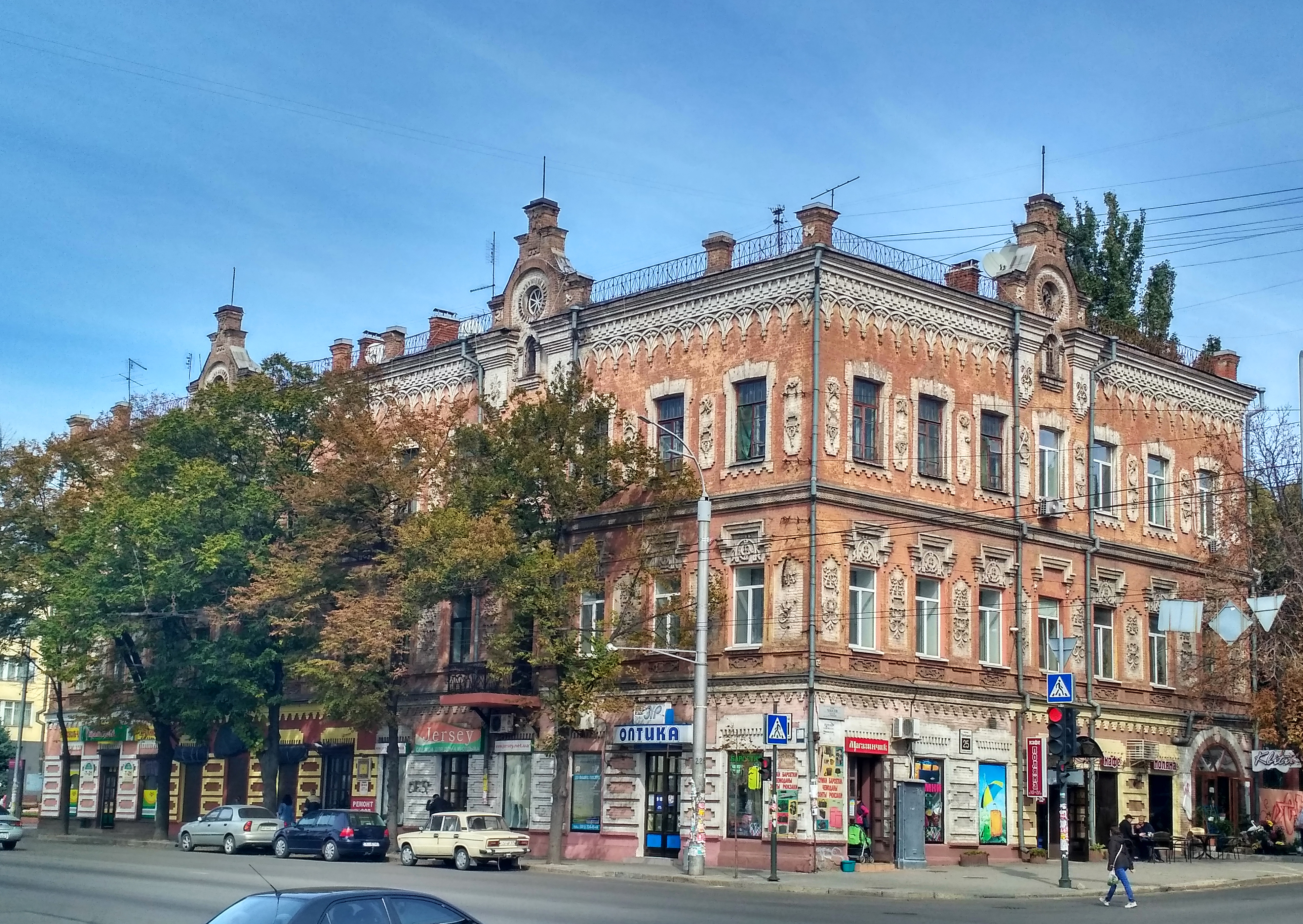
Будинок Лещинського (Соборний проспект, 52)

19 лютого 2016 року проспект Леніна, відповідно з Законом України про засудження комуністичного та націонал-соціалістичного режимів, перейменований в Соборний проспект.
Незважаючи на всі ті назви, які встиг за роки свого існування, Соборний проспект нині так і залишається головною магістраллю Запоріжжя, яка є «обличчям та серцем» міста з історією.
До 2002 року було сформовано програму реконструкції проспекту, у якій передбачалися дорожньо-ремонтні роботи, повна заміна інженерних мереж, оновлення фасадів будинків, озеленення тротуарів. Реконструкція проспекту була одним із найважливіших напрямків діяльності мера міста Олександра Поляка. Вона проводилася в три етапи і після смерті очільника міста Олександра Поляка була продовжена його послідовником Євгеном Карташовим.
Впродовж 2002—2008 років проспект зазнав значної реконструкції, в ході якої було демонтовано трамвайну лінію між вулицями Парковим бульваром (до 2016 року — вулиця Леонова) та Лермонтова (з 12 жовтня 2022 року — вул. В'ячеслава Зайцева), знищено дерева вздовж проспекту, взамін, на перехресті з бульваром Шевченка був встановлений масивний «Годинник Закоханих», що грає мелодію з фільму «Весна на Зарічній вулиці», до речі аналогів запорізькому Годиннику Закоханих, з фонтаном, в Україні немає. По-новому стала виглядати й Алея Слави, що знаходиться поруч з бульваром Шевченка. Уздовж проспекту були оновлені дерева, переважно липами.
1 травня 2004 року відкрита перша черга реконструйованого проспекту. Рух відкривали 5 нових тролейбусів ЮМЗ Т2. Менш ніж за два місяці комунальні служби міста повністю відремонтували ділянку від проспекту Металургів до бульвару Шевченка.

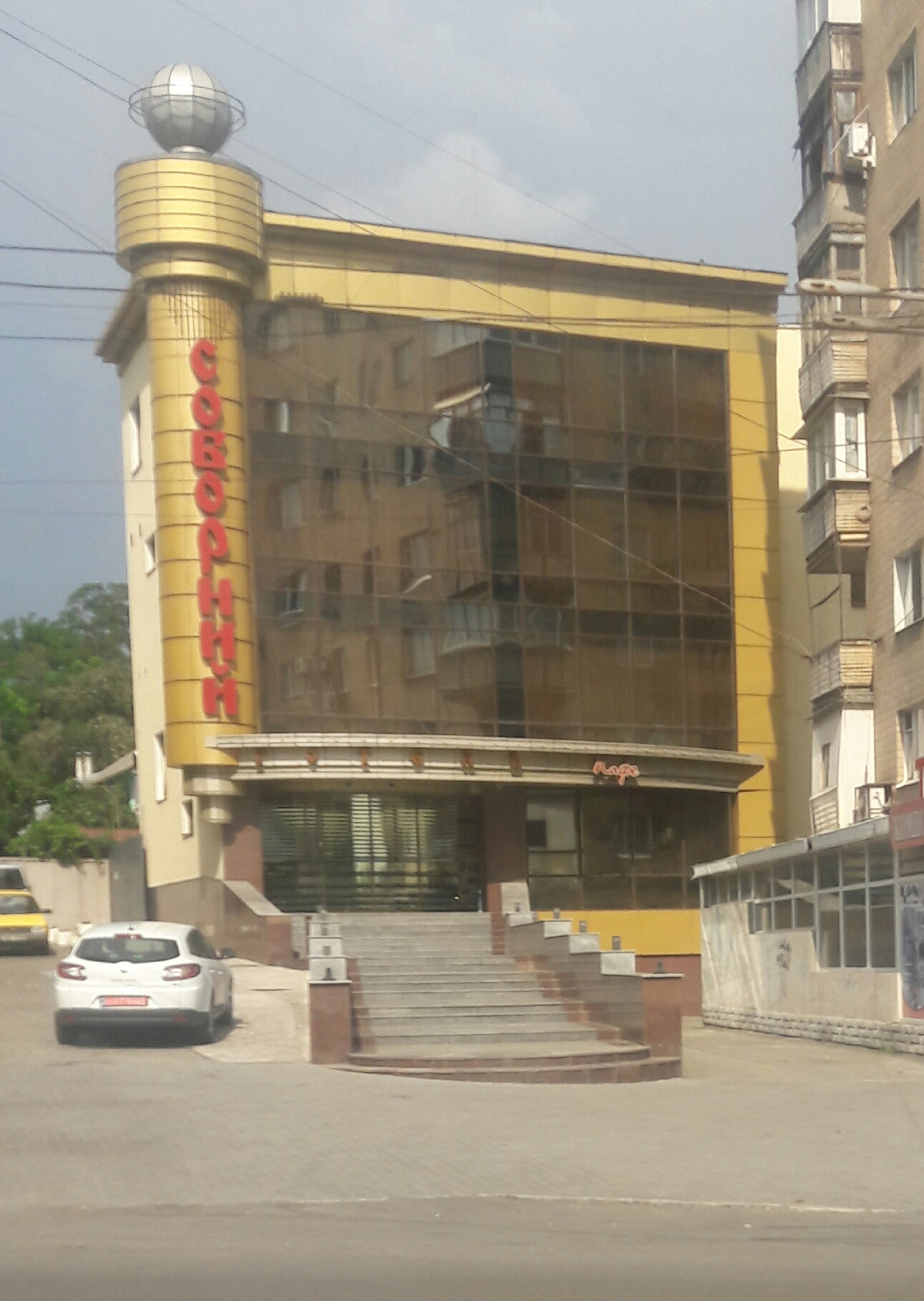
Готель «Соборний»
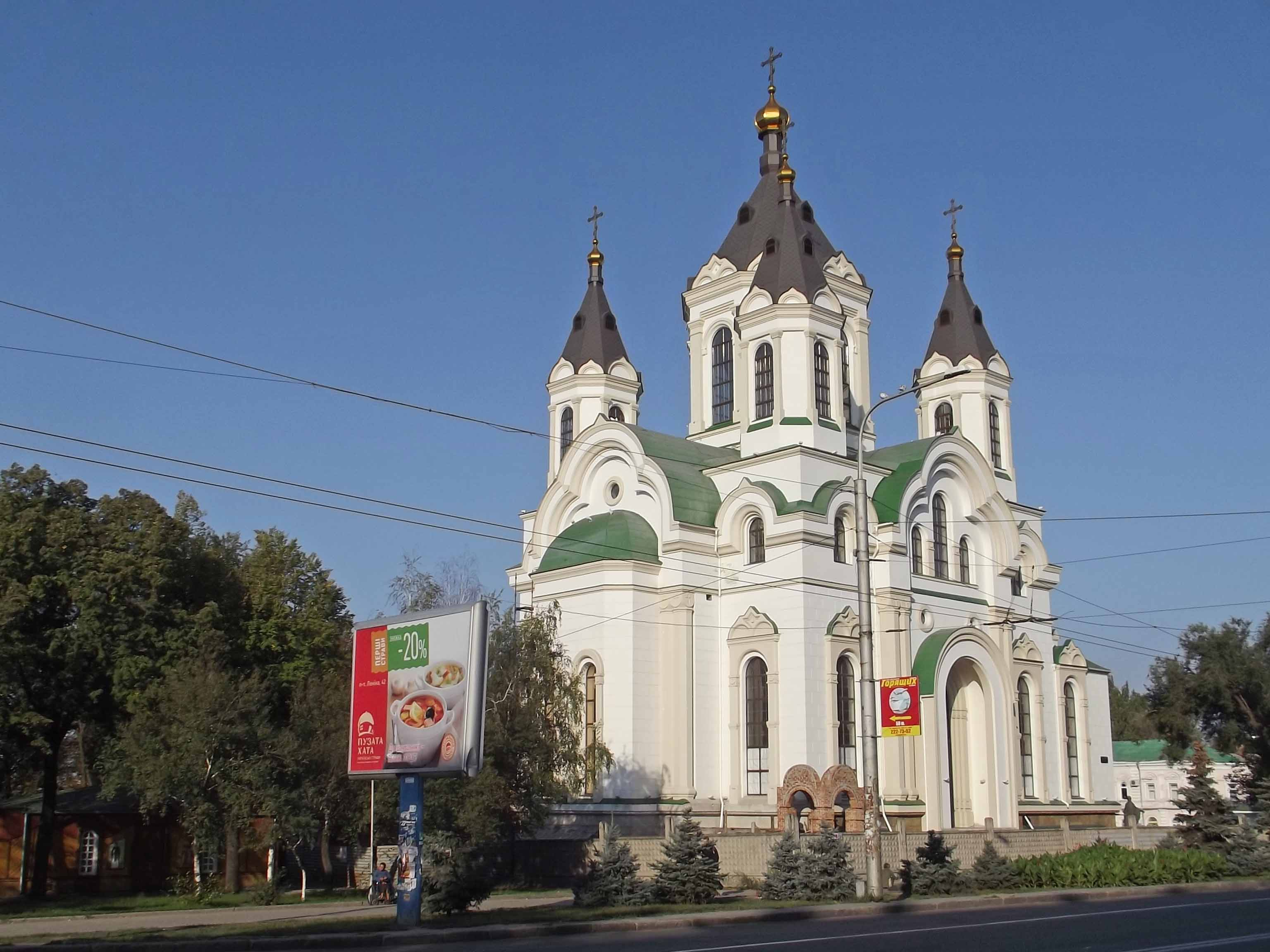
Свято-Покровський кафедральний собор
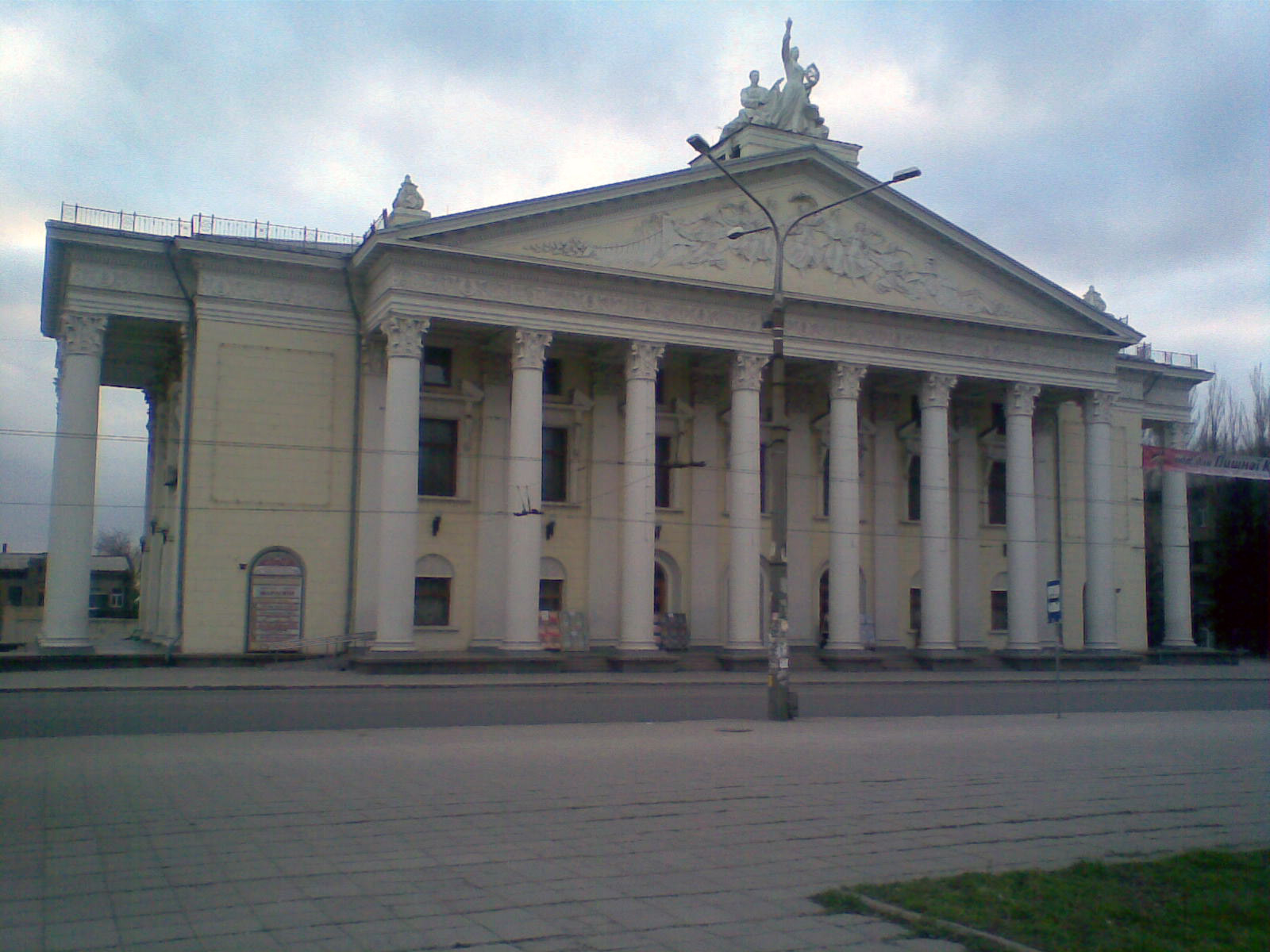
Обласний академічний музично-драматичний театр ім. Магара (Соборний проспект, 41)
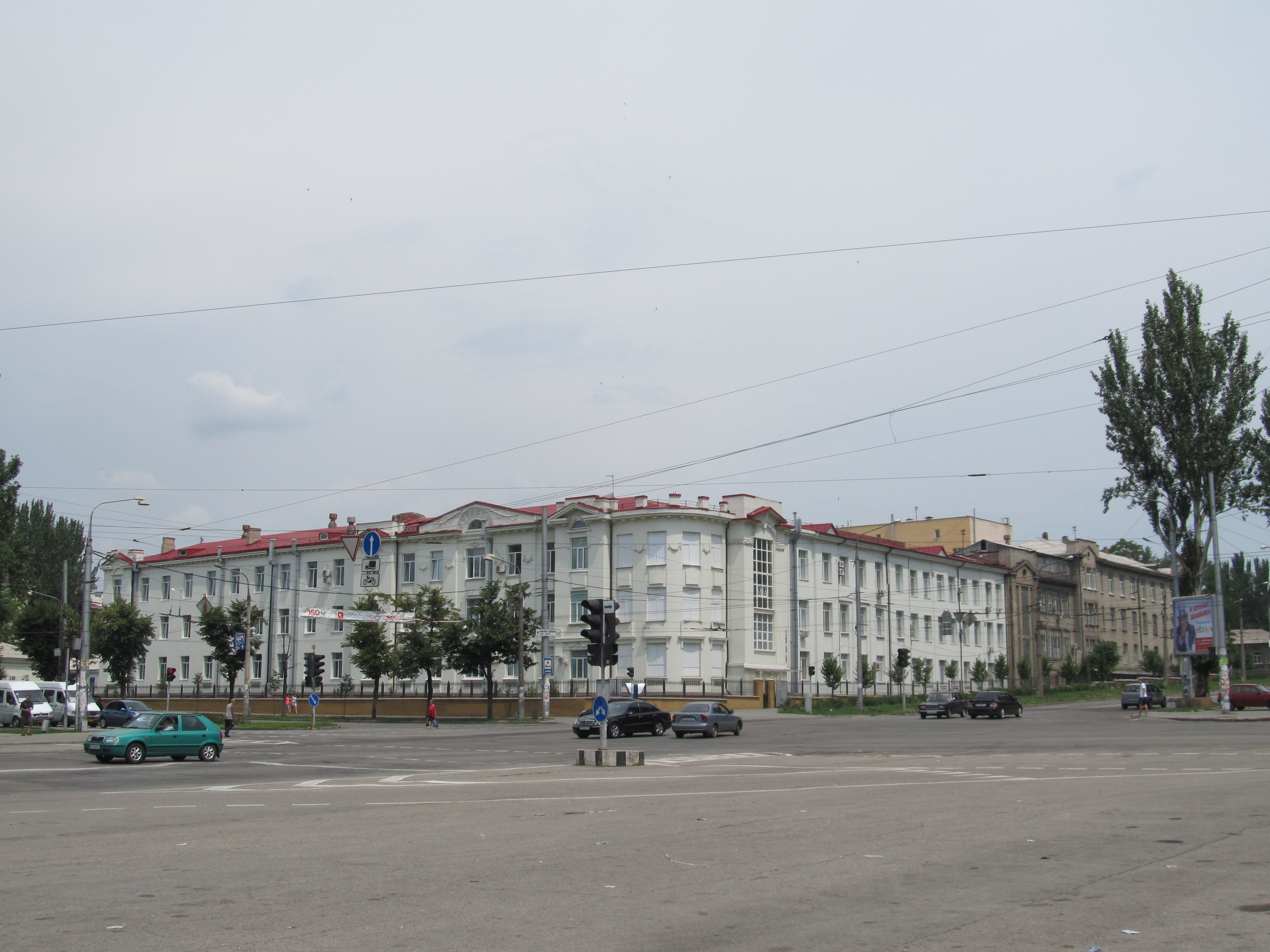
Земська лікарня (нині — Обласна дитяча лікарня) на перетині майдану Волі та Соборного проспекту
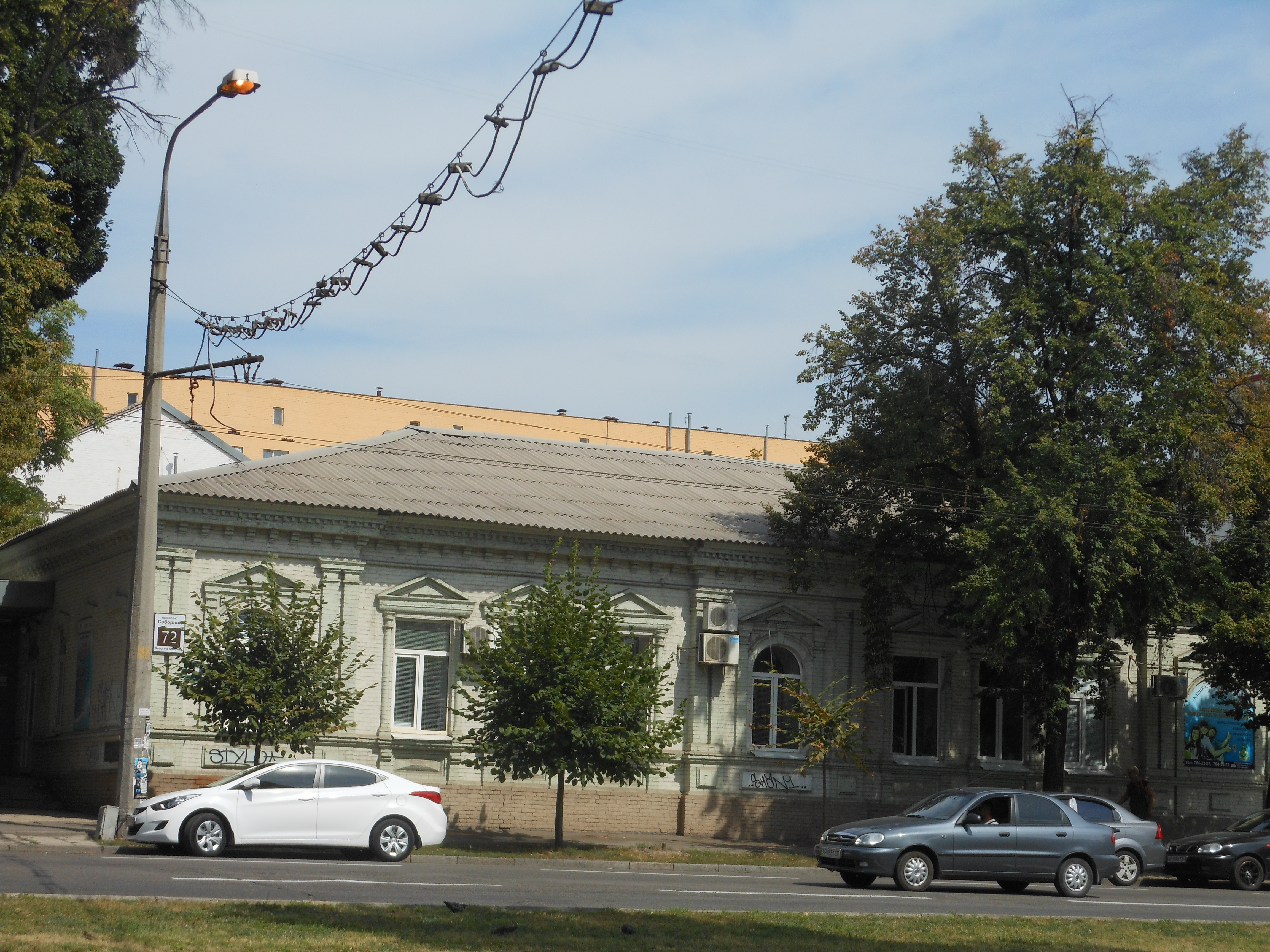
Соборний проспект, 72

Навесні 2008 року ділянка проспекту від проспекту Металургів до Запорізької площі була реконструйована, проведено косметичний ремонт будівель, демонтовані залишки трамвайних рейок та бруківку, замінений асфальт, замість трамвайної лінії було влаштовано розділову зону з газоном. Інша частина проспекту від залізничного вокзалу Запоріжжя I до автовокзалу була реконструйована впродовж травня-вересня 2008 року. На цій ділянці трамвайне полотно було замінено на безшумне, плити та рейки до якого виготовив дніпропетровський завод. Було замінено дорожнє покриття, трамвайну та тролейбусну контактні мережі, а також мережу зовнішнього освітлення, реконструйовані тротуари, встановлені нові світлофори та ліхтарі, оновлено бічну «зелену» зону. Загальна сума реконструкції склала 50,1 млн грн.
10 жовтня 2016 року відкрито оновлений годинник, в якому замінено 4 циферблати, сам механізм, системи управління і звукового супроводу після понад десяти років роботи.
14 вересня 2018 року напроти Запорізького академічного обласного українського музично-драматичного театру імені Володимира Магара відкритий оновлений після капітальної реконструкції Театральний сквер.
3 березня 2023 року на позачерговій сесії депутати Запорізької міської ради підтримали проєкт рішення про перейменування скверу Яланського, навпроти ТЦ «Україна», на сквер Дениса Тарасова — юриста-антизабудовника, який героїчно загинув на фронті під час російсько-української війни.

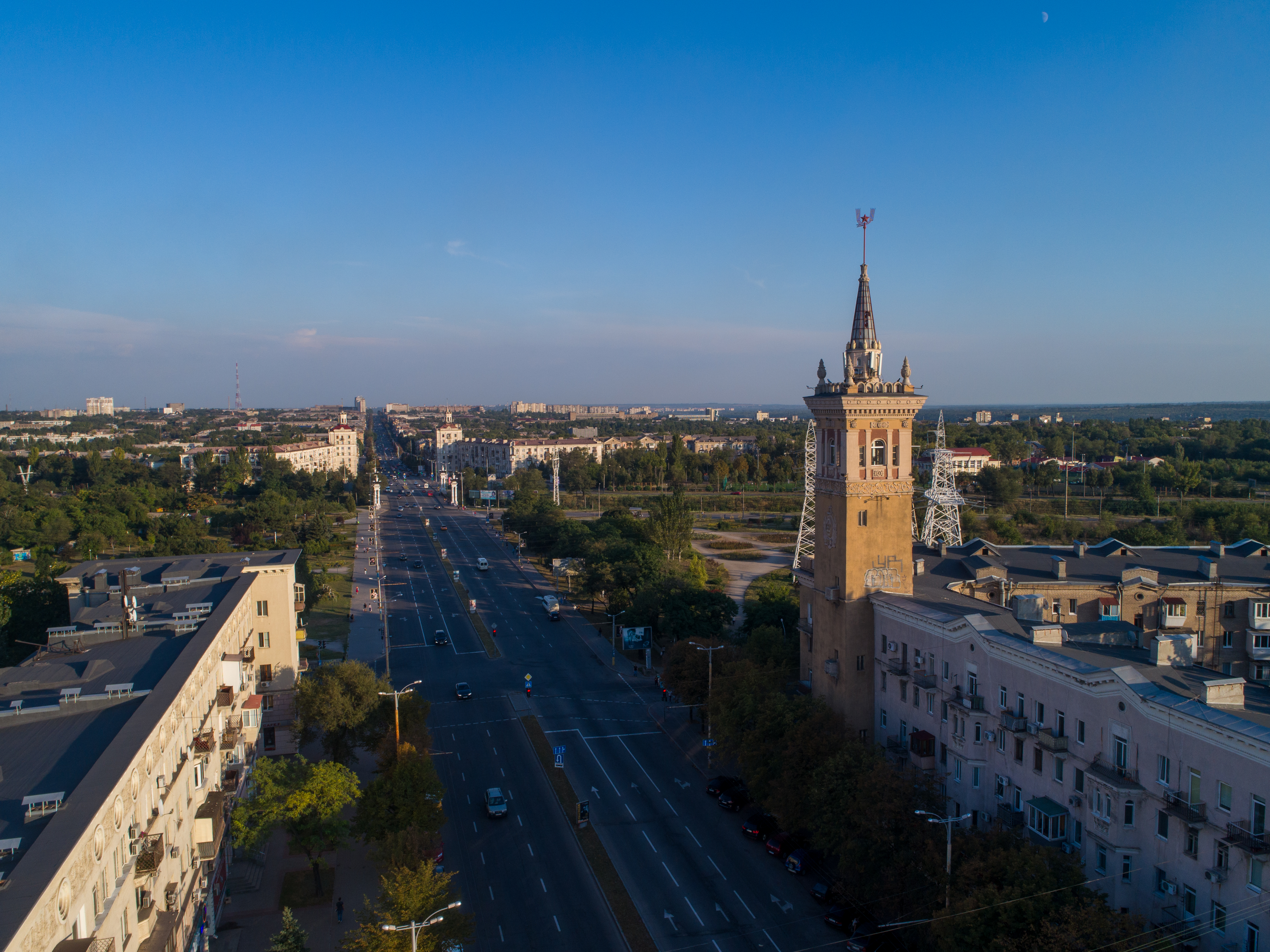
Краєвид на вежу Козлінера (Соборний проспект, 175)

14 березня 2023 року «декомунізована» відома вежа Козлінера, на якій демонтована радянська зірка і встановлений на її місці український тризуб.
29 березня 2023 року на шпилі першої вежі (Соборний проспект, 214) на площі Олександра Поляка встановлений державний символ — Герб України, а 30 березня 2023 року — на шпилі другої вежі (Соборний проспект, 171-А), замість радянської символіки. До кінця березня 2023 року державний символ був встановлений у чотирьох місцях Запоріжжя. Тризуби встановлювали представники ГО «Побратими Запоріжжя» та «Побратими Рівного», які за власні кошти і замінювали радянську символіку на українську. Питання щодо її ліквідації громадські активісти вирішували спільно з місцевою владою.

## Будівлі та об'єкти

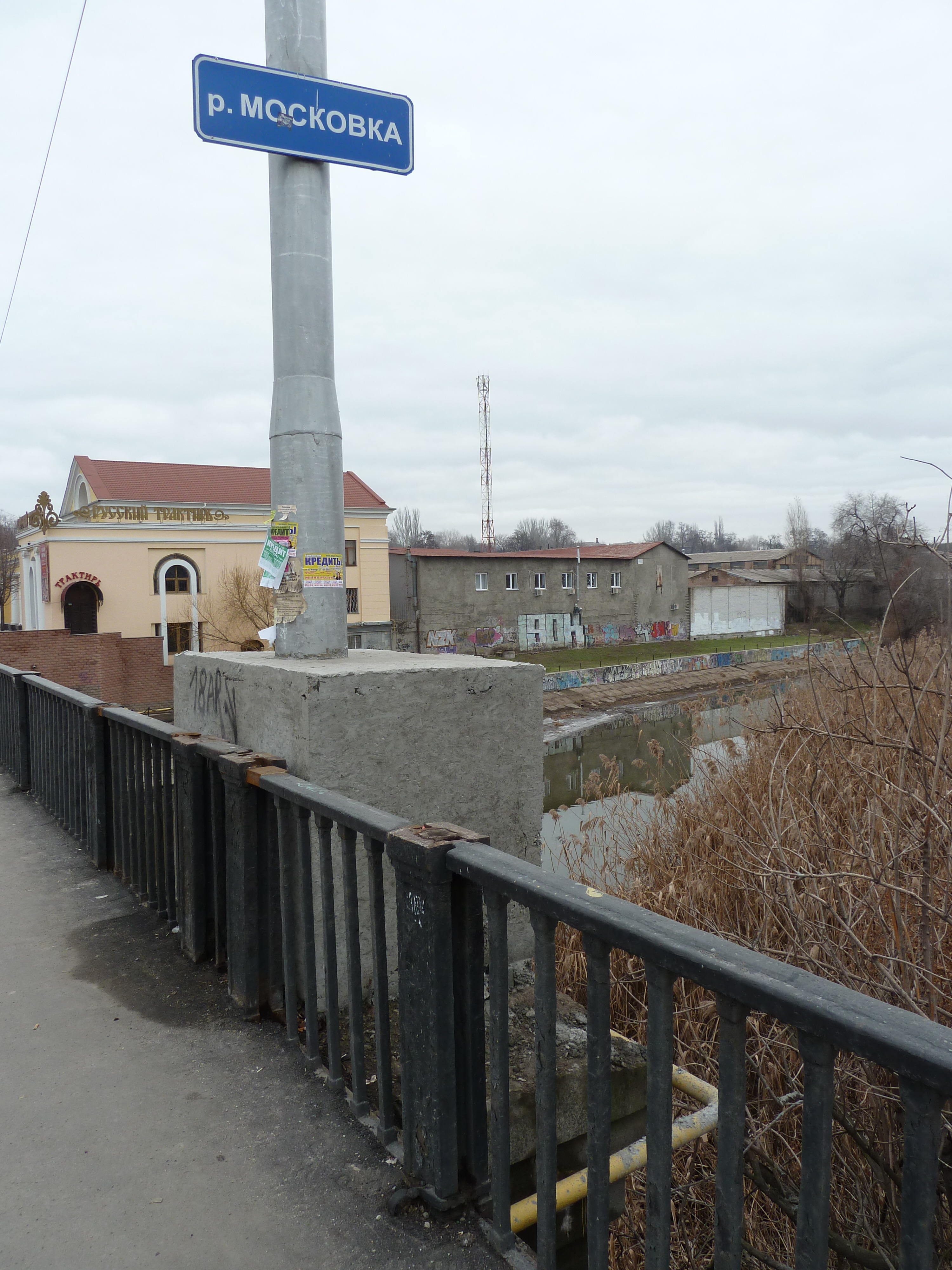
Шенвізький міст через річку Мокра (до 25 січня 2025 року — Мокра Московка)

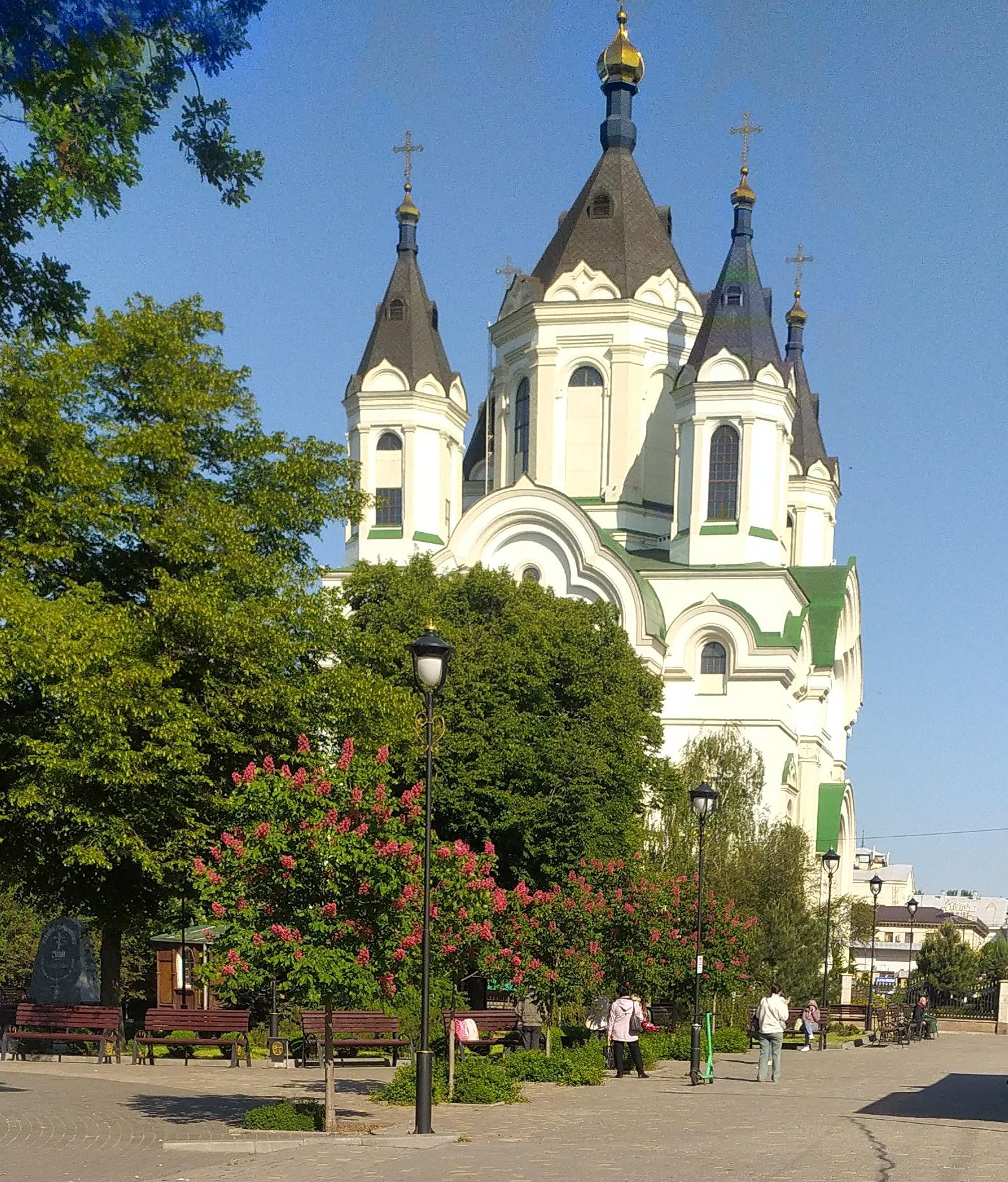
Свято-Покровський кафедральний собор

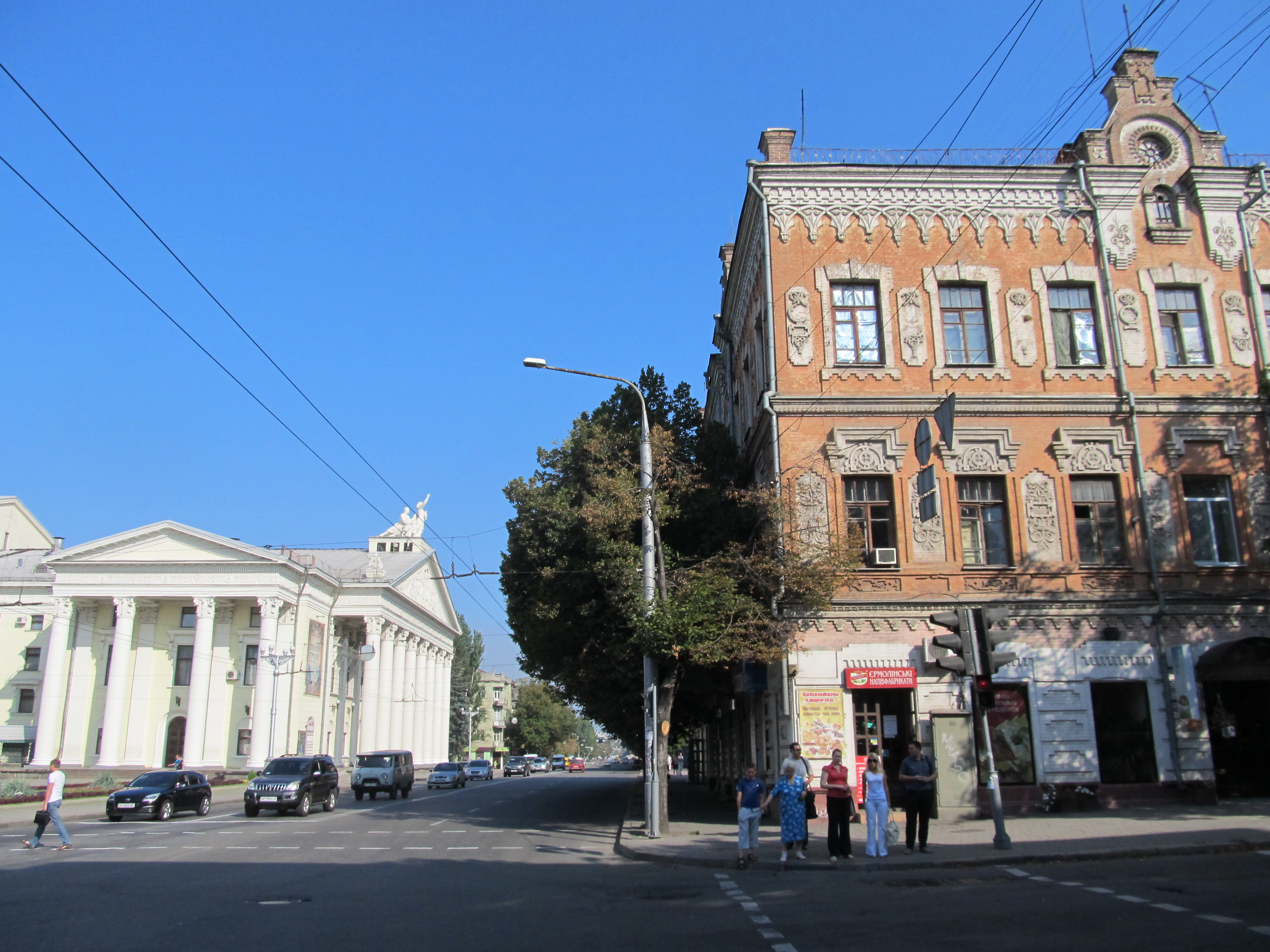
Запорізький академічний обласний український музично-драматичний театр імені Володимира Магара та Будинок Лещинського

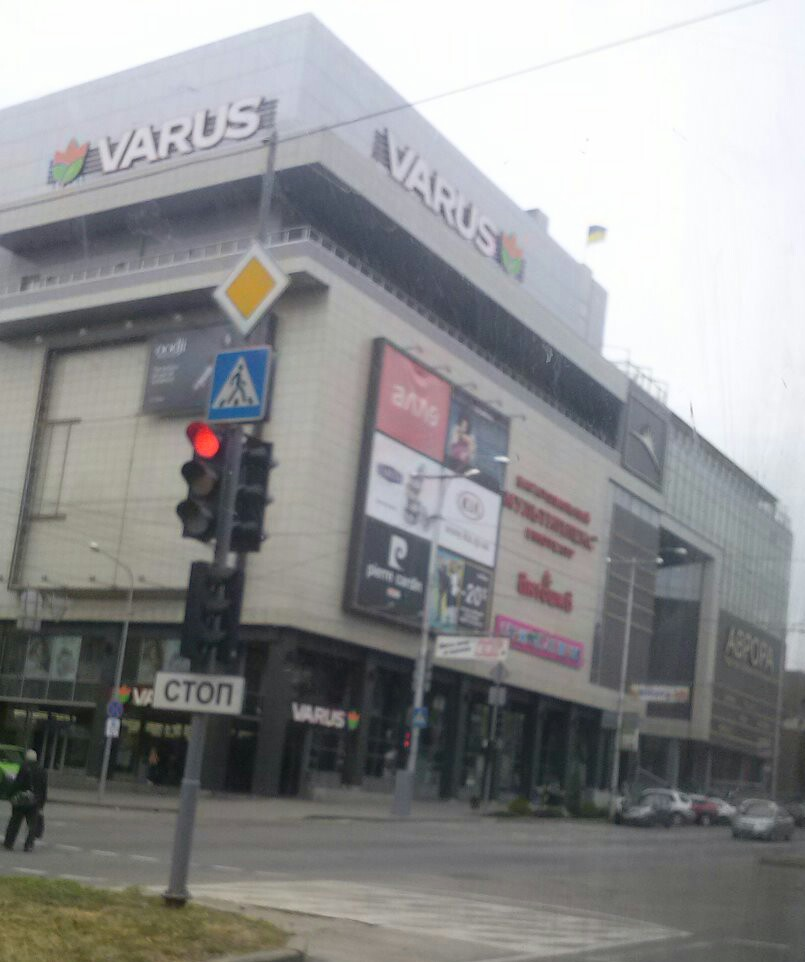
ТРЦ «Аврора»

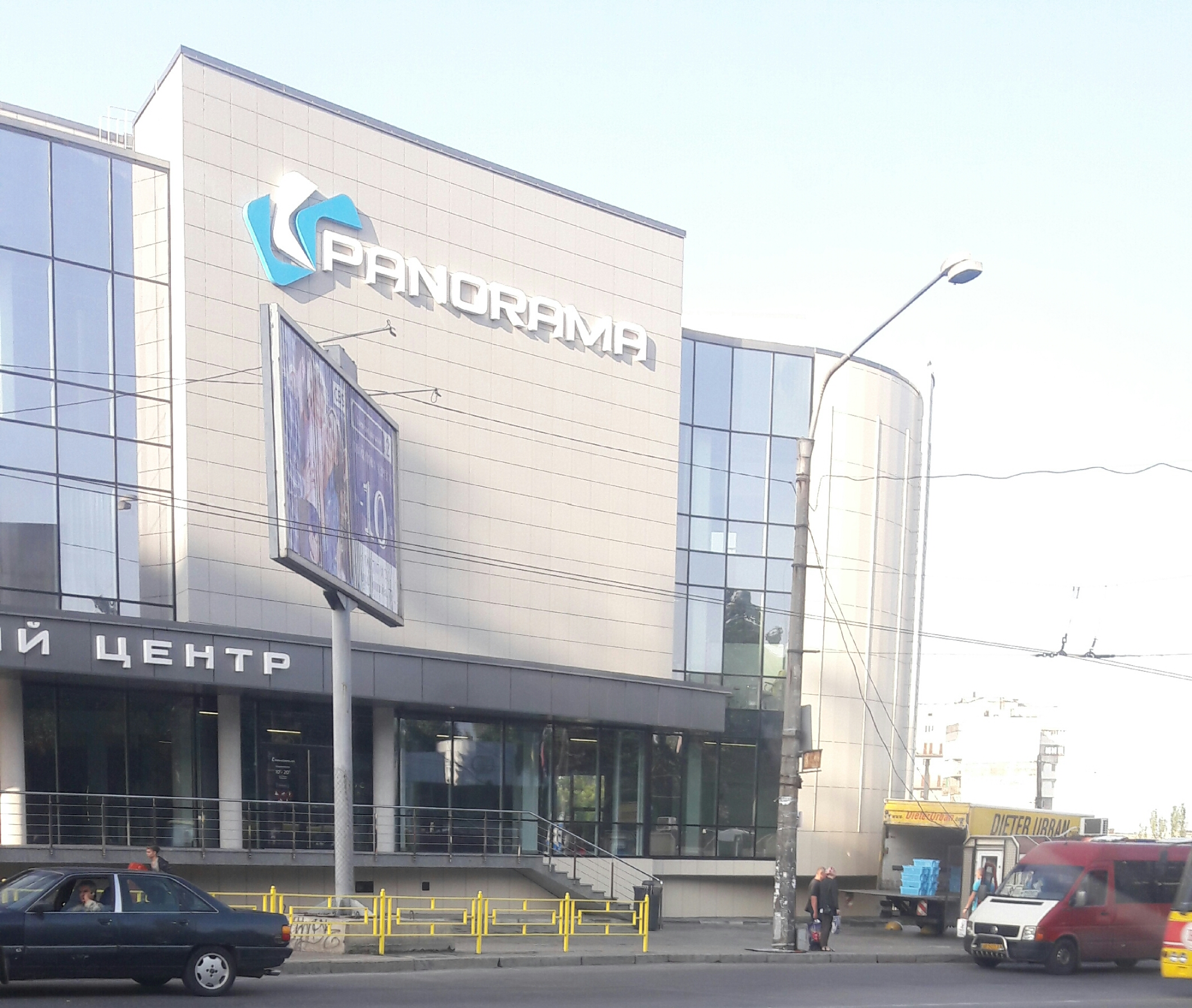
ТЦ «Панорама»

- буд. 1 — Центр меблів
- буд. 1-Г — АТБ-Маркет
- буд. 4 — Волонтерський центр «Солдатський привал»
- буд. 6-Г — Залізничний вокзал Запоріжжя I
- буд. 9 — Будинок культури «ЗАЗ»
- буд. 8 — Запорізький автомобілебудівний завод
- буд. 11 — Колишній прибутковий будинок менонітів Корнеліуса Гюберта (місцевий пам'ятник архітектури та містобудування)[40]
- буд. 13 — Магазин «Кристал-клас»
- буд. 15 — Кафе «Алькафіно»
- буд. 17-А — Центр меблів «Ваш диван»

- буд. 18А — АТБ-Маркет
- буд. 20 — Міжміський автовокзал

- буд. 23 — Авторизований сервісний центр «Samsung»
- буд. 28 — Готель «Соборний»
- буд. 37 — Свято-Покровський кафедральний собор
- буд. 39/23 — Готель «Театральний»
- буд. 41 — Запорізький академічний обласний український музично-драматичний театр імені Володимира Магара[41]
- буд. 48 — Запорізьке обласне управління «Ощадбанку»
- буд. 49 — АТБ-Маркет

- буд. 52 — Будинок Лещинського
- буд. 53 — ТЦ «Intrade», магазини мережі  «Фокстрот», фірмова крамниця ТМ «Рошен» (друга крамниця в Запоріжжі відкрита 3 листопада 2019 року)[42]
- буд. 59 — колишня «Садиба родини Бадовських» — пам'ятка архітектури національного значення (в будівлі розташовувалася Студентська поліклініка, з 2016 року — на реконструкції)
- буд. 70 — КУ «Запорізька обласна дитяча лікарня»
- буд. 74 — Запорізький національний університет (5-й корпус)
- буд. 81 — Обласний центр народної медицини
- буд. 83/85 — ТРЦ «Аврора», Кінотеатр «Мультиплекс» (25 травня 2022 року зазнав ракетного обстрілу російськими терористичними військами)[43]

- буд. 87-А — Кафе «Парк Авеню»
- буд. 87-В — Кафе «Луїзіана»
- буд. 88 — КНП «Запорізький центр первинної медико-санітарної допомоги № 1» ЗМР
- буд. 90 — ТЦ «Grand»
- буд. 92 — ТРЦ «Пальміра Плаза»
- буд. 92 — Запорізький інструментальний завод
- буд. 92-А — Торговельні ряди «Верже»
- буд. 94 — Редакція газети «Запорізька Січ»
- буд. 96 — АТБ-Маркет
- буд. 105 — Запоріждіпроводгосп
- буд. 109-Б — ТРЦ «Панорама»[44], АТБ-Маркет[45] (відкриті 23 лютого 2019 року)

- буд. 111/2 Міський РАЦС на майдані Академіка Вернадського (відкритий 5 грудня 1971 року)
- Вознесенівський узвіз
- буд. 111 — колишній Будинок побуту «Ювілейний»
- буд. 133 — Центральна оптика
- буд. 133 — Головпоштамт
- буд. 135 — «Intourist hotel Zaporizhzhya»
- буд. 137 — Готель артистів цирку
- буд. 142 — Запорізька обласна універсальна наукова бібліотека
- буд. 144 — відділення поштового зв'язку 69095, АТБ-Маркет
- буд. 145 — Кіноконцертний зал імені Довженка (побудований у 1964 році)
- буд. 146-А — магазин взуття «МІДА»
- буд. 147 — ТЦ «Україна». Навесні 1959 року розпочалося будівництво п'ятиповерхового універмагу «Україна», який був введений в експлуатацію 1963 року і впродовж майже 50 років залишався найбільшим магазином в Запоріжжі. Будівля  реконструйована у 2004 році й перейменовано в ТЦ «Україна»[46][47]
- буд. 147 — Супермаркети мережі «Ельдорадо» та «Сільпо»
- буд. 147 — McDonald's (відкритий 30 червня 2021 року)[48]
- буд. 148 — Торговельний комплекс «Пушкінський пасаж»
- буд. 152 — Будинок Друку
- буд. 155 — кКафе «Проспект»
- буд. 158 — Бізнес-центр «Форум»
- буд. 159 — Центр обслуговування абонентів Київстар
- буд. 160 — Бізнес-центр «Eco tower»
- буд. 162 — Апеляційний суд Запорізької області, Готель «Україна», кінотеатр «Байда» 3D
- буд. 164 — Запорізька обласна державна адміністрація, Запорізька обласна рада
- буд. 167 — кінотеатр імені Маяковського
- буд. 170 — Центр обслуговування абонентів Vodafone Україна
- буд. 171 — Супермаркет «Trash!»
- буд. 173 — РАЦС Вознесенівського району
- буд. 175 — магазин побутової техніки і електроніки «Фокстрот»
- буд. 177-А — ТЦ «Фортуна», фірмова крамниця ТМ «Рошен» (перша крамниця в Запоріжжі відкрита 10 жовтня 2019 року)
- буд. 180 — Науково-дослідний і проєктний інститут титану
- буд. 183 — Запорізька обласна філармонія (Концертний зал імені Михайла Глінки)
- буд. 189 — Музей історії зброї
- буд. 191 — Дніпровський відділ Національної поліції м. Запоріжжя[49]
- буд. 193 — ГІРФО Державної міграційної служби
- буд. 194 — Запорізький електротехнічний коледж ЗНТУ
- буд. 200 — ресторан грузинської кухні «Тамада»
- буд. 202 — Готель «Дніпро» (на реконструкції з серпня 2011 року, дата завершення реконструкції невідома)
- буд. 206 — Запорізька міська рада
- буд. 210 — КЗ «Запорізька обласна бібліотека для юнацтва Запорізької обласної ради»
- буд. 218-А — McDonald's (відкритий 4 грудня 1999 року)[50]
- буд. 226 — магазин мережі «Ельдорадо»
- буд. 230 — відділення поштового зв'язку 69006

1 травня 1977 року відкрито 5-й підземний перехід біля зупинки транспорту «Майдан Академіка Вернадського».

5-й корпус Запорізького національного університету
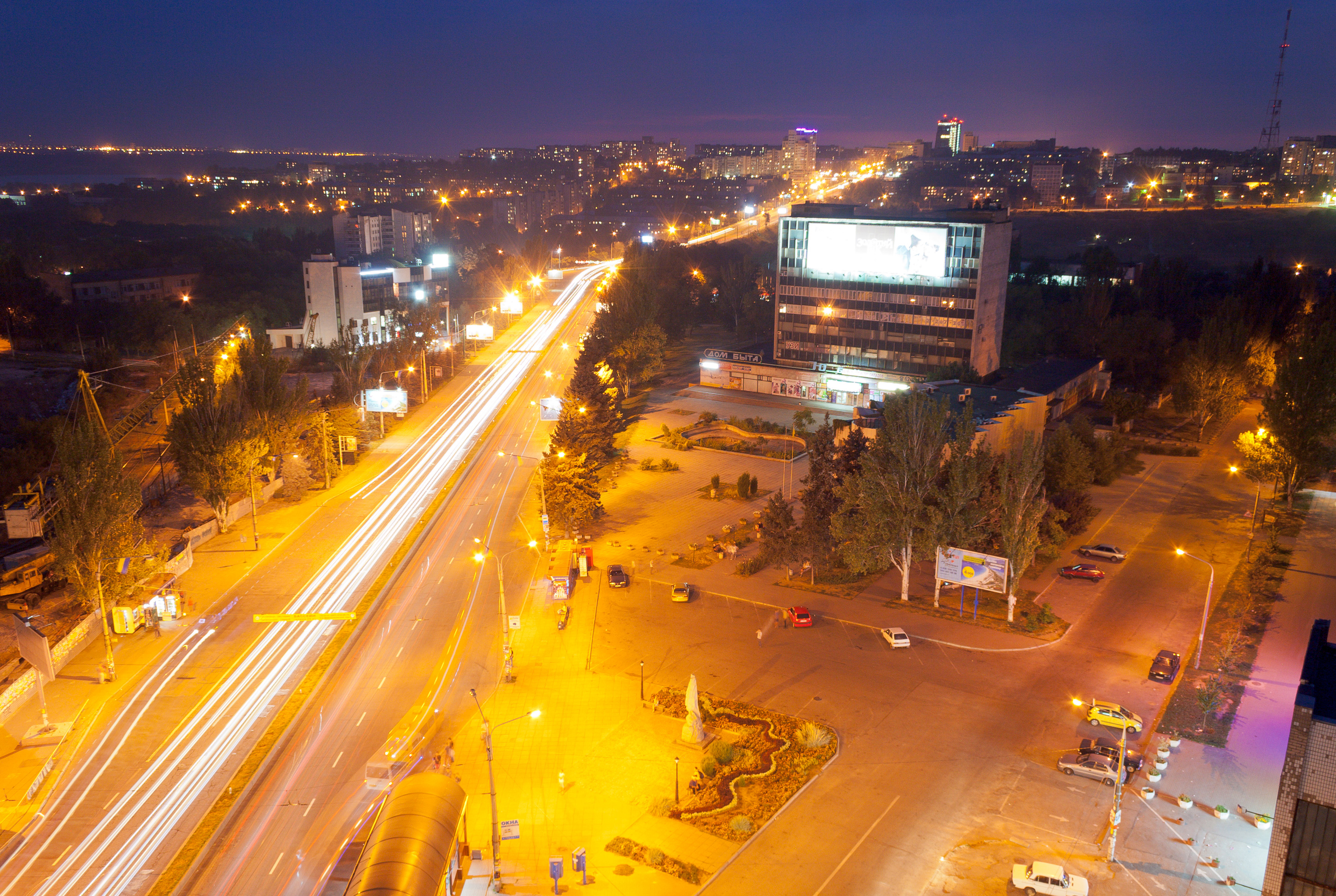
Майдан Академіка Вернадського
Вознесенівський узвіз
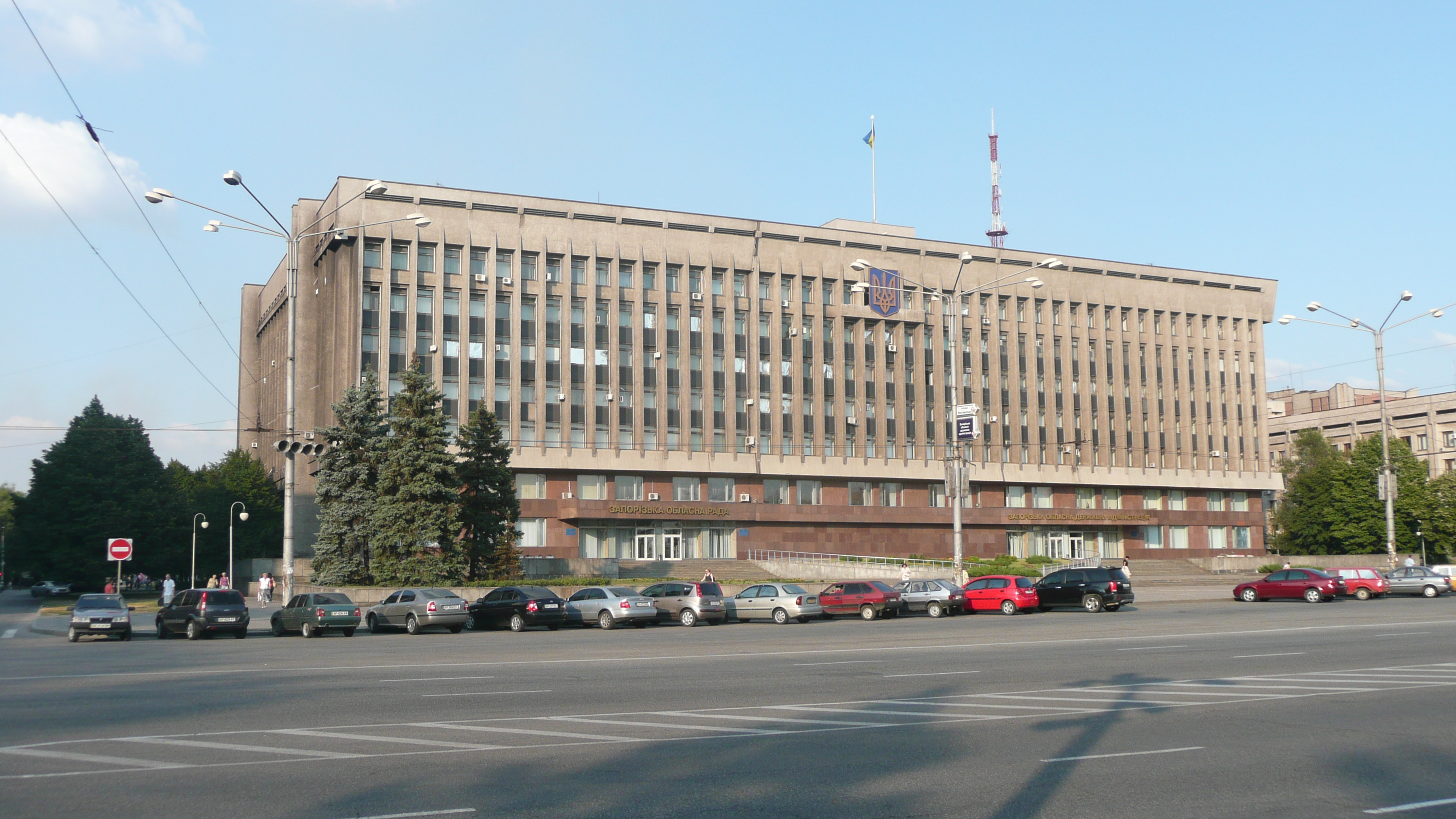
Запорізька обласна державна адміністрація (Соборний проспект, 164)
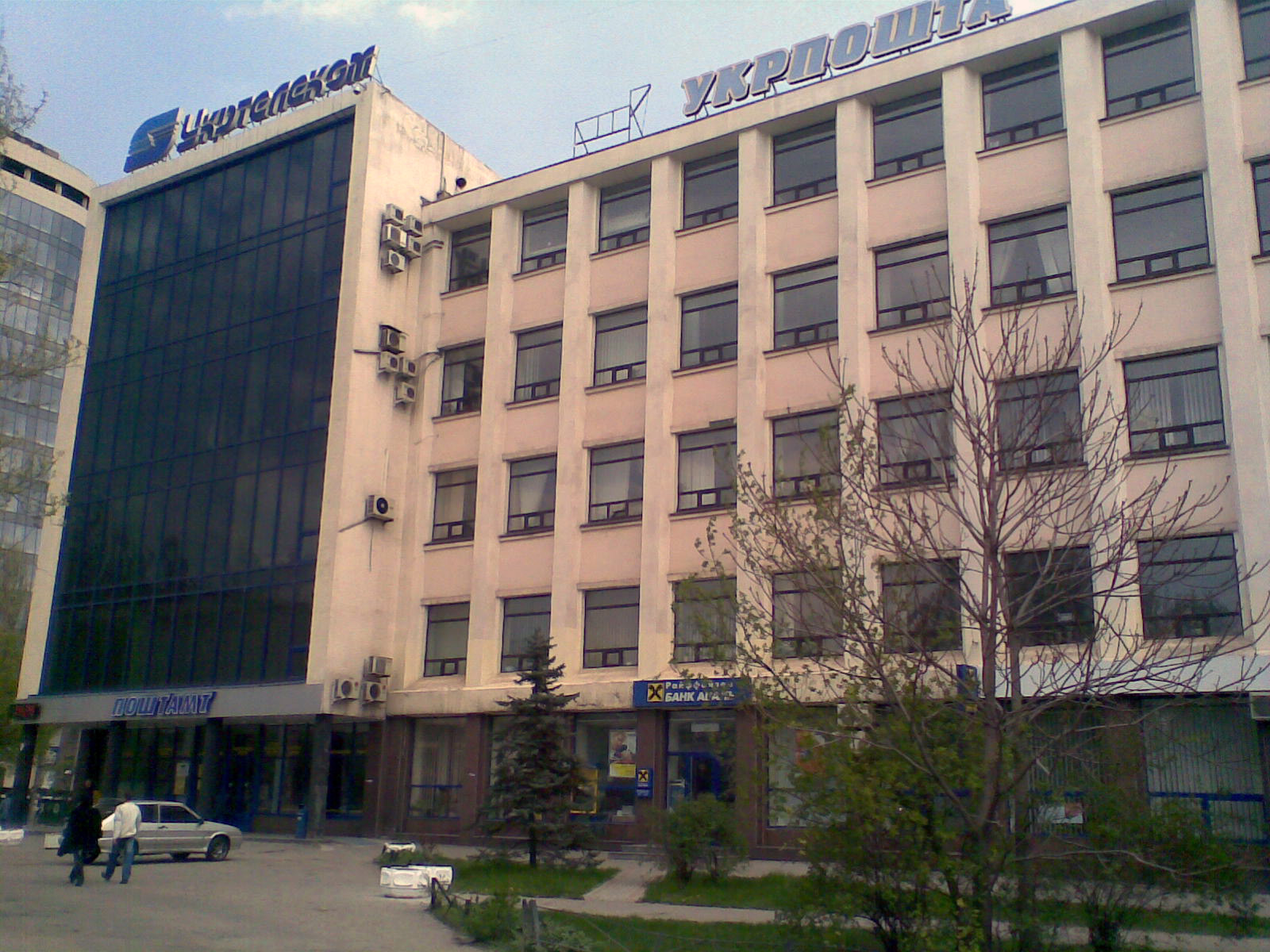
Головпоштамт (Соборний проспект, 133)
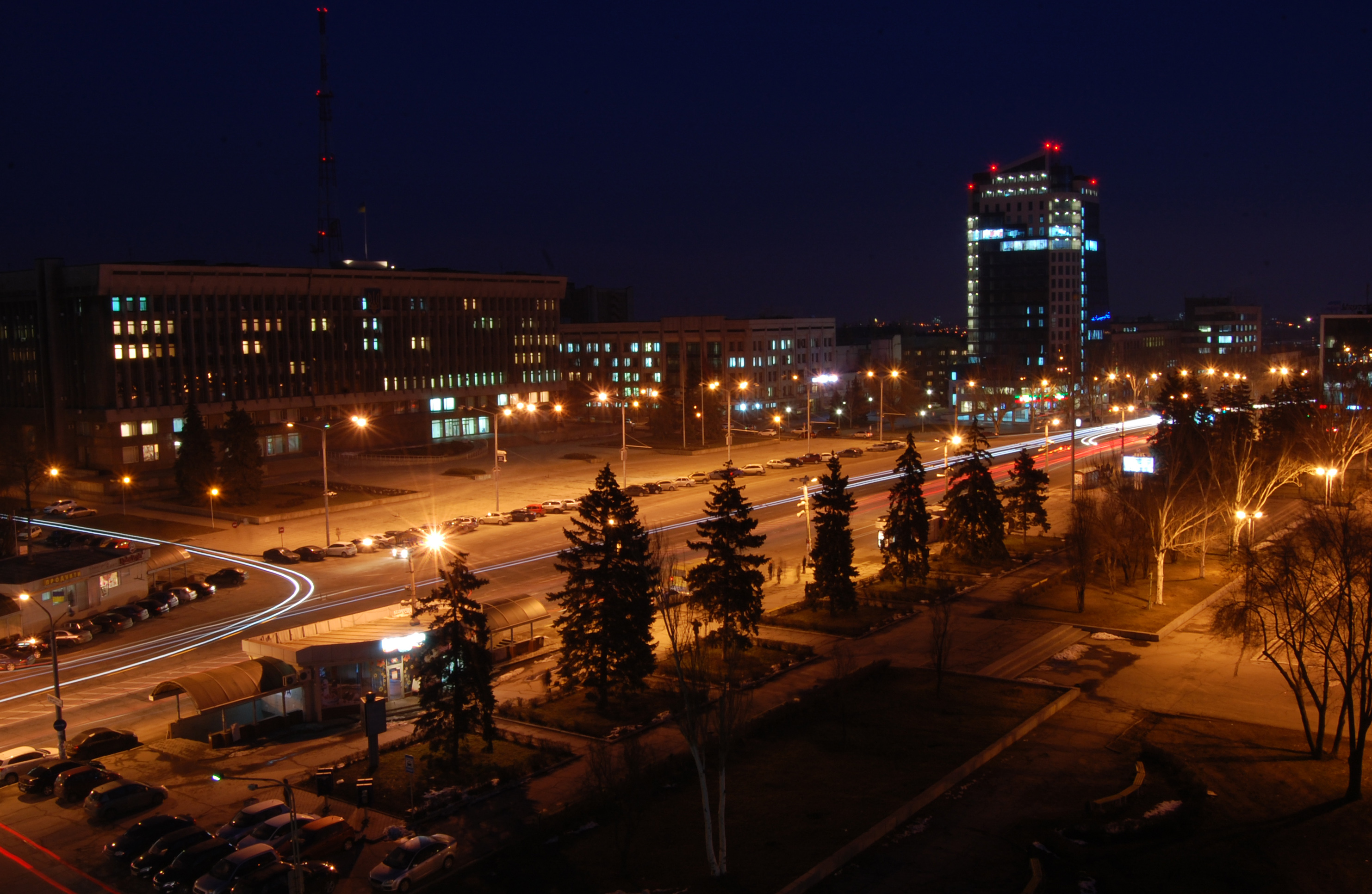
Площа Фестивальна — центральний майдан міста
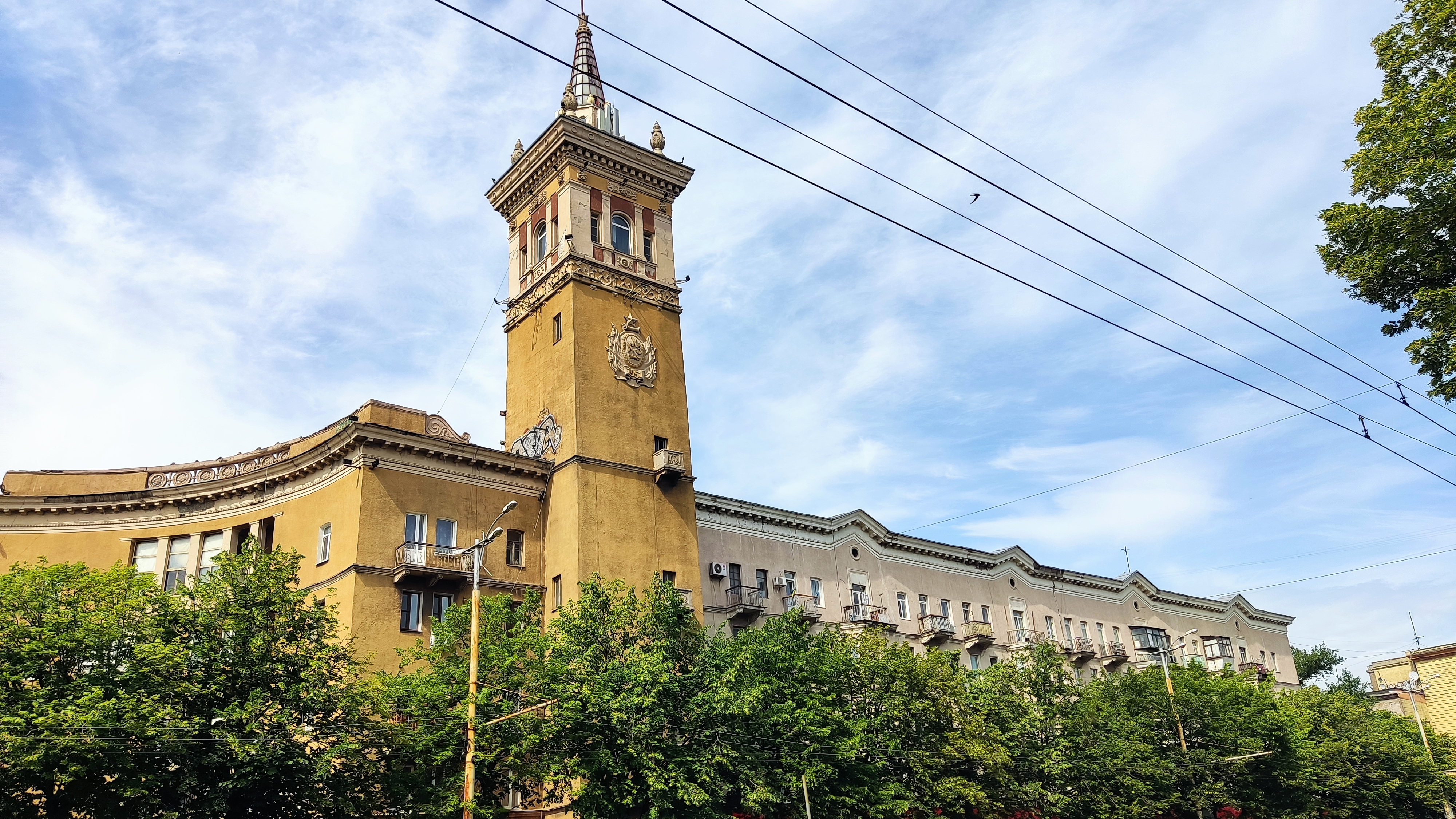
Будинок з вежою

## Зупинки міського транспорту

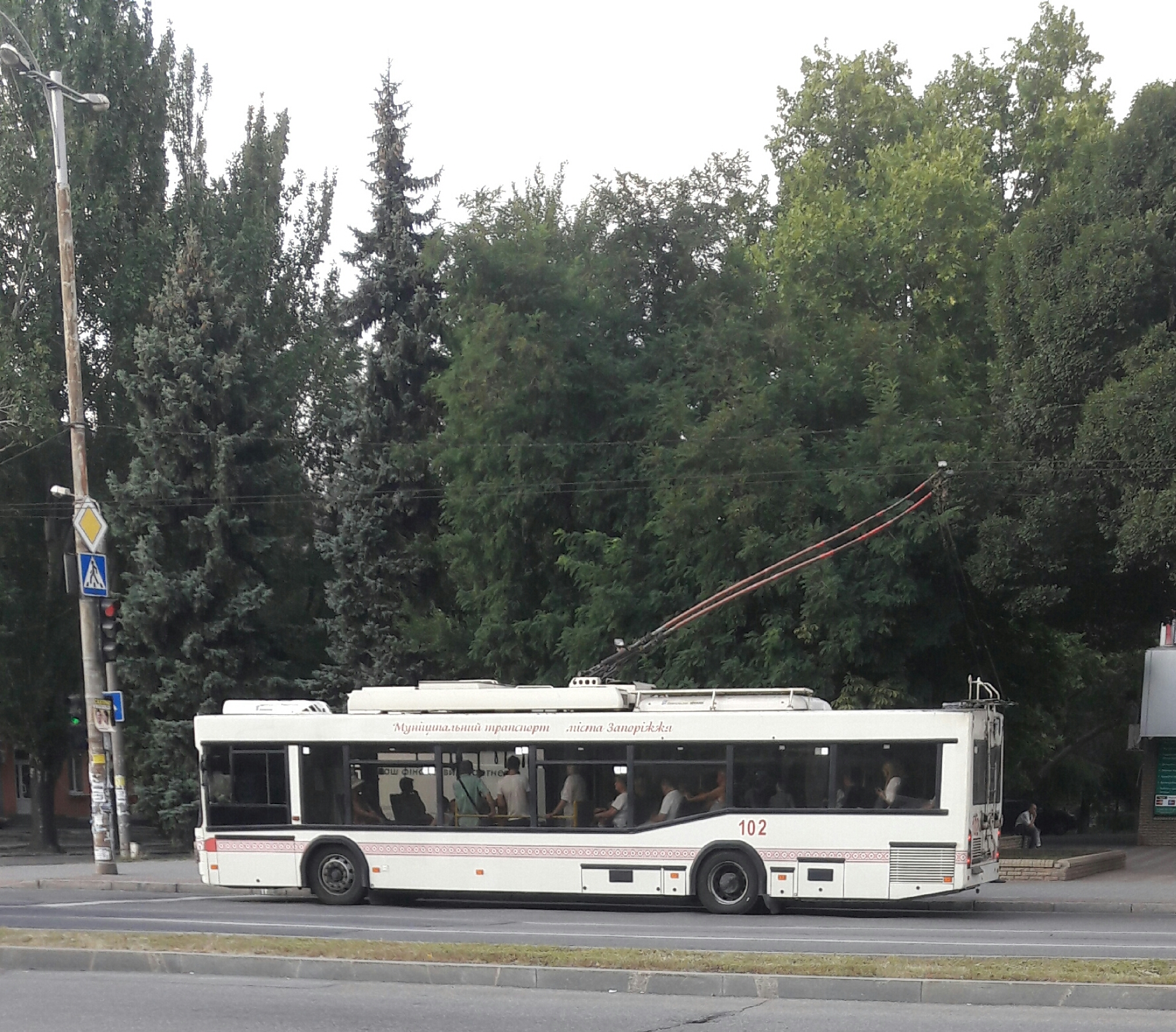
Тролейбус Дніпро Т103 (№ 102) на Соборному проспекті

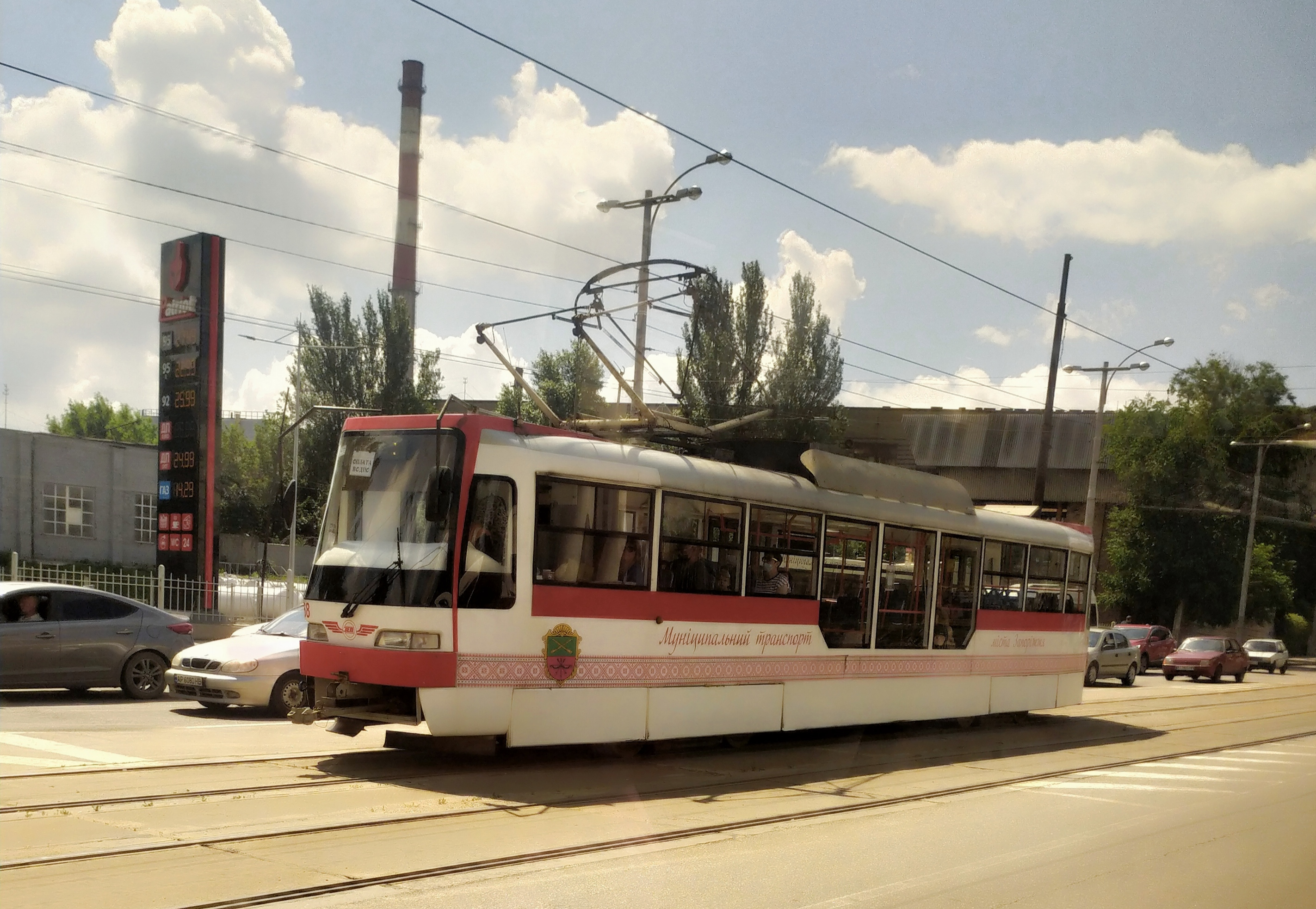
T-3UA-3-ЗП на зупинці «Автовокзал»

- Вокзал Запоріжжя I
- ЗАЗ
- Автовокзал

- Вулиця Базарна
- Театр імені Магара
- Майдан Університетський
- Редакція газети «Запорозька Січ»
- Обласна бібліотека
- Майдан Академіка Вернадського
- Вулиця Дмитра Донцова
- Площа Фестивальна
- ТРЦ «Україна»
- Вулиця Сталеварів
- Вулиця Миру
- Бульвар Шевченка
- Площа Олександра Поляка
- Проспект Металургів
- Концертний зал імені М. Глінки
- Запорізька площа[52]

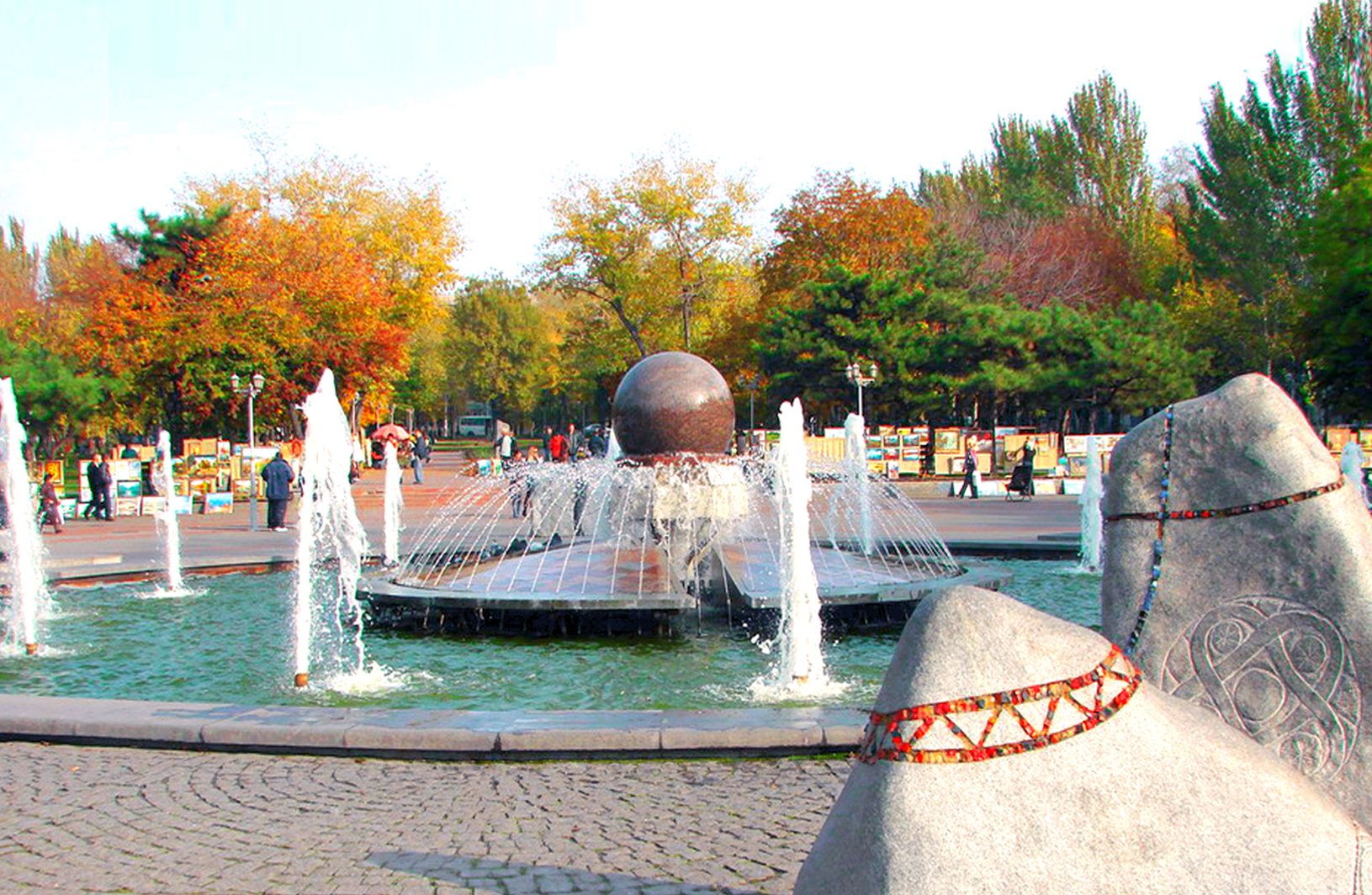
«Фонтан Життя» (побудований у 2004 році на майдані Митців із щоденними виставками запорізьких митців
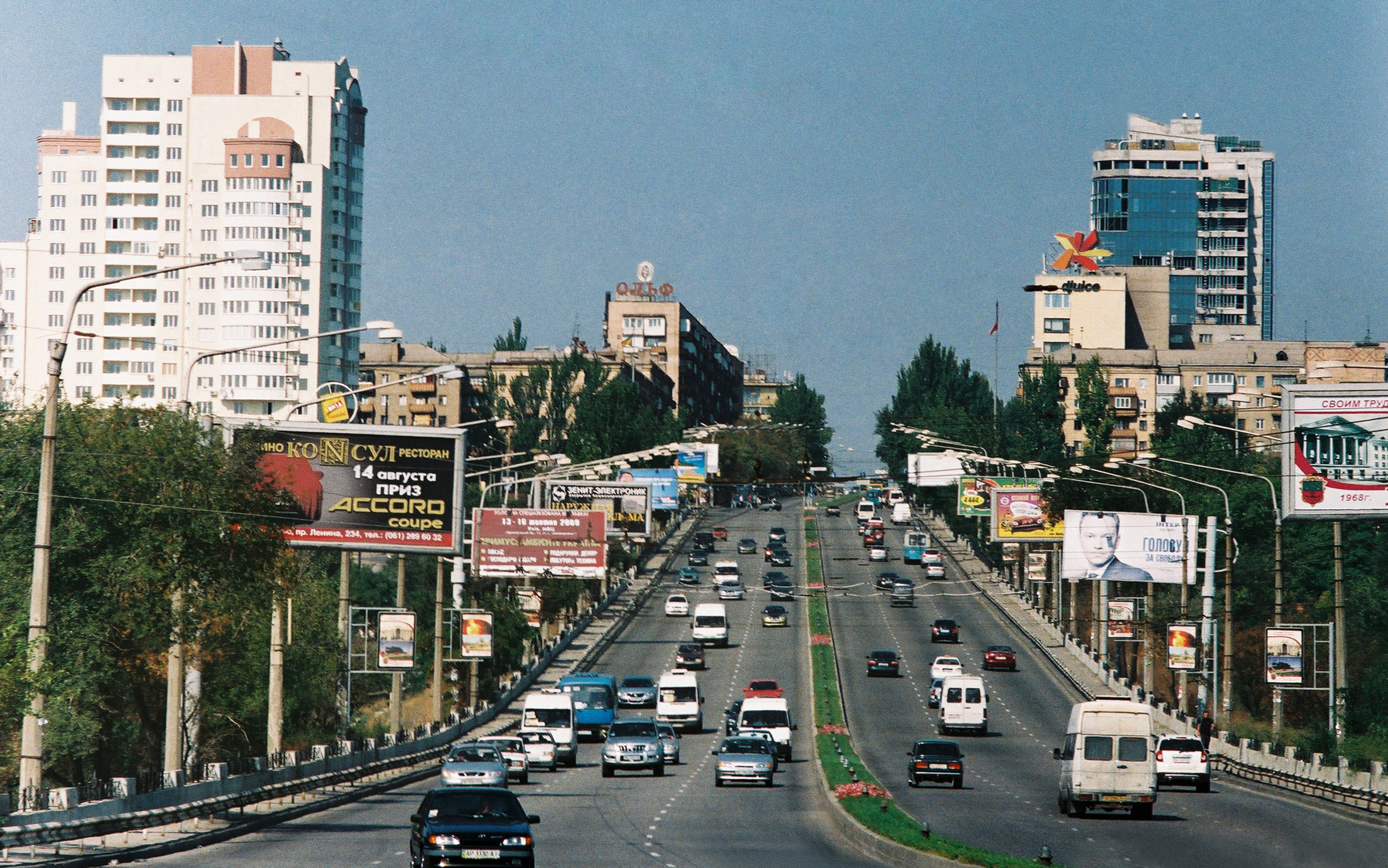
Вознесенівський узвіз
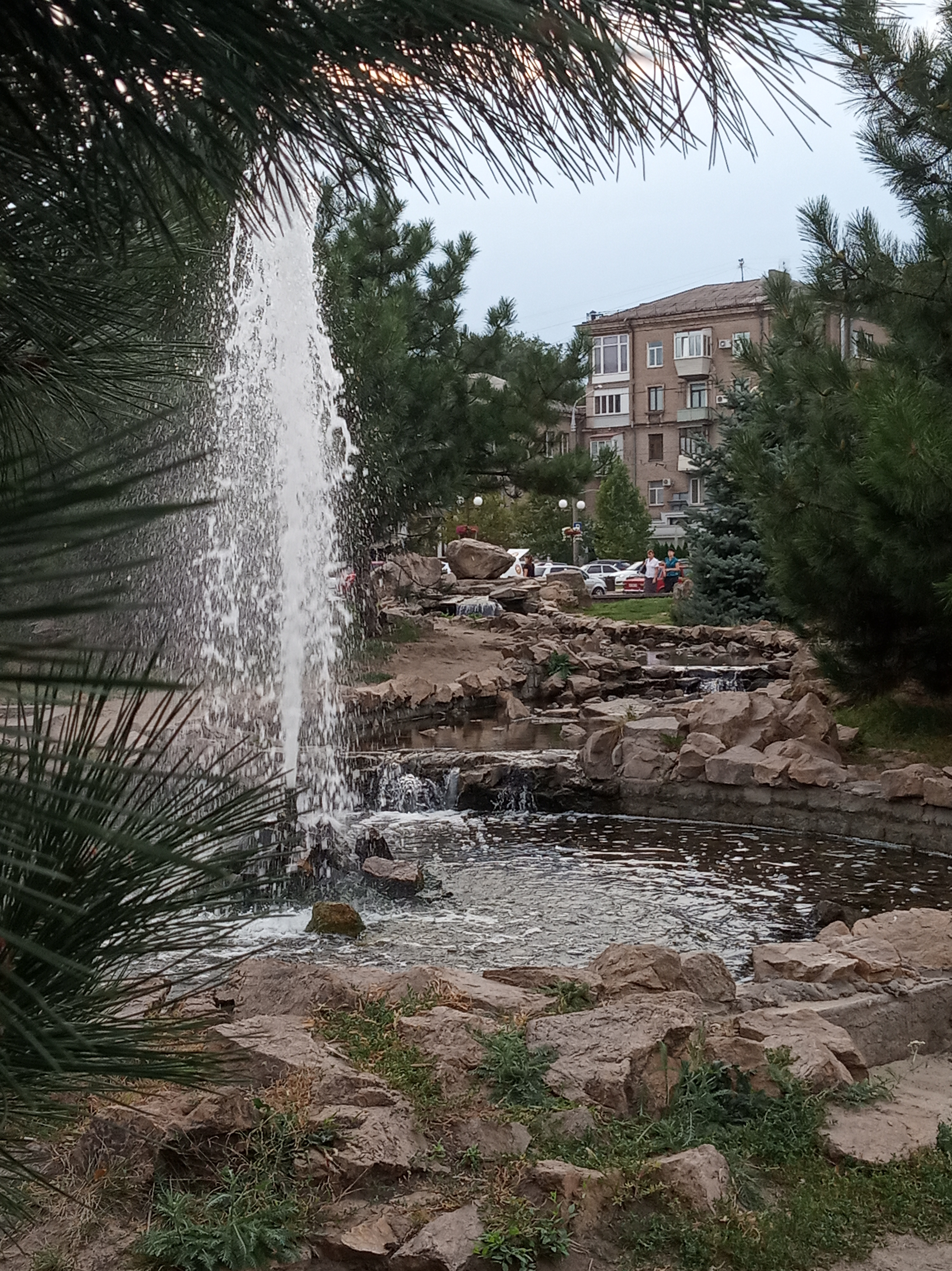
Фонтан на бульварі Шевченка
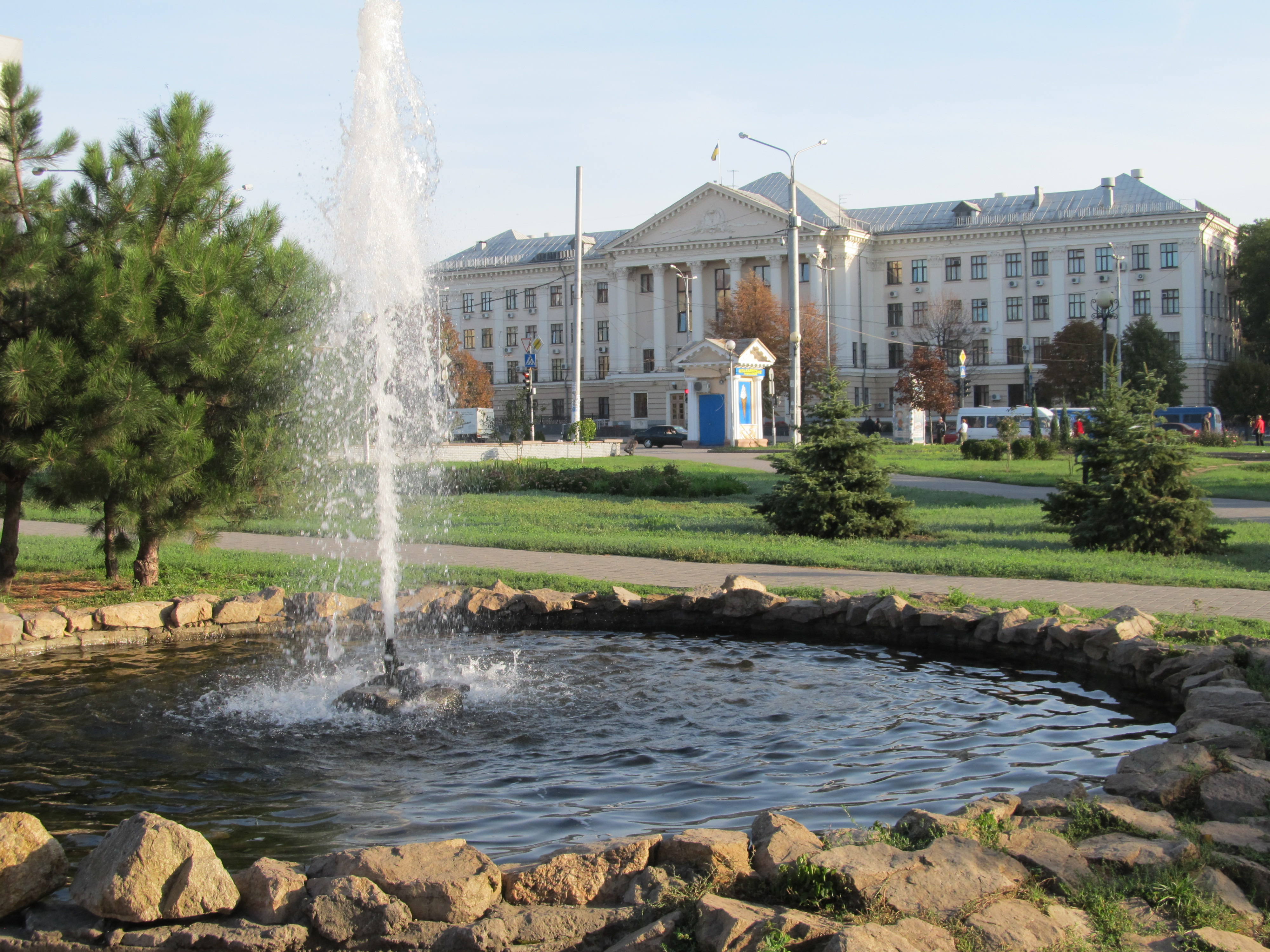
Запорізької міської ради (Соборний проспект, 206)
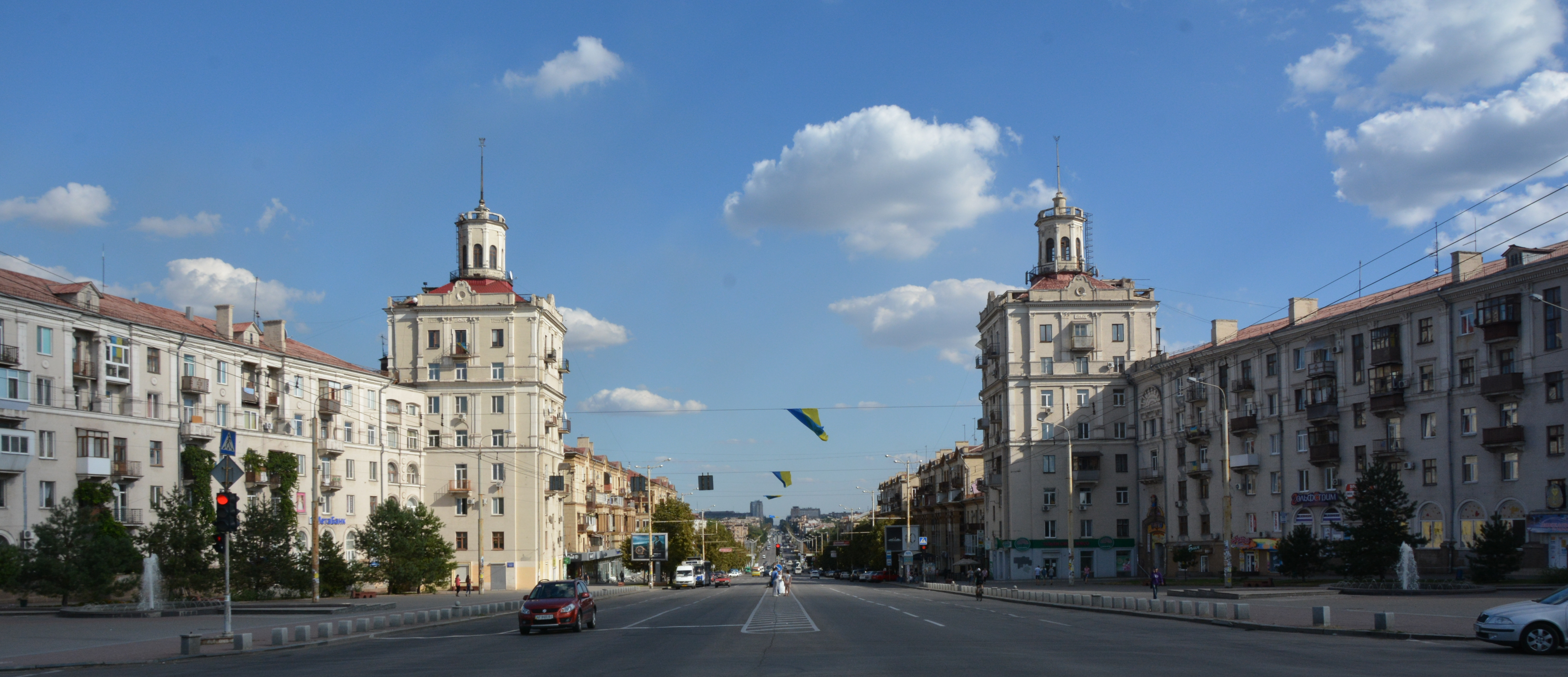
Площа Олександра Поляка

## Пам'ятники
- Пам'ятник загиблим розвідникам-десантникам групи Шепеля В. П.[53]
- Колишній пам'ятник Олександрові Пушкіну (26 липня 2022 року демонтовано мідний барельєф поета)
- Пам'ятник учасникам ліквідації наслідків аварії на Чорнобильській АЕС на
- Пам'ятник Михайлові Глінці
- Погруддя Олександрові Поляку, міському голові Запоріжжя у 2000—2003 роках[54]
- Стела «Промислове Запоріжжя»[55]
- Пам'ятник жертвам голодомору в Україні. Відкритий 29 листопада 2007 року в сквері імені Олександра Поляка. Ініціатором встановлення монумента виступив голова Запорізької облдержадміністрації Євген Червоненко. Під час відкриття на постаменті пам'ятника був такий напис: «Жертвам голоду та сталінізму 1932—1933 років». У 2011 році, під час реконструкції монумента, напис, з причин про які не повідомляли, було змінено: «Жертвам голодомору 1932—1933 років»[47].
- Пам'ятник воїнам-інтернаціоналістам, загиблим в афганській війні (1979—1989)
- Пам'ятник прикордонникам всіх поколінь[56]
- Пам'ятник Леонідові Жаботинському

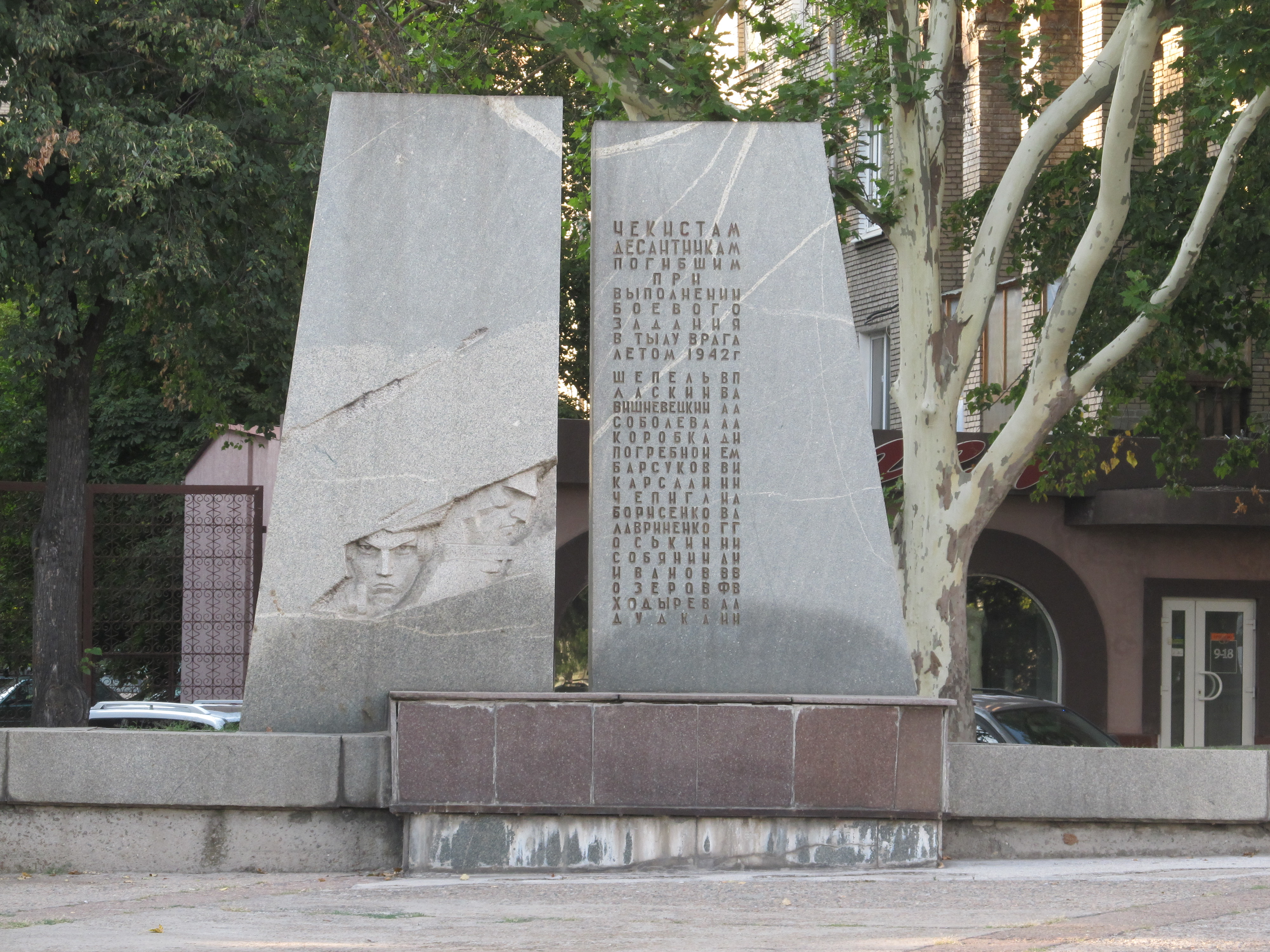
Пам'ятник загиблим розвідникам-десантникам групи Шепеля В. П.
Пам'ятник прикордонникам всіх поколінь
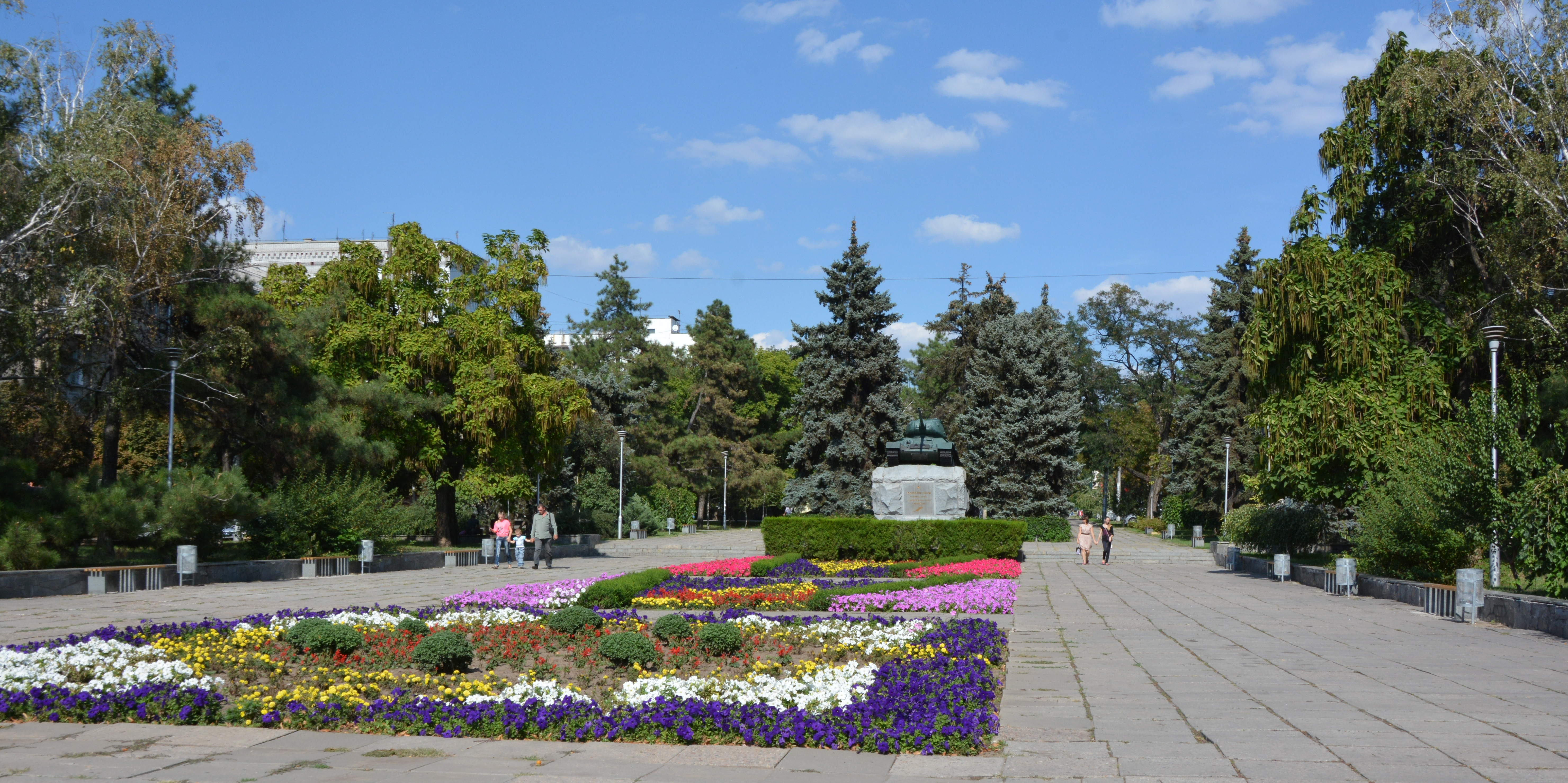
Танковому екіпажу Т-34, визволителям Запоріжжя від німецько-фашистських загарбників у жовтні 1943 року
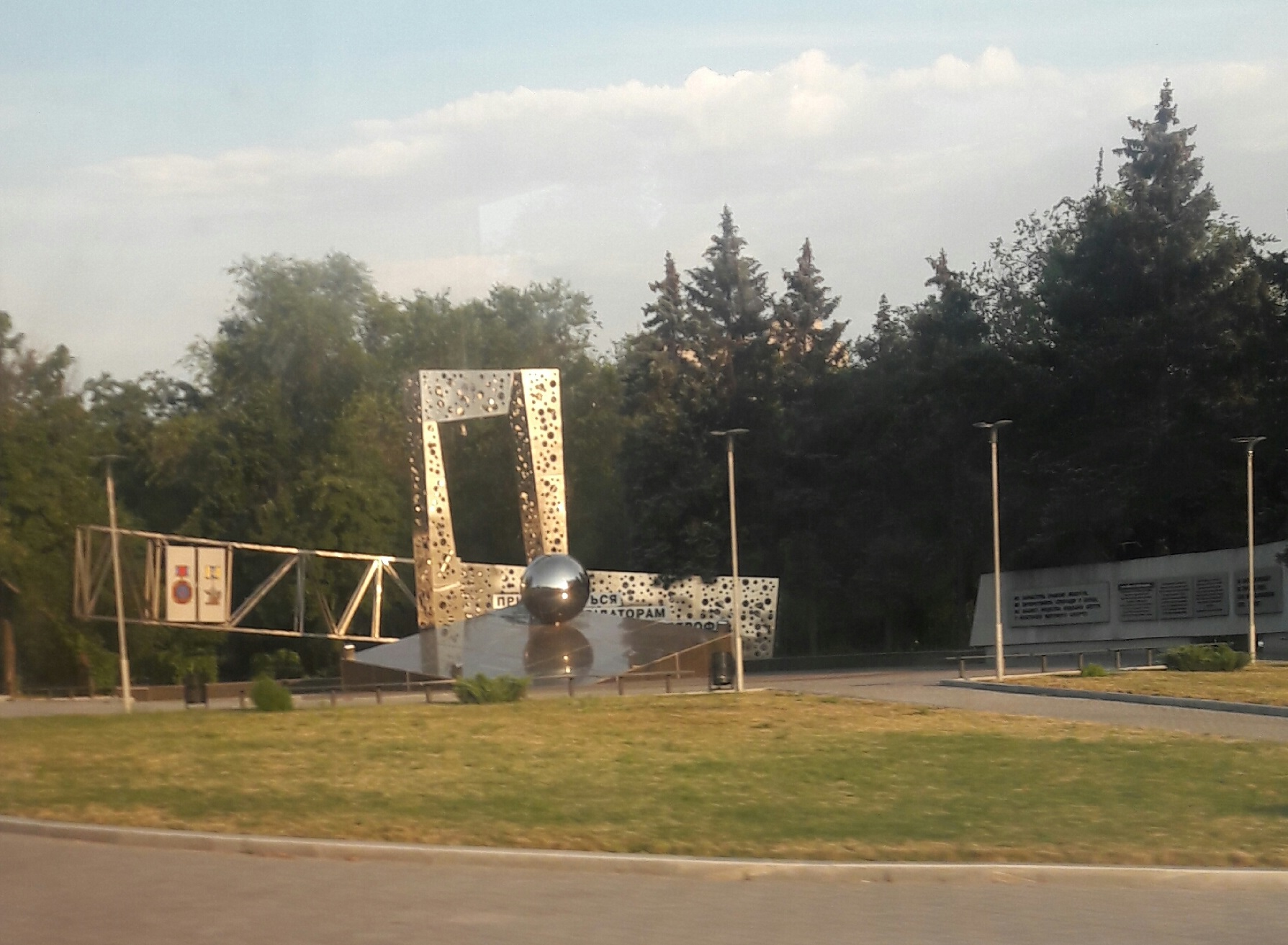
Пам'ятник учасникам ліквідації наслідків аварії на Чорнобильській АЕС
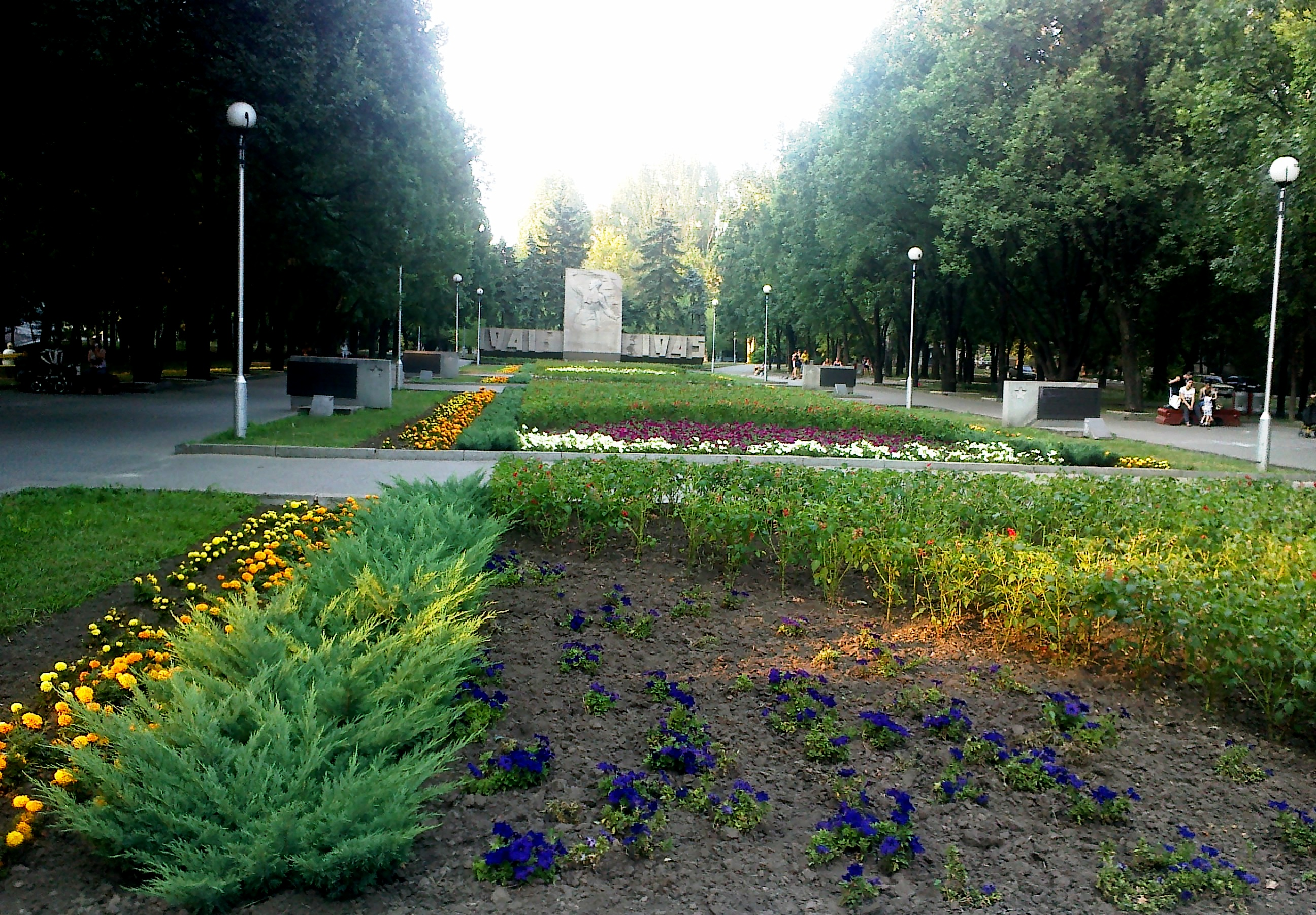
Алея Слави
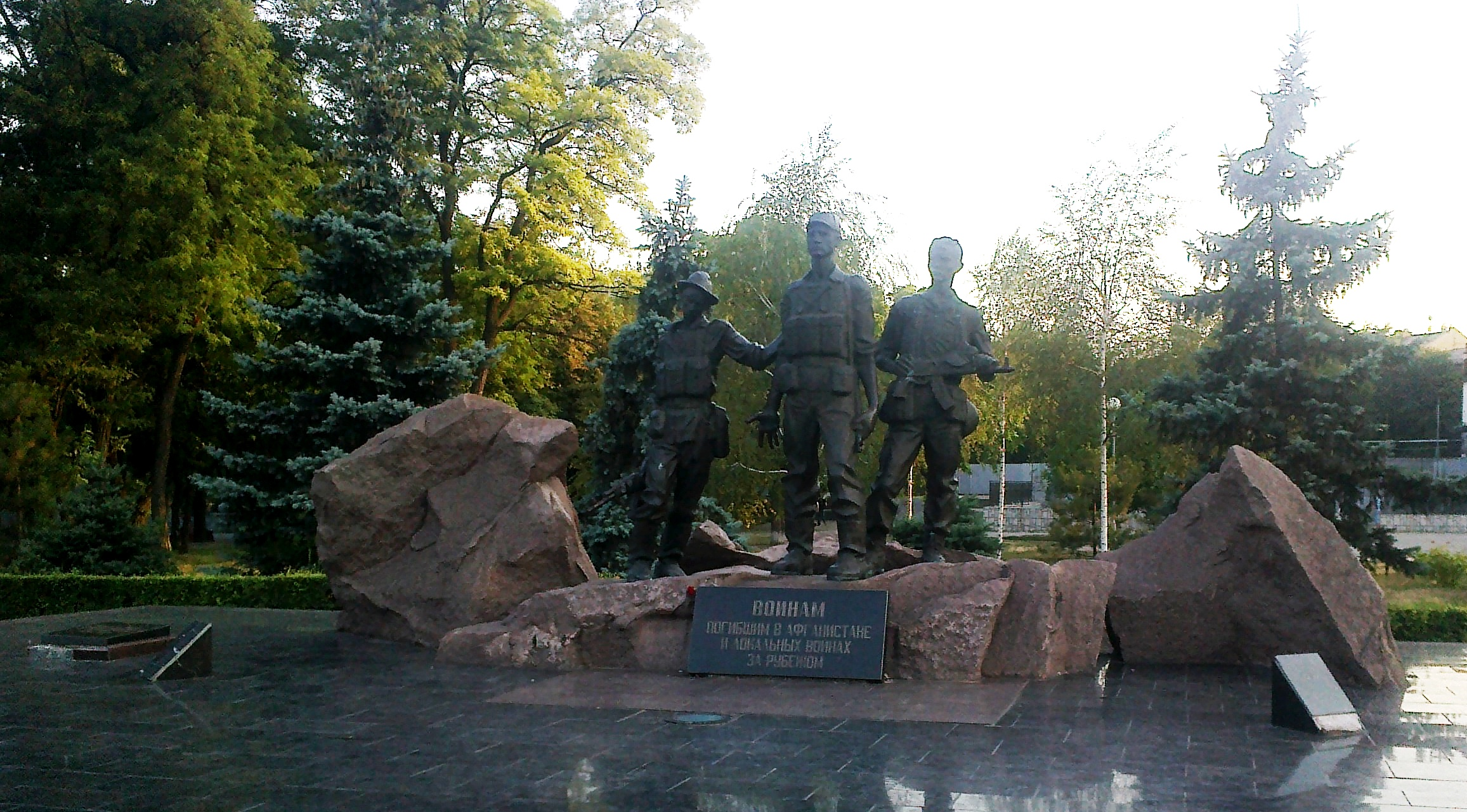
Пам'ятник військовослужбовцям, які загинули під час війни в Афганістані
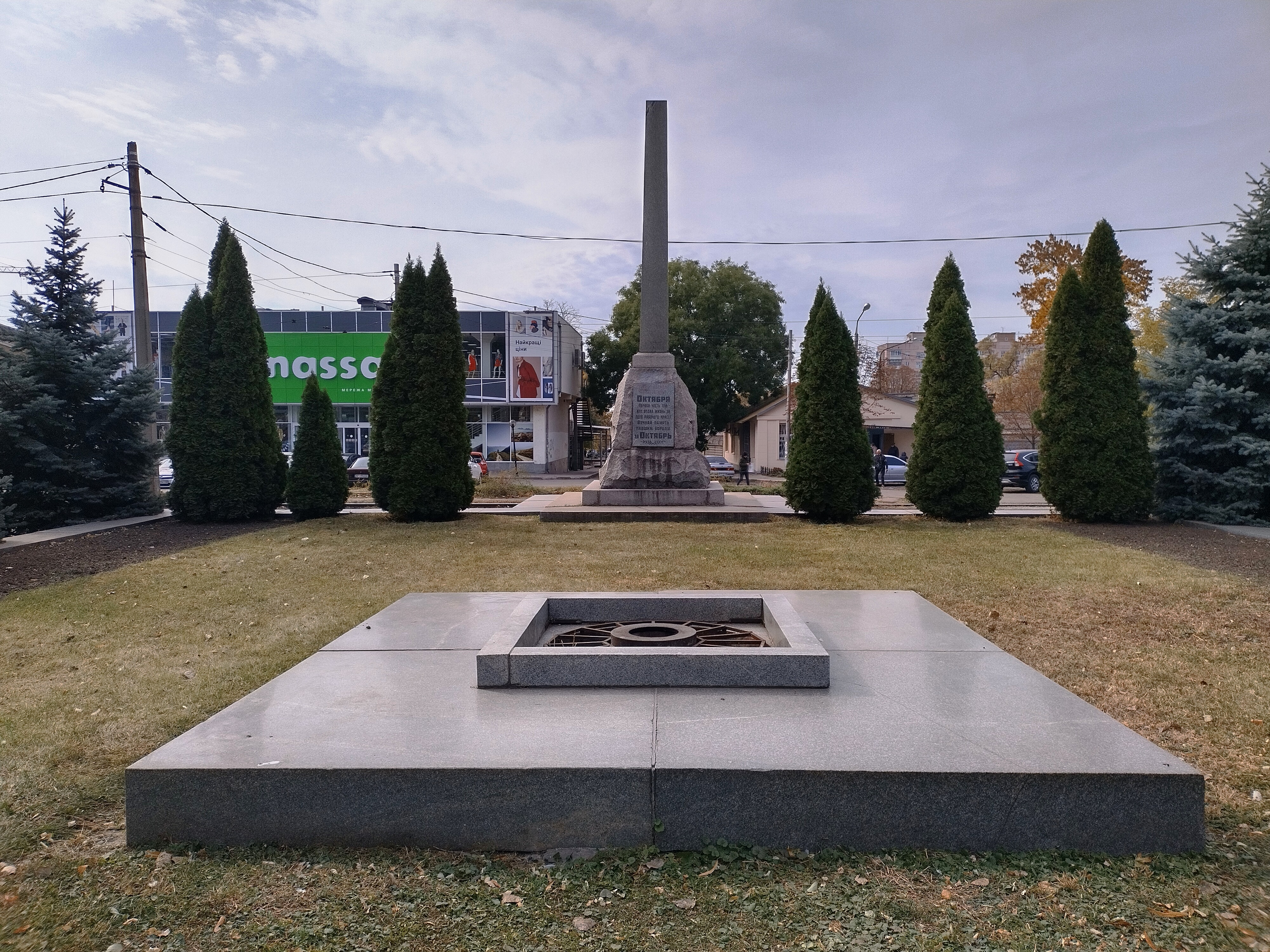
Пам'ятник на майдані Волі
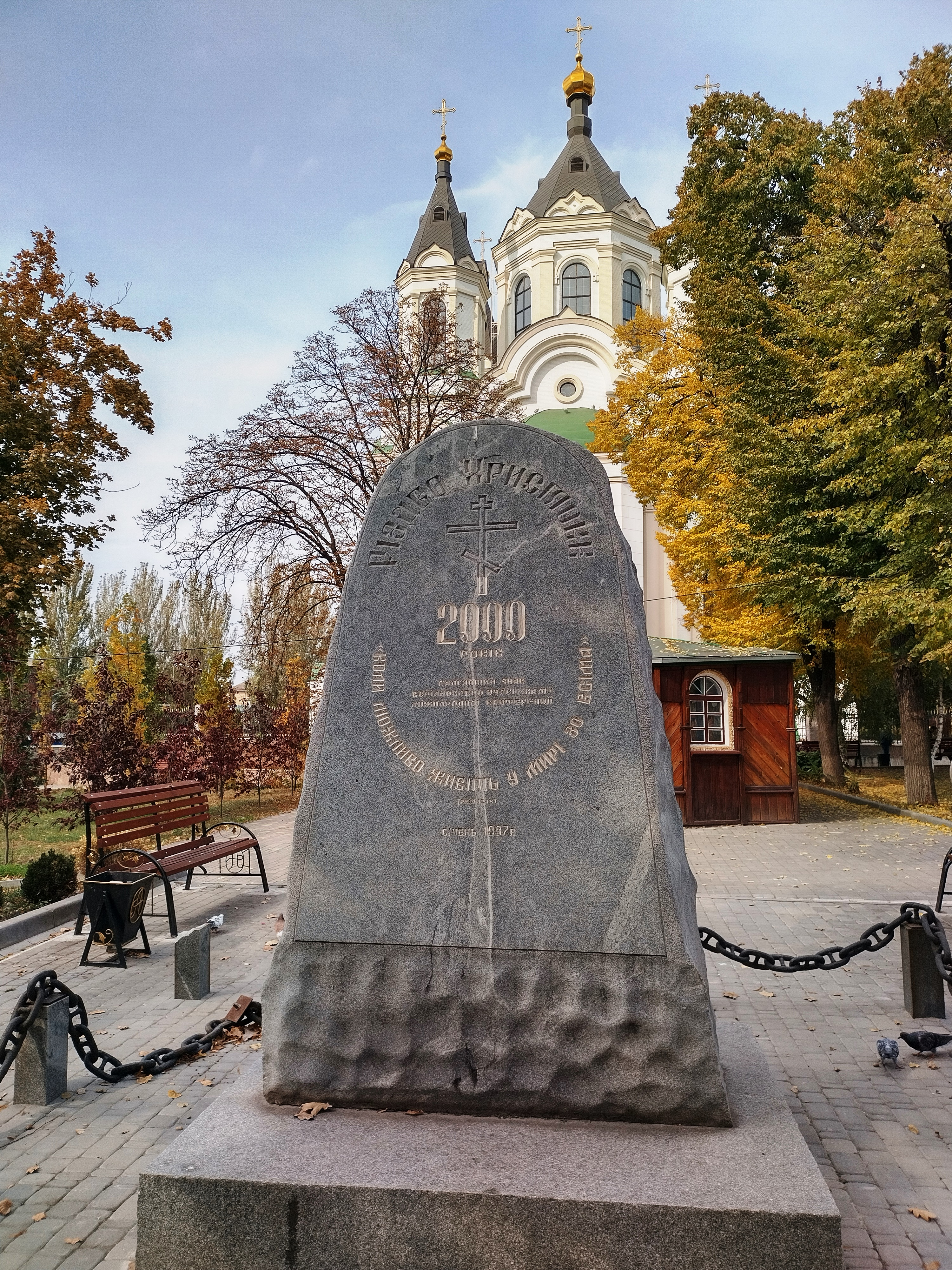
Пам'ятник на честь 2000-річчя християнства

Колишні пам'ятники
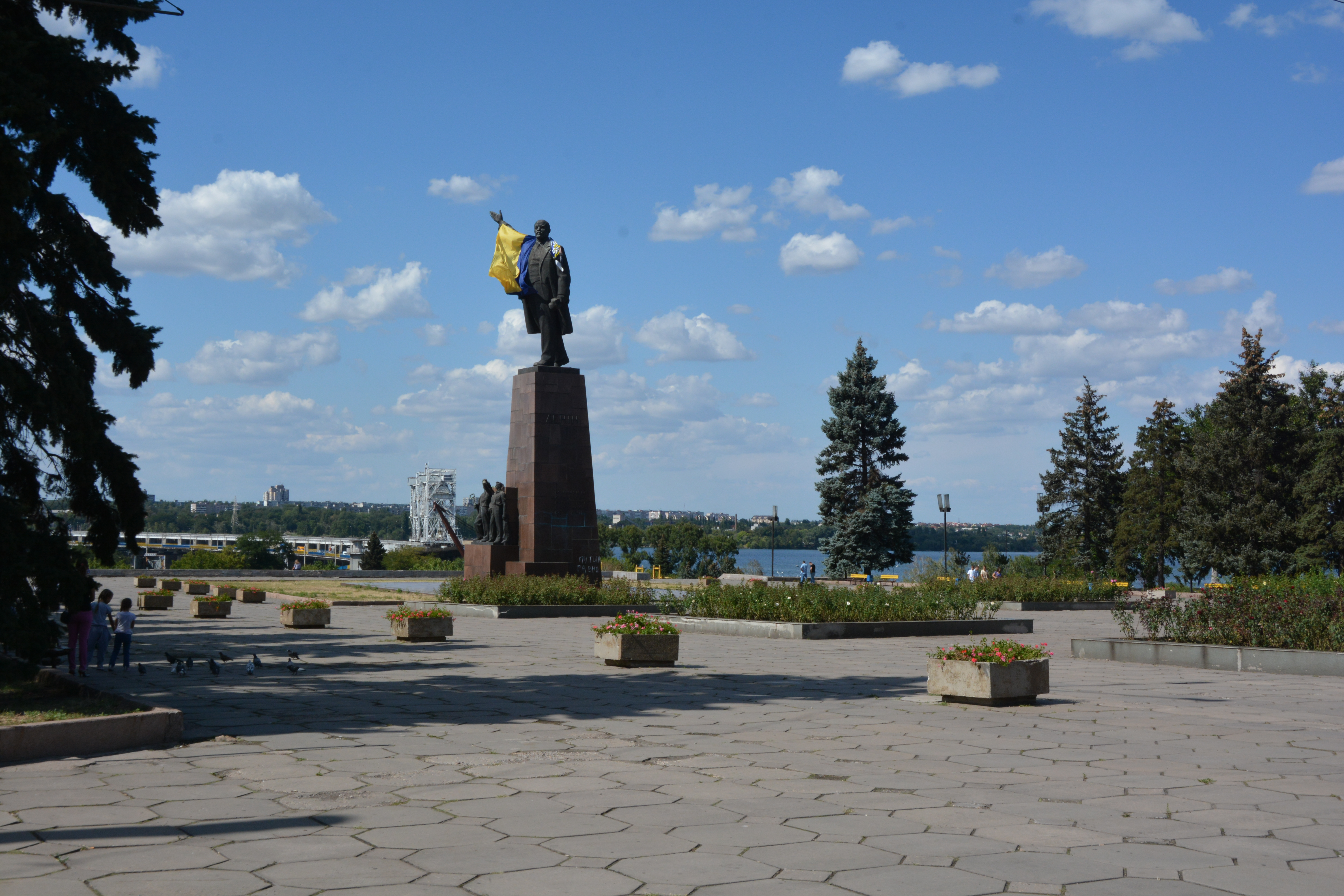
Пам'ятник Леніну (демонтований 17 березня 2016 року)
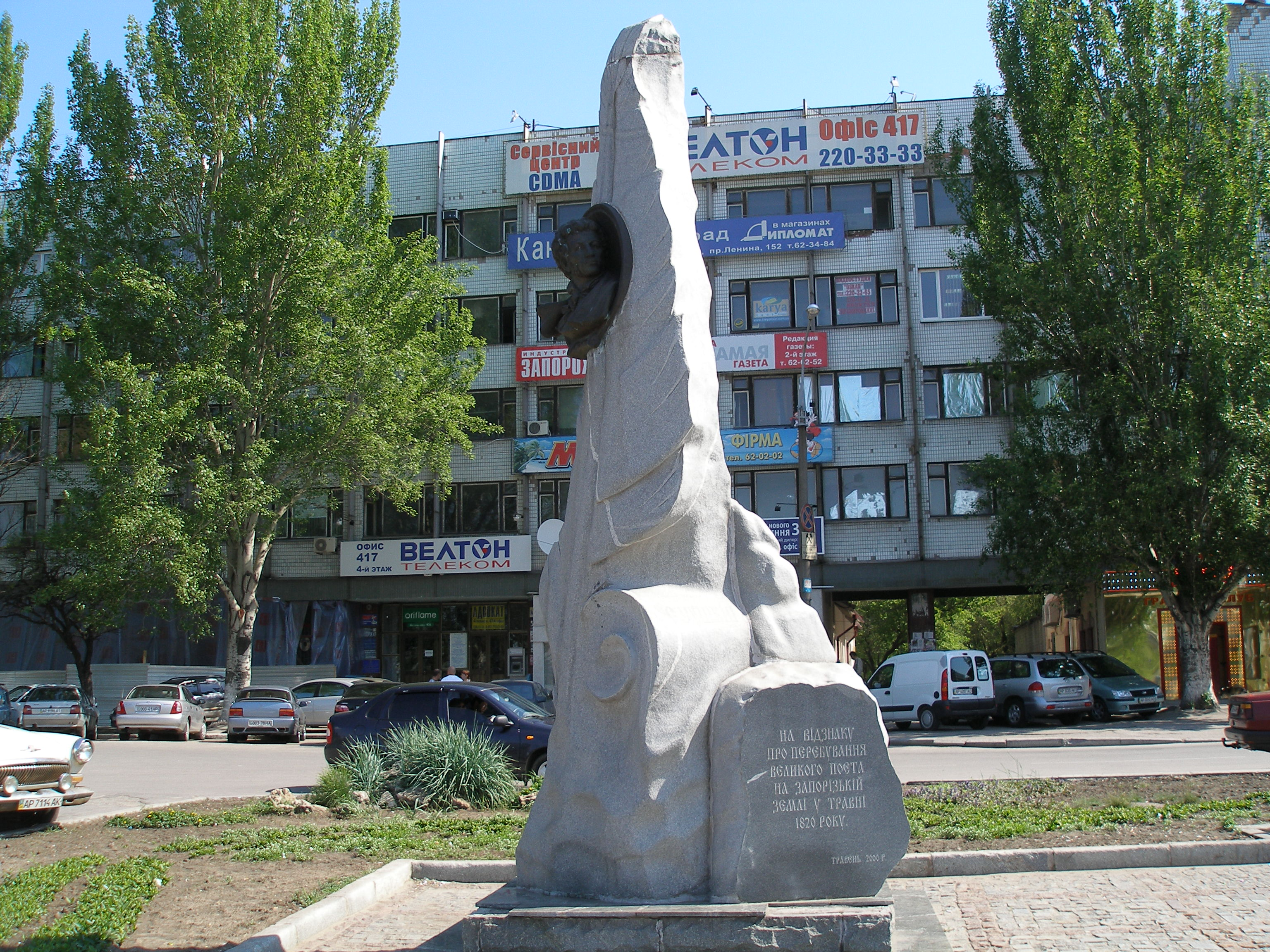
Колишній пам'ятник Олександрові Пушкіну (26 липня 2022 року демонтовано мідний барельєф поету)

## Особистості
- В будинку № 43 жив політичний діяч Михайло Андросов. На фасаді будинку у 1980-ті роки йому була встановлена меморіальна дошка.
- В будинку № 58 мешкали скульптори Владлен Дубинін і Емілія Низова.
- В будинку № 192 мешкали професор Павло Михайлов і художник Віктор Гайдук.
- В будинку № 234 мешкали художники Микола Пашканіс та Леонід Яворський.

## Галерея

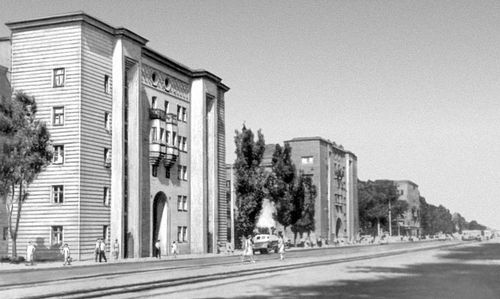
Соцмісто (будинки архітектора  В. А. Лаврова, 1936)
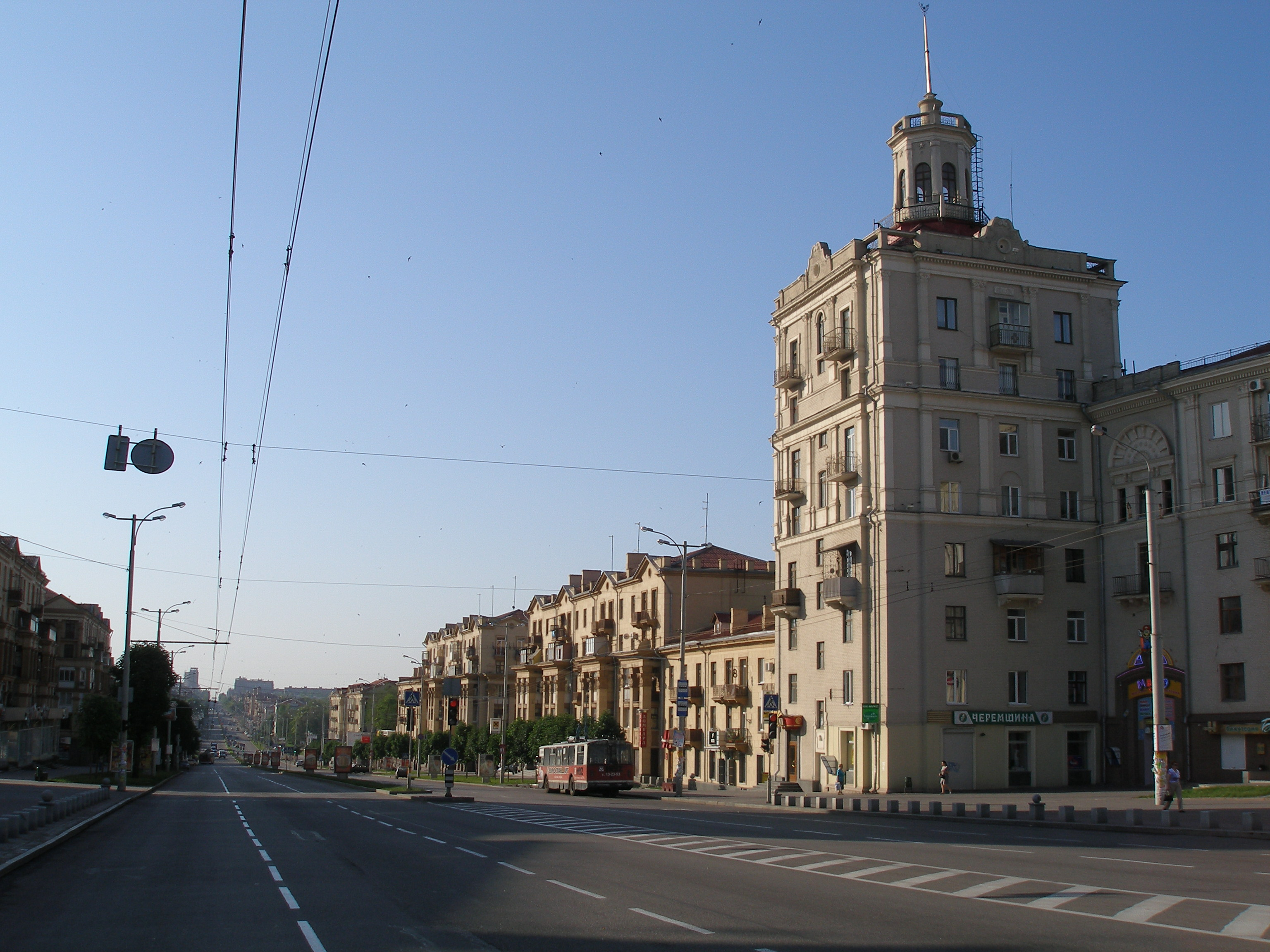
Площа Олександра Поляка
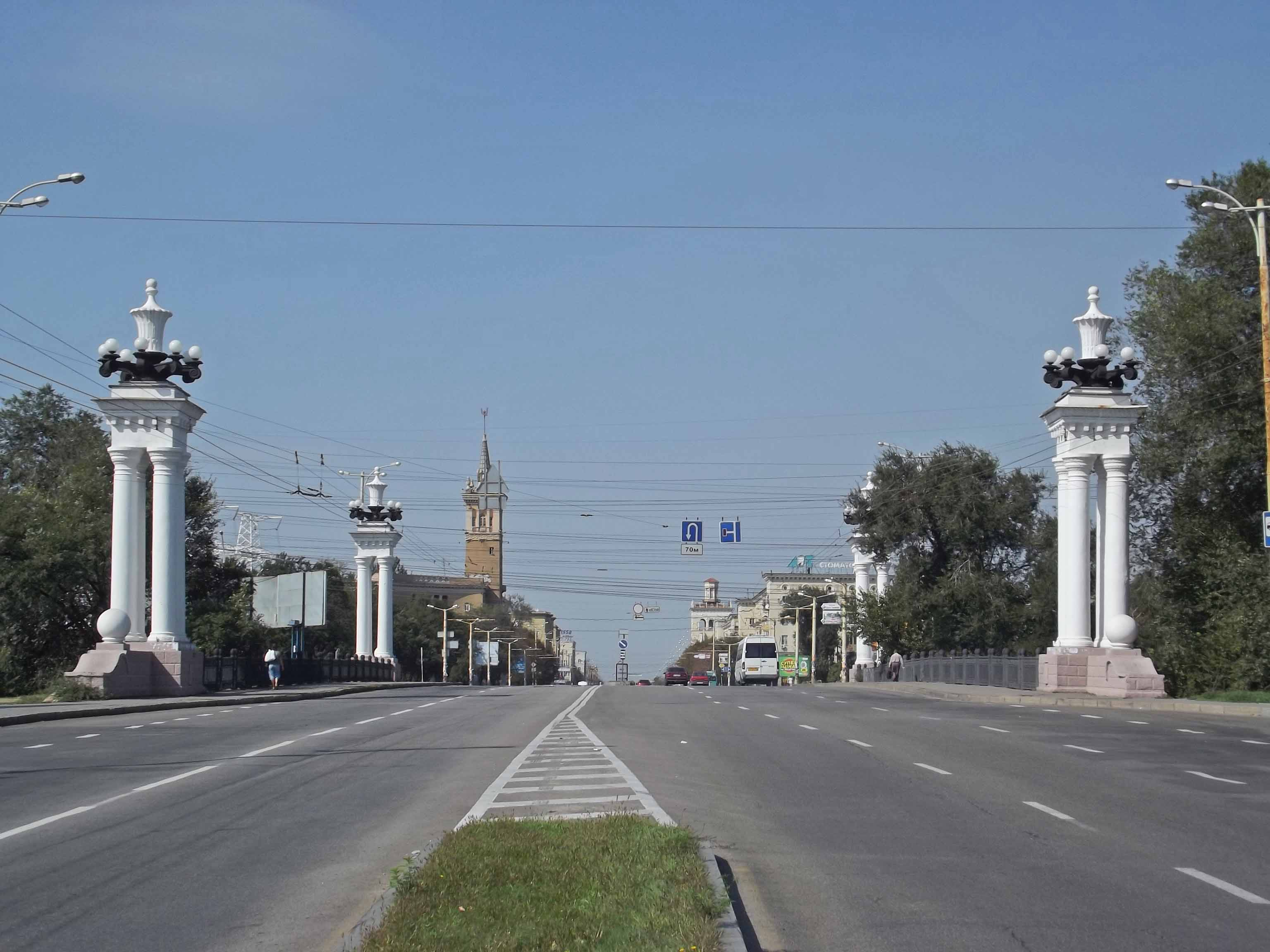
До березня 2004 року проспектом пролягала трамвайна лінія
Стела «Промислове Запоріжжя»
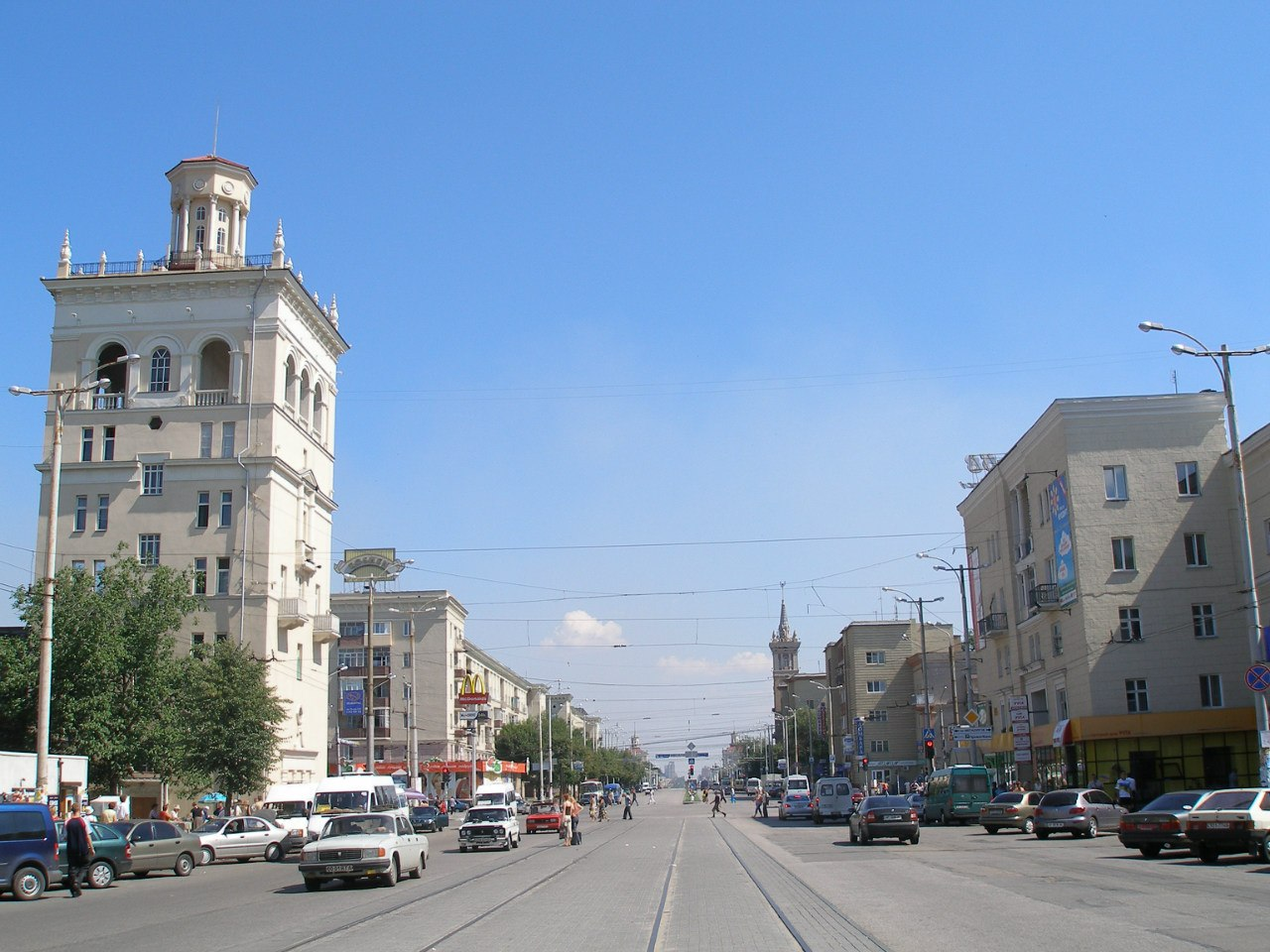
Житловий будинок з вежою та проспект ще з трамвайною колією (2004)
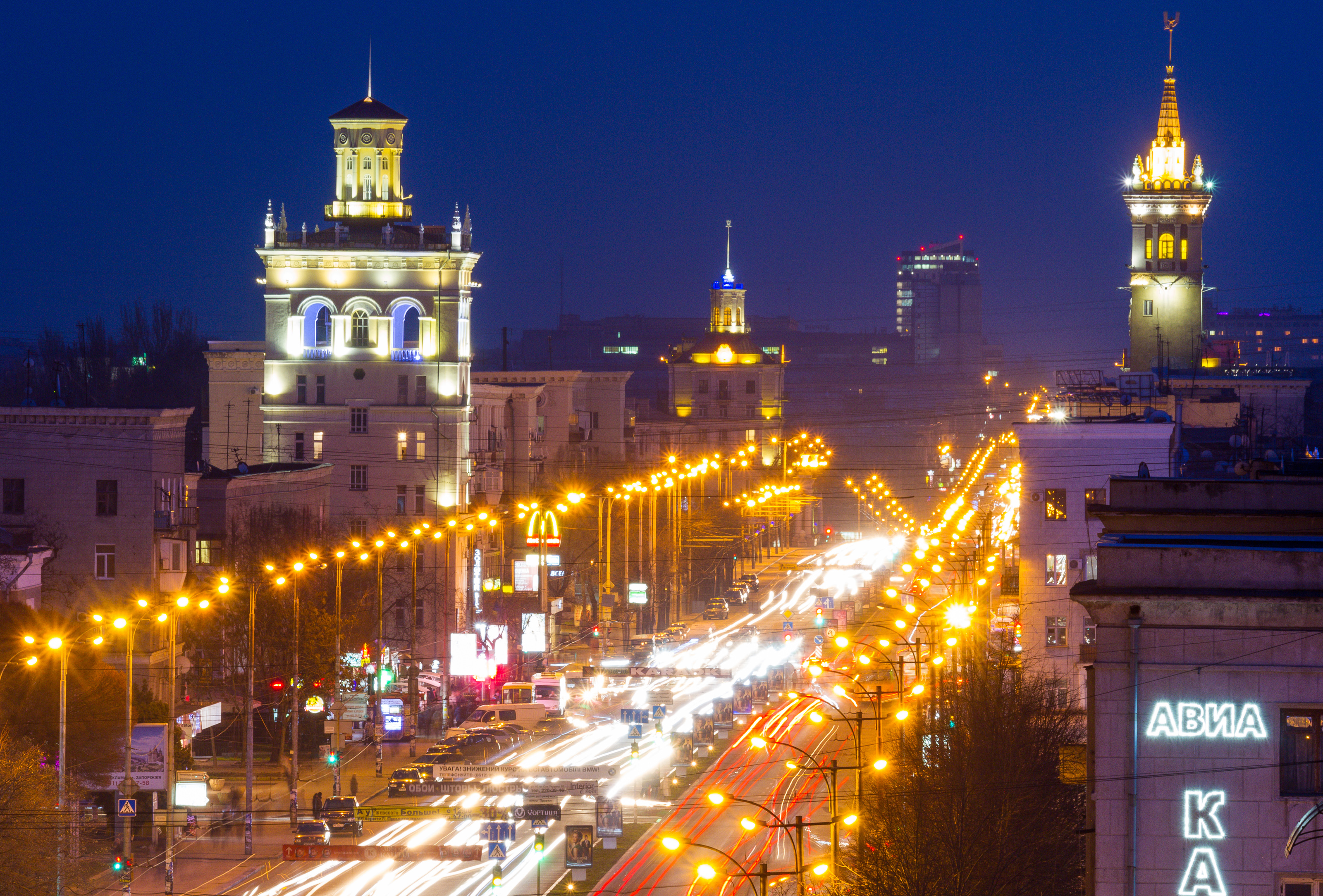
Вечірній проспект
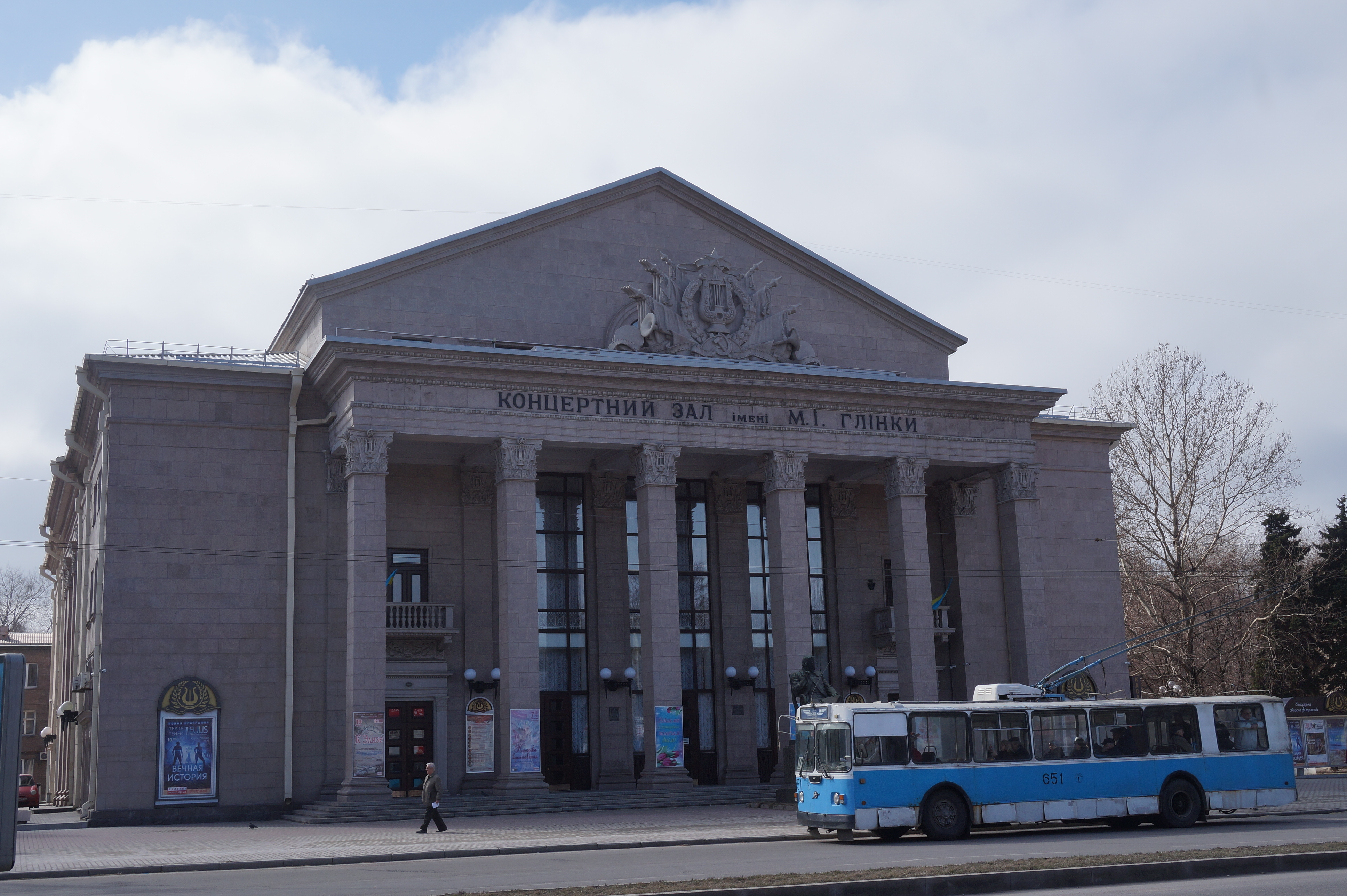
Запорізька обласна філармонія
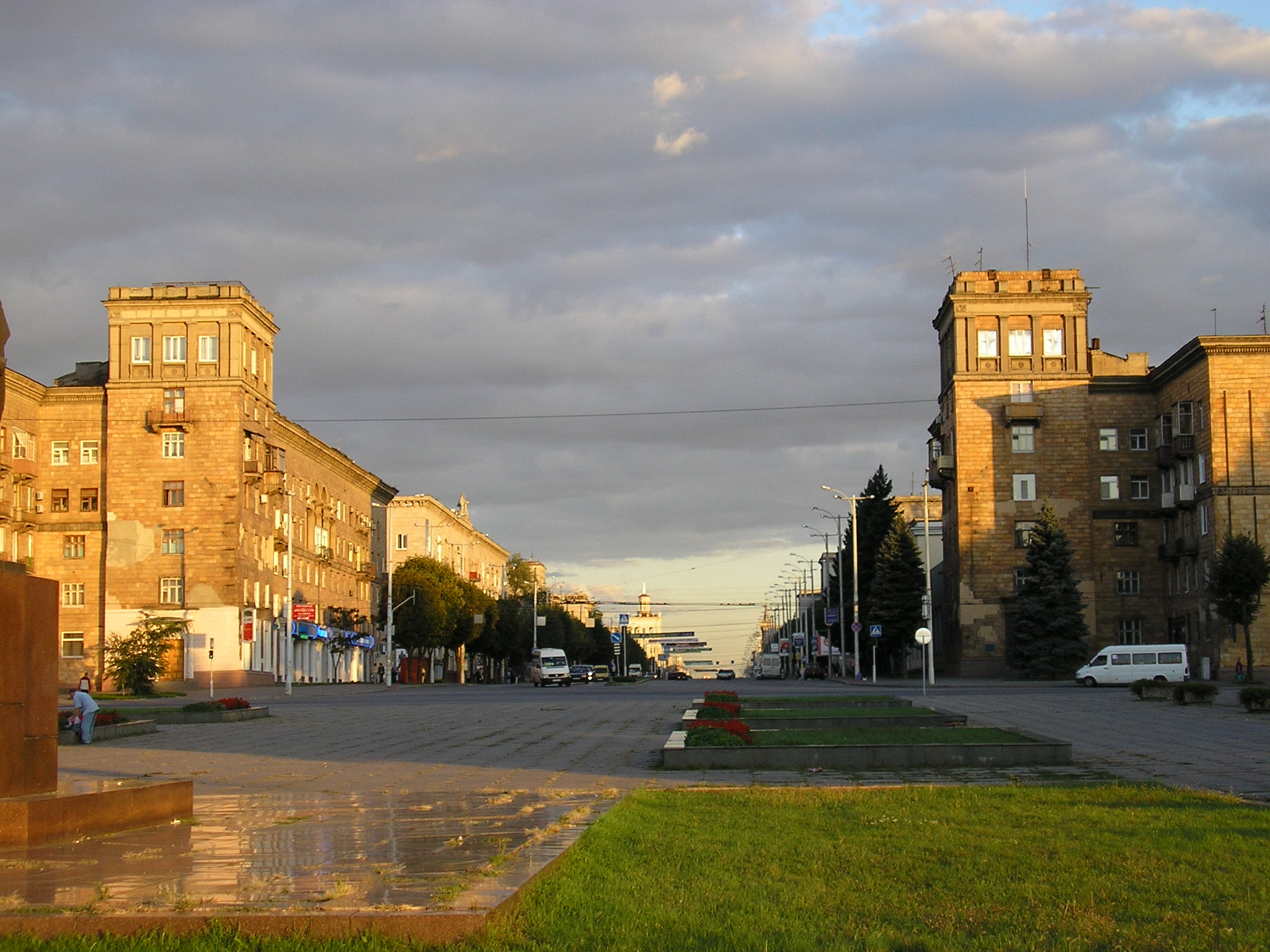
Краєвид з площі Запорізької
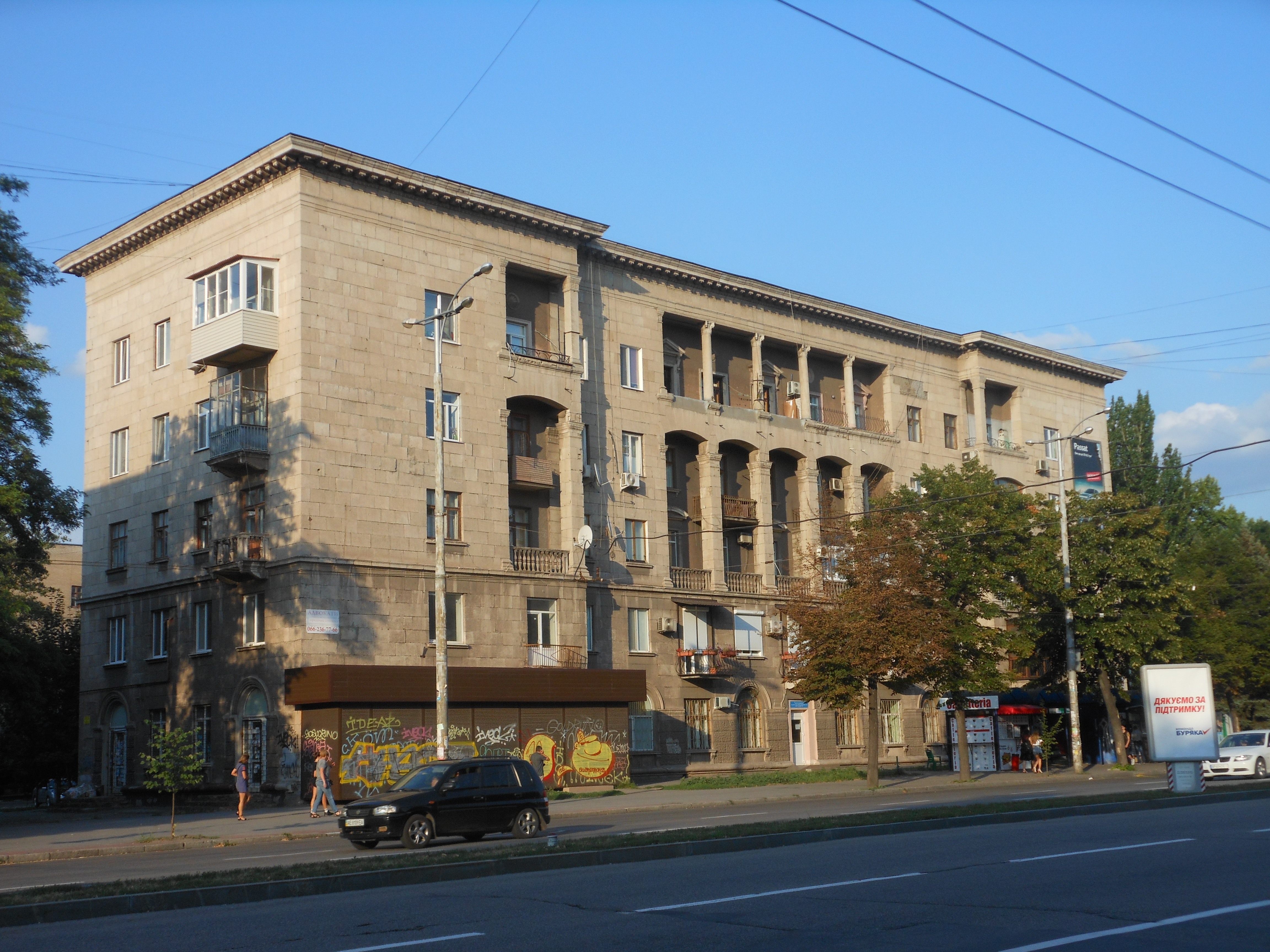
Соборний проспект, 228
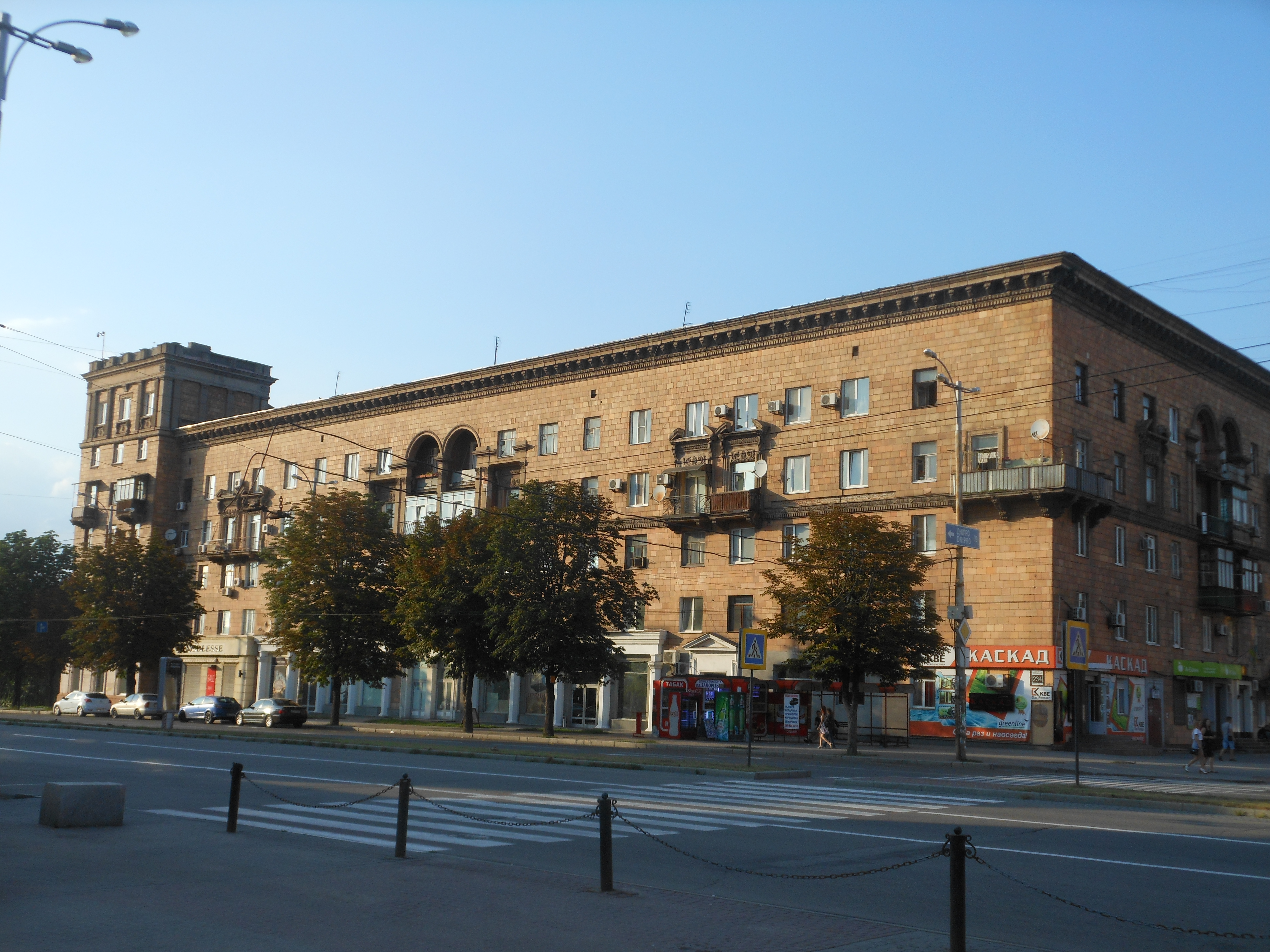
Соборний проспект, 234
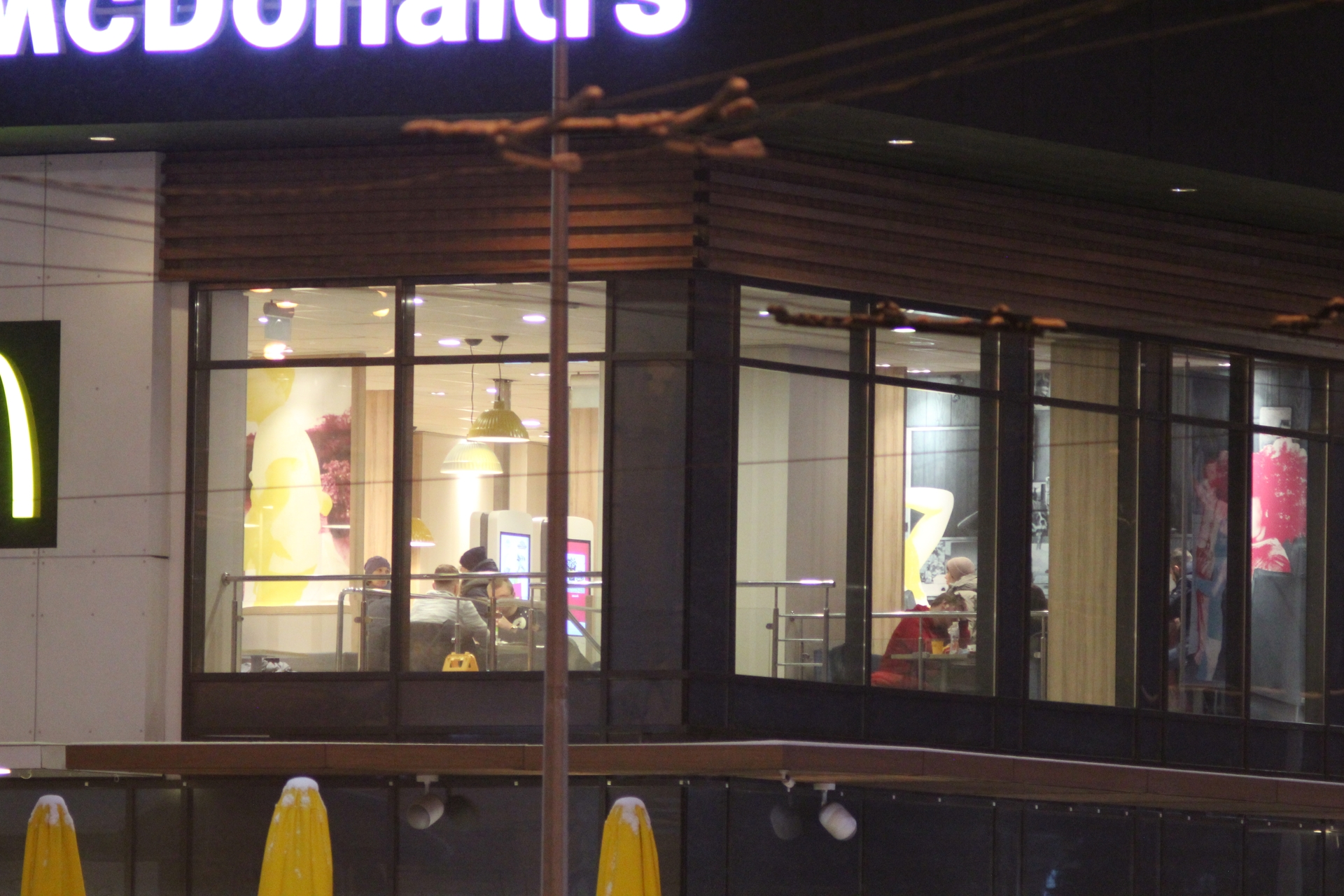
McDonald's на Соборному проспектi (тимчасово припинив роботу з березня 2022 року)

Проспект зимової ночi
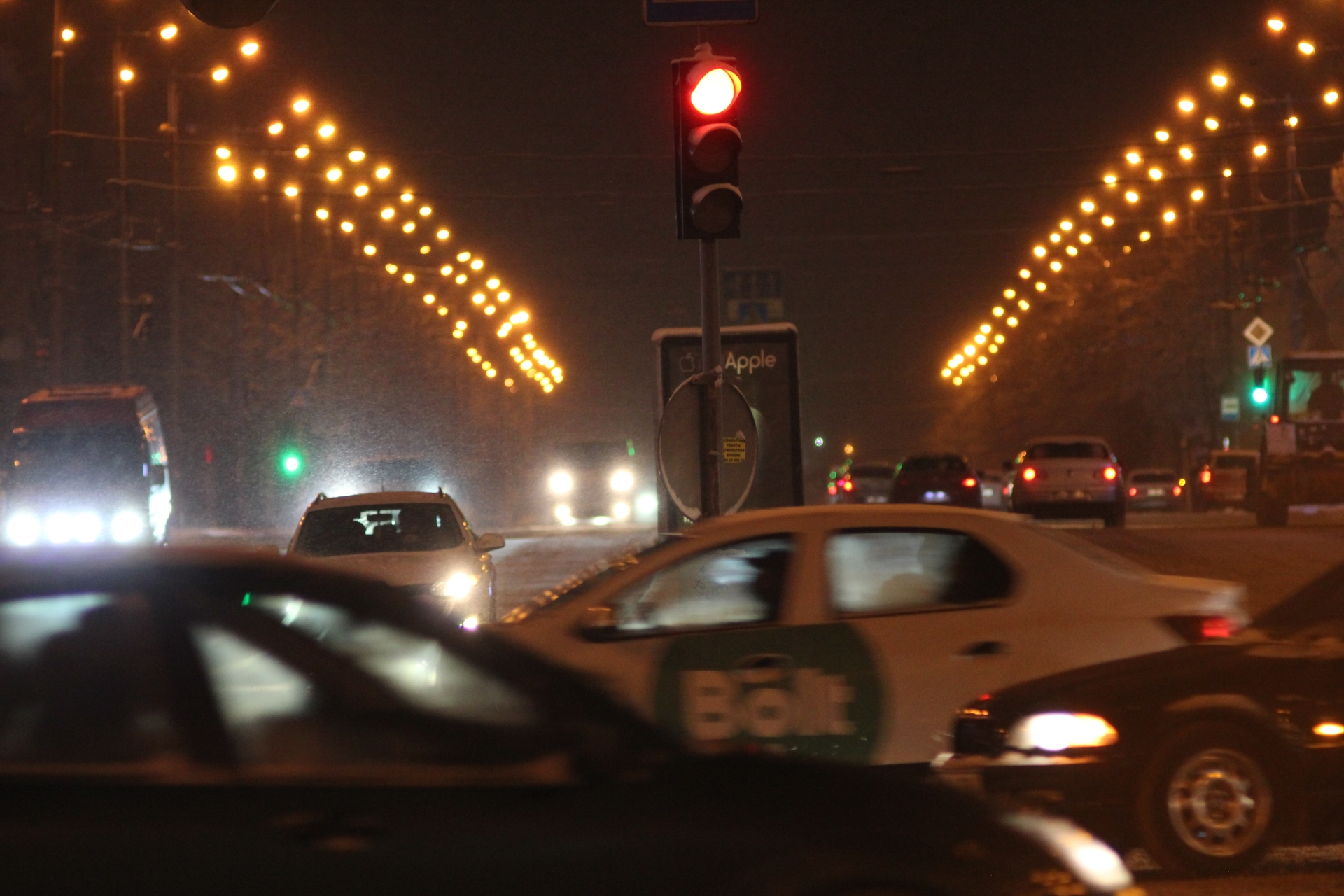
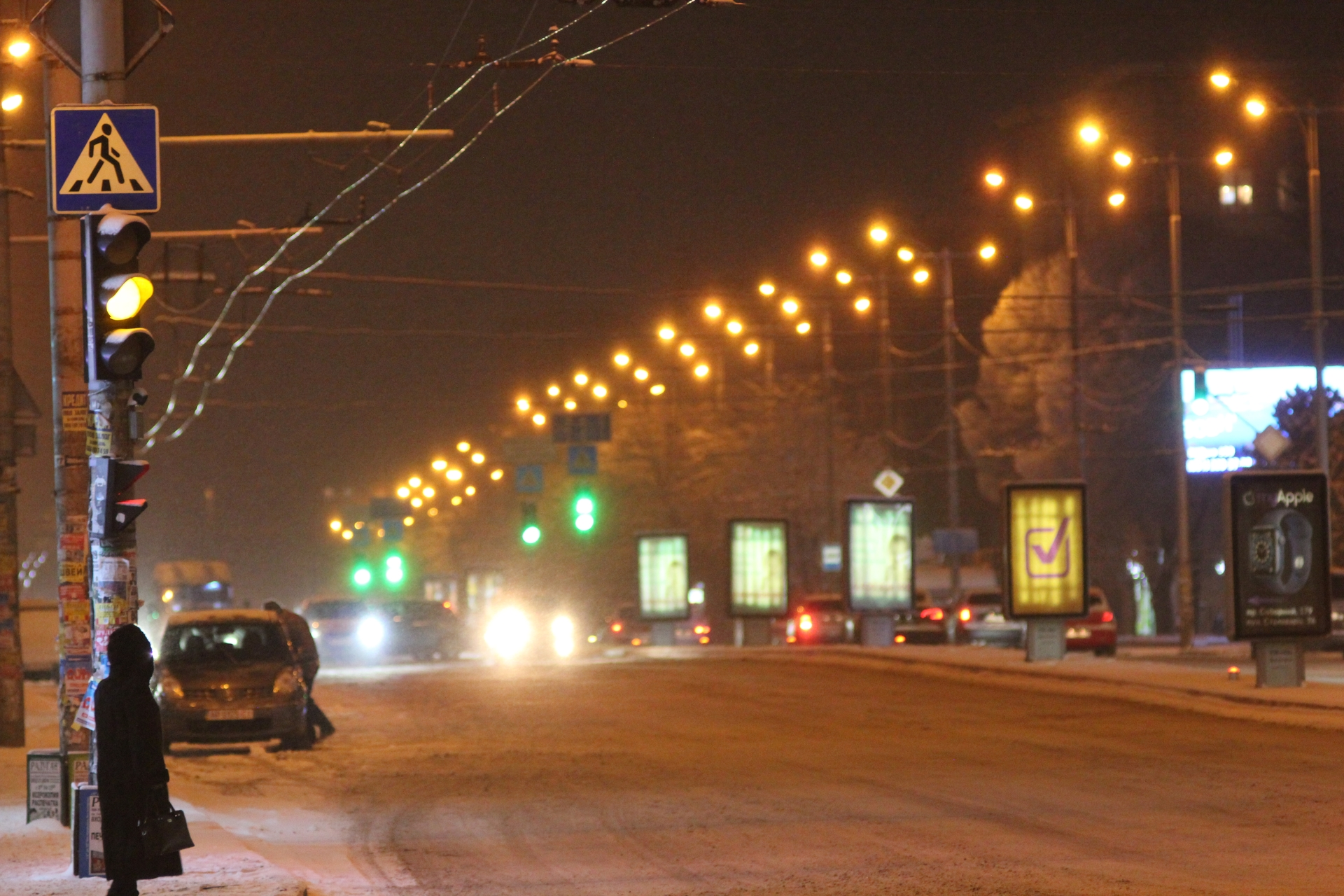
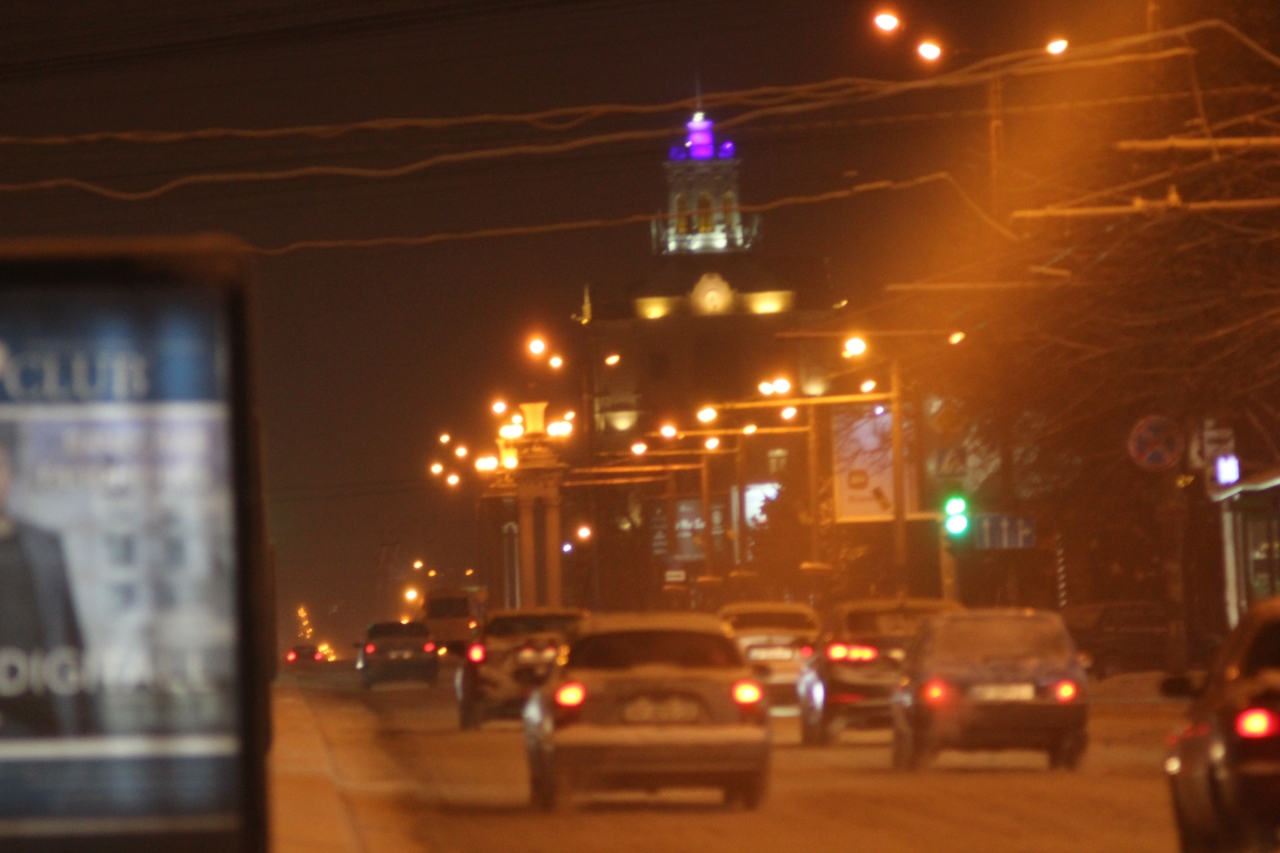
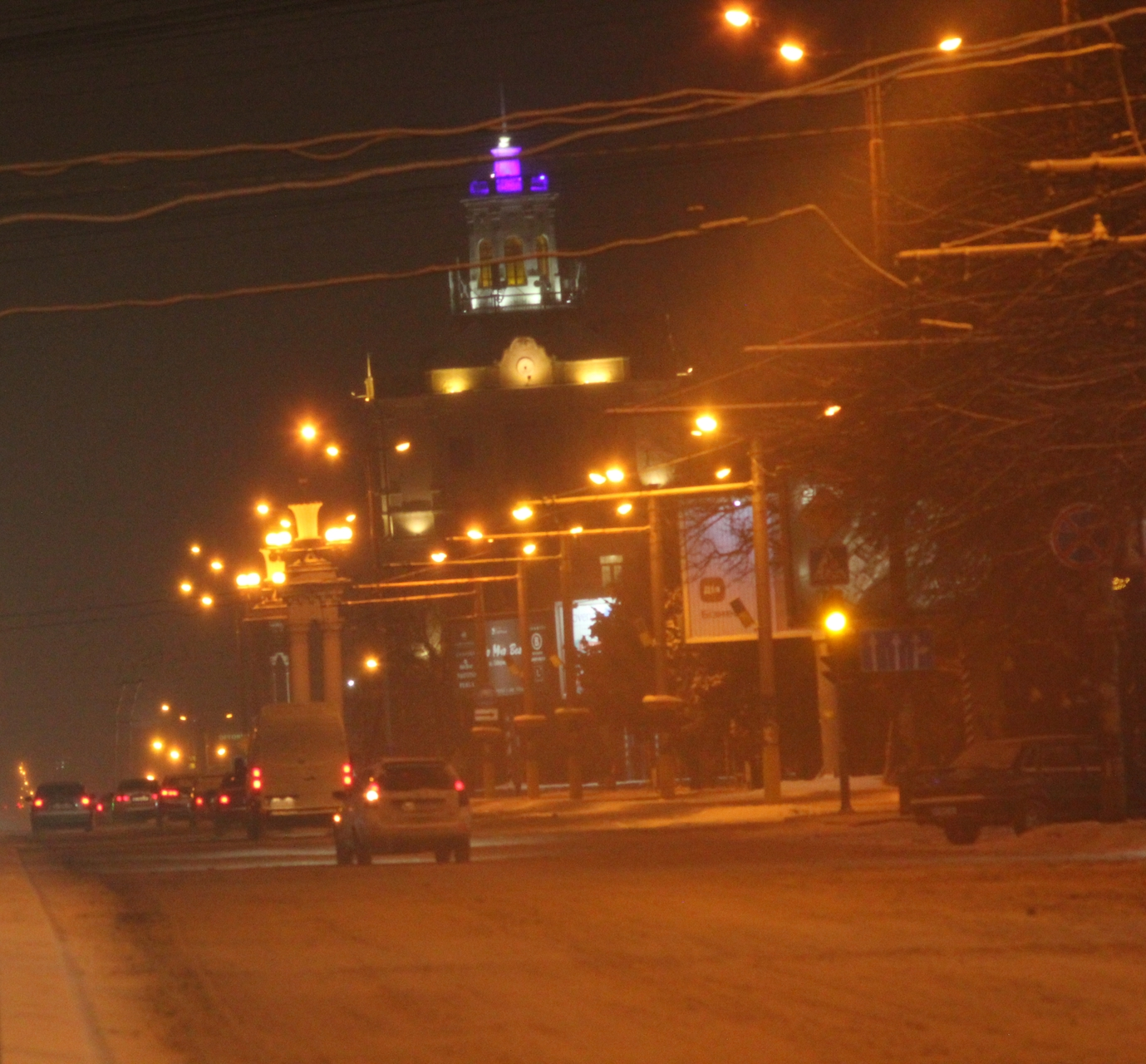
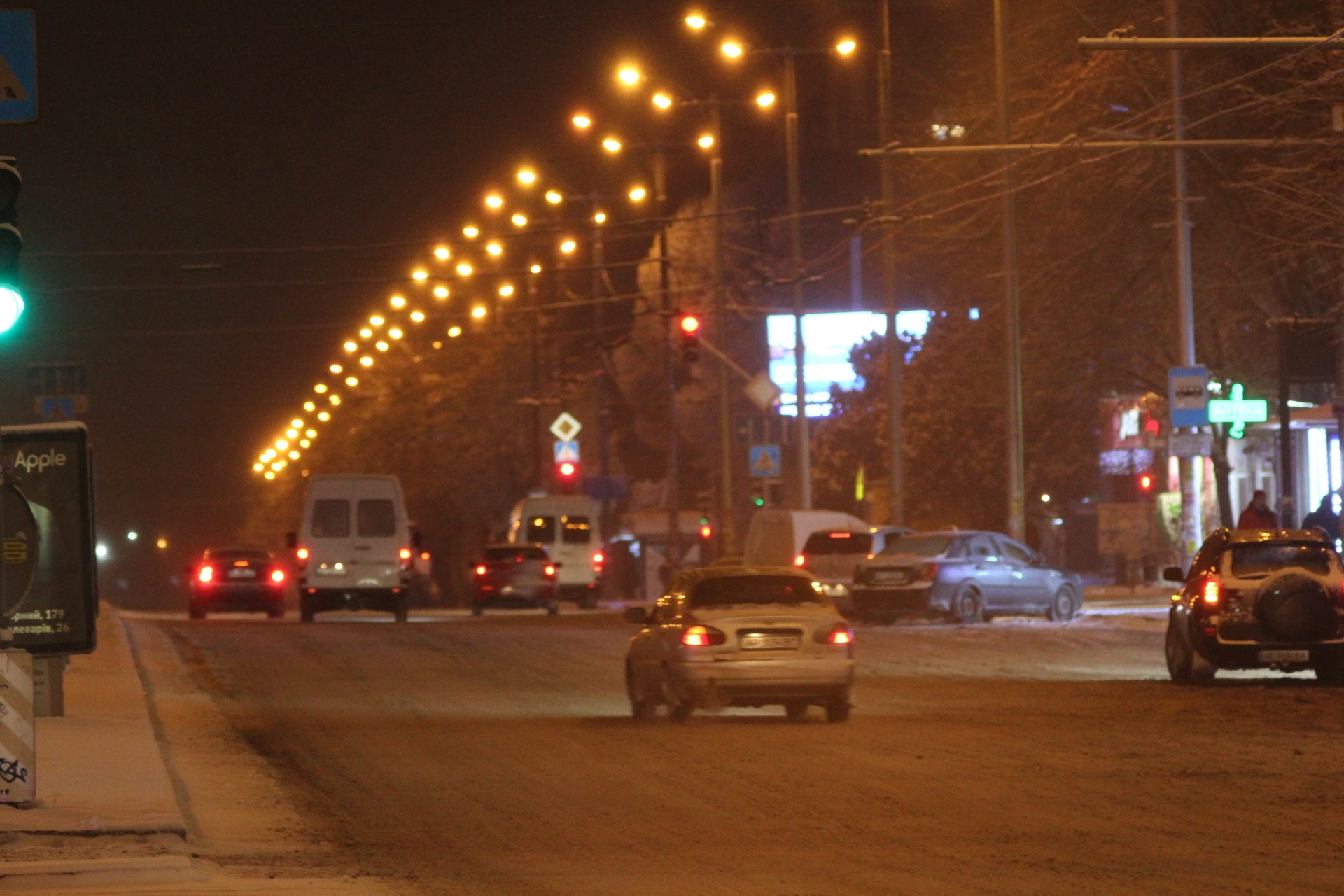
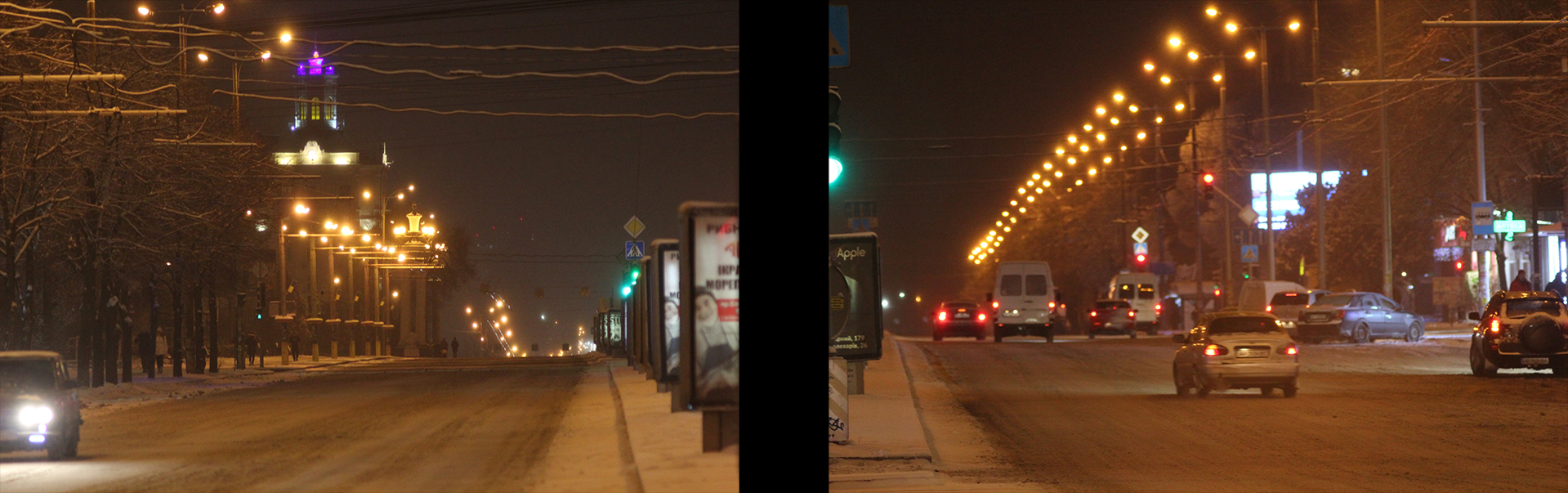
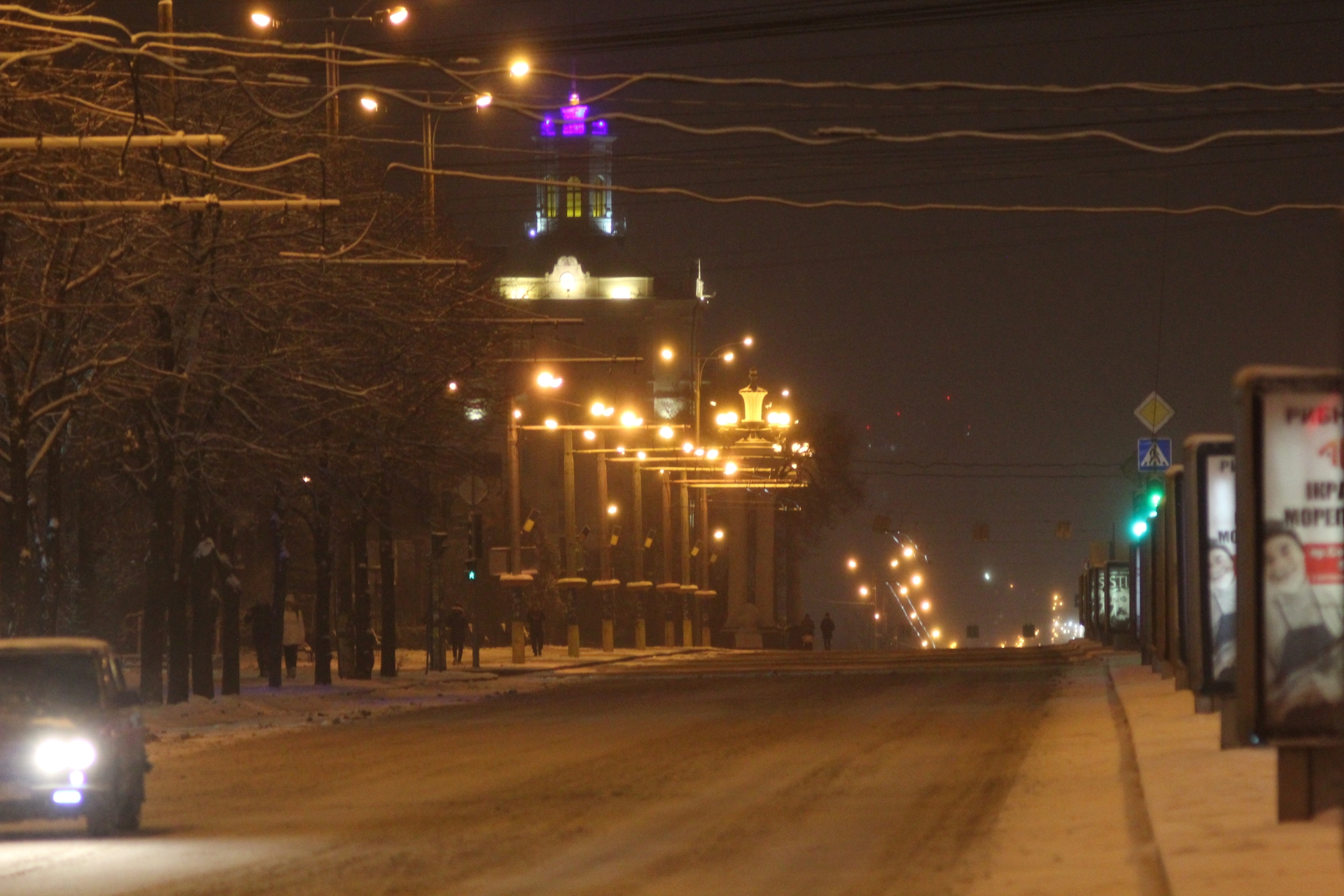
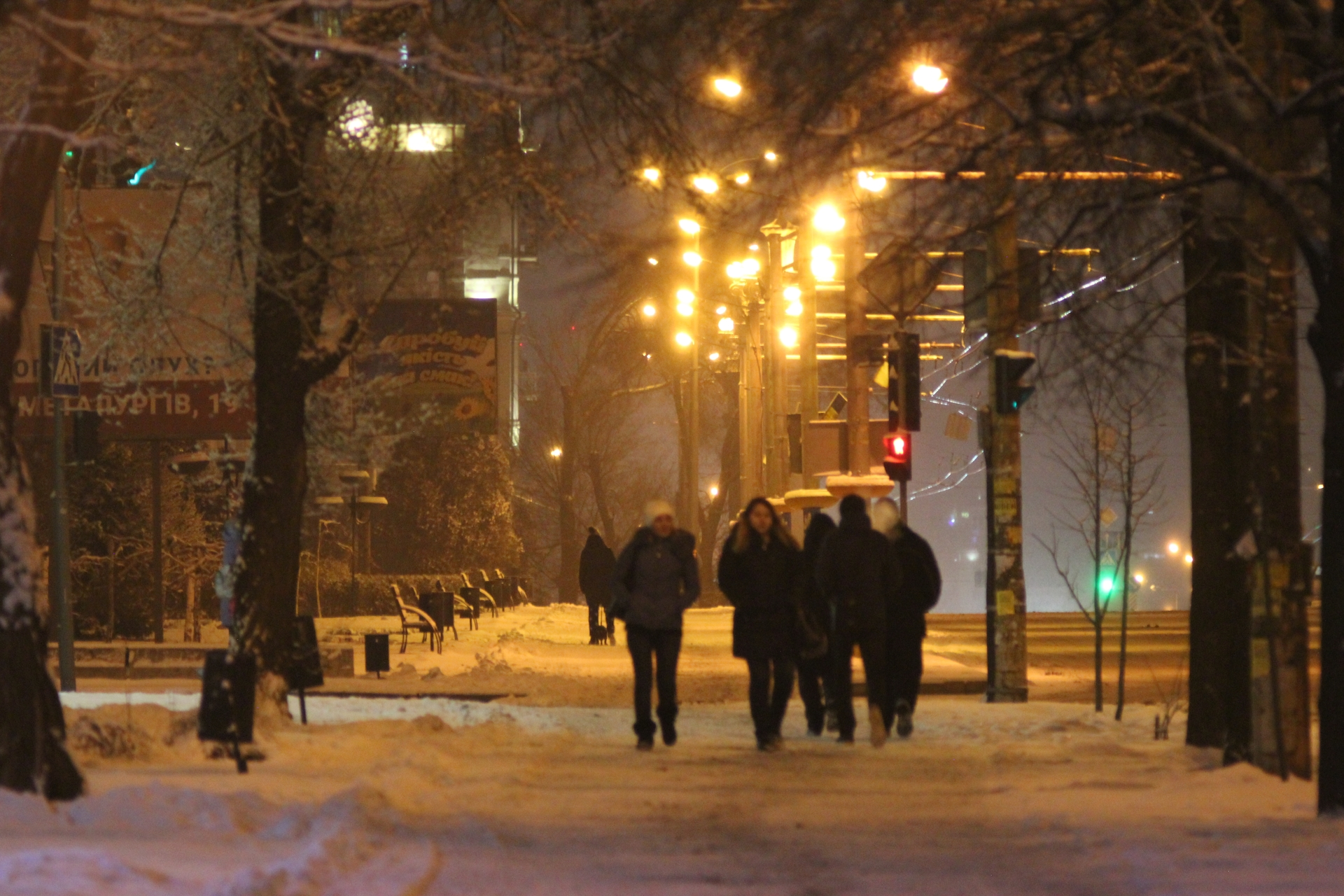

Вежа Козлінера (Соборний проспект, 175
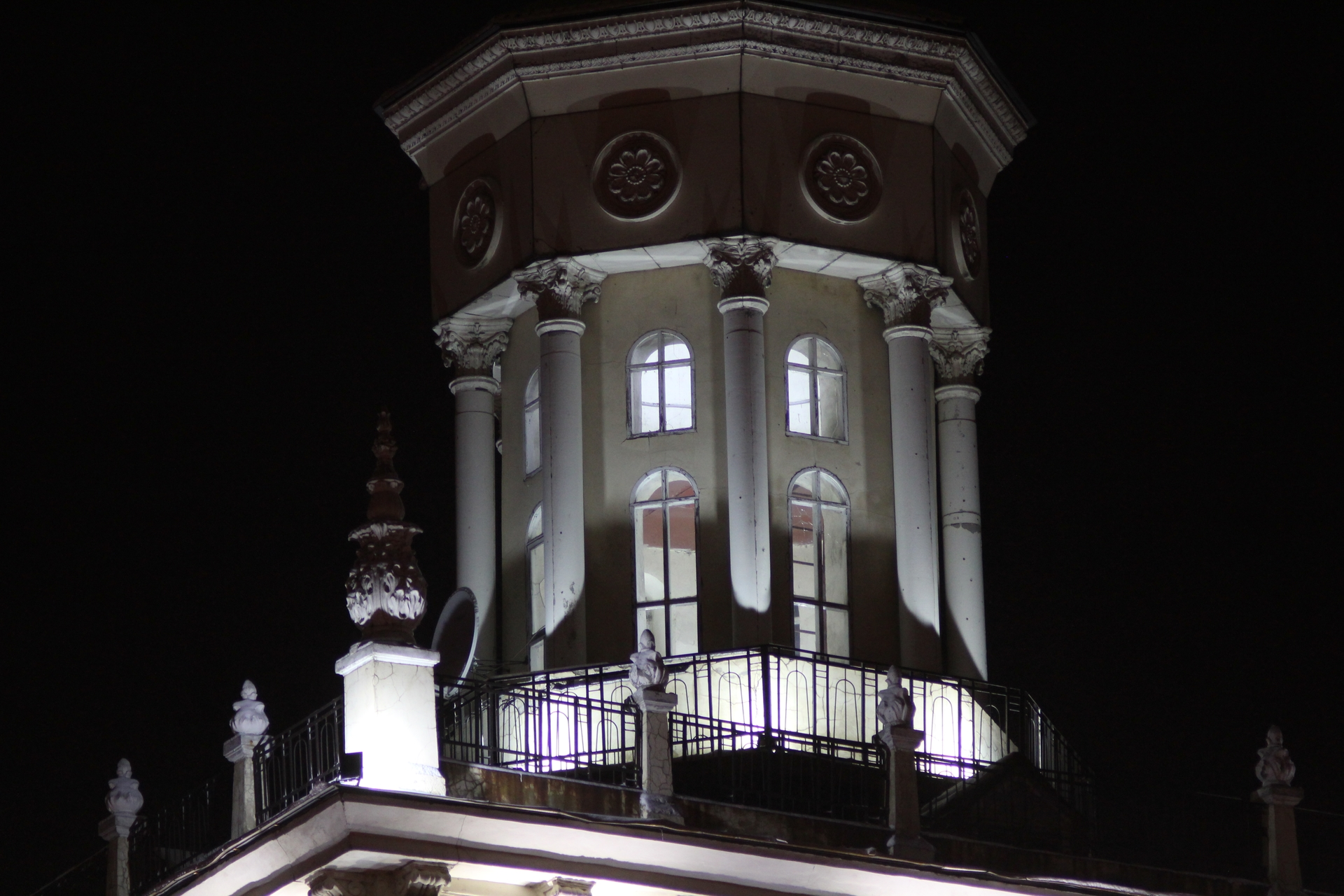
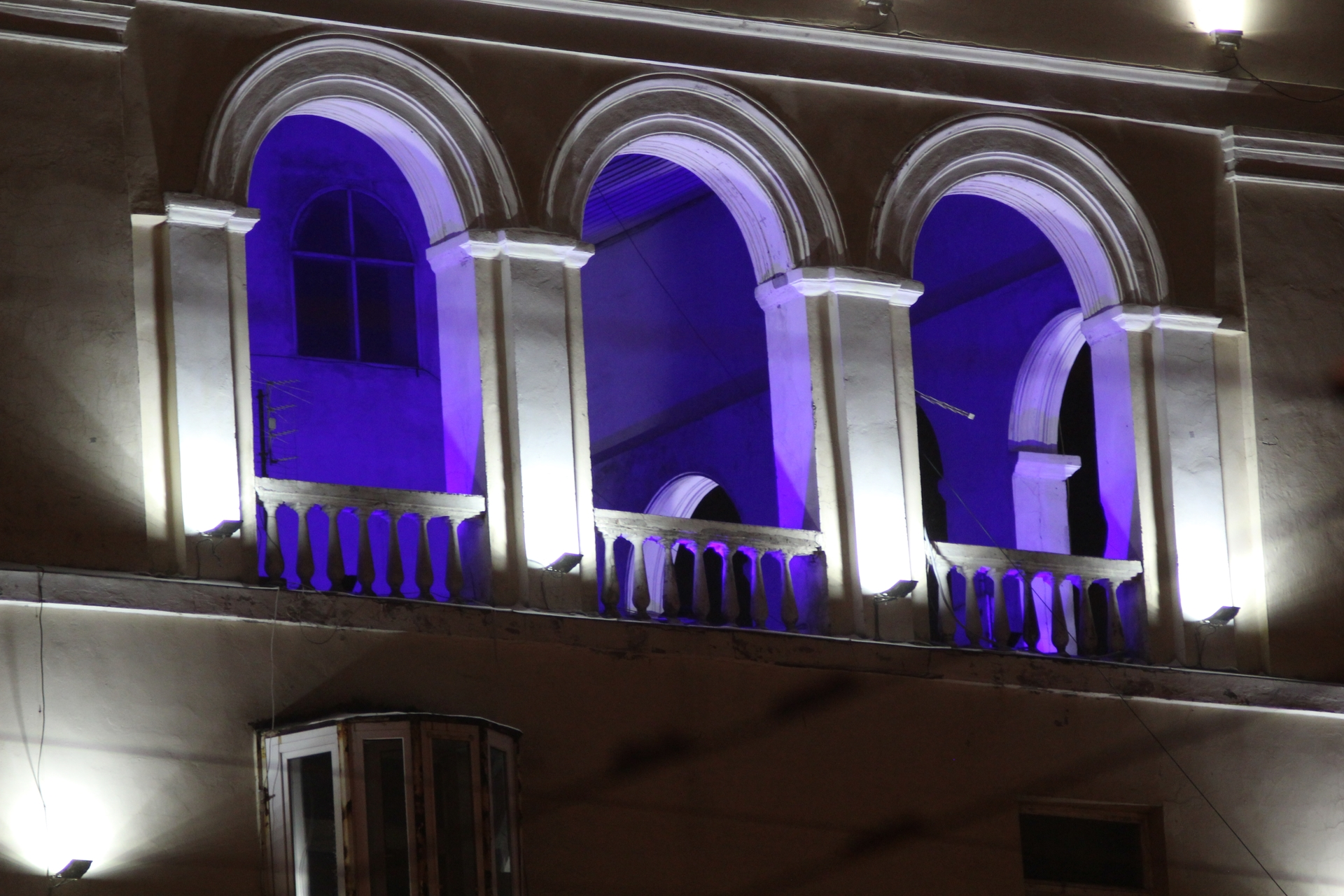
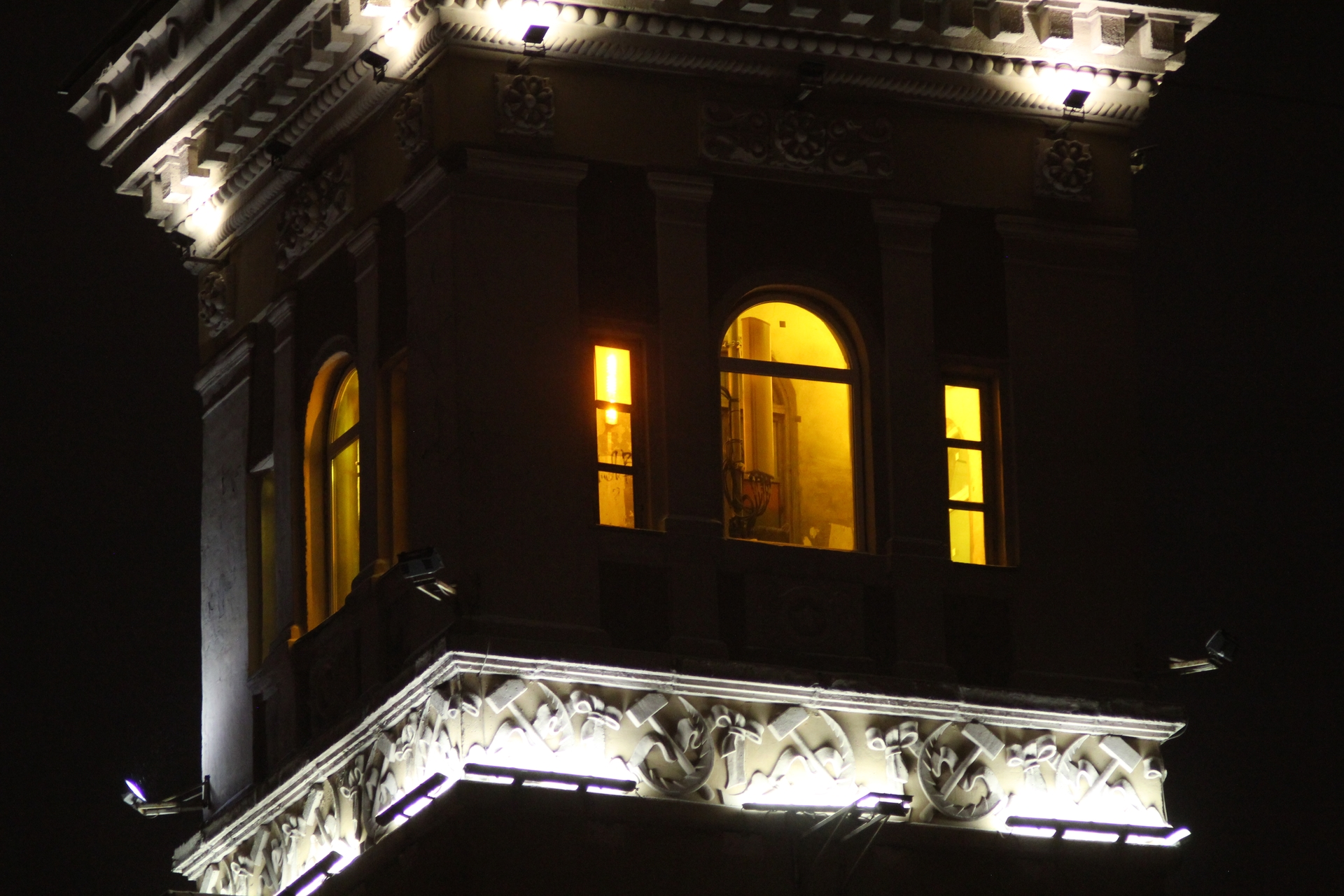
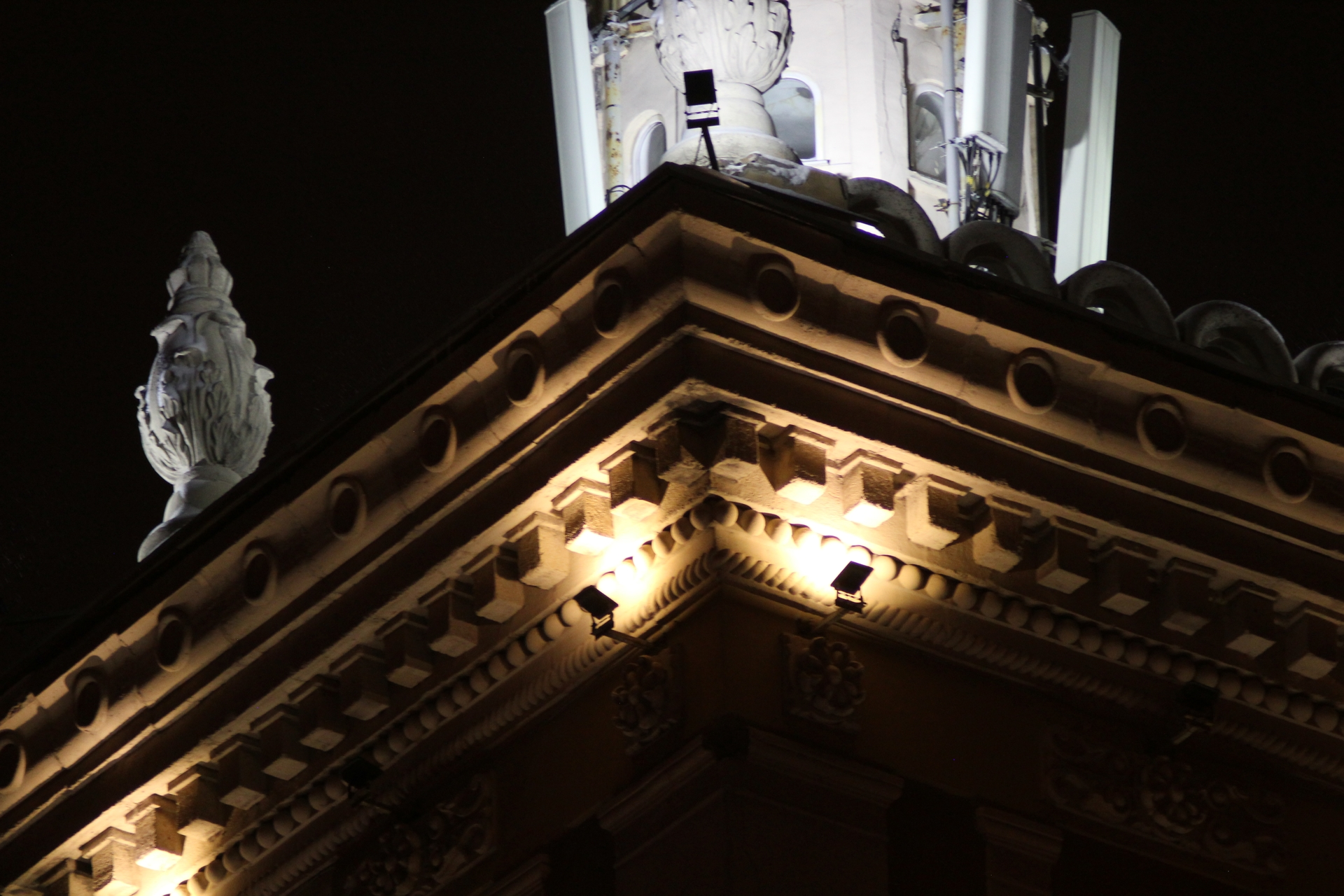
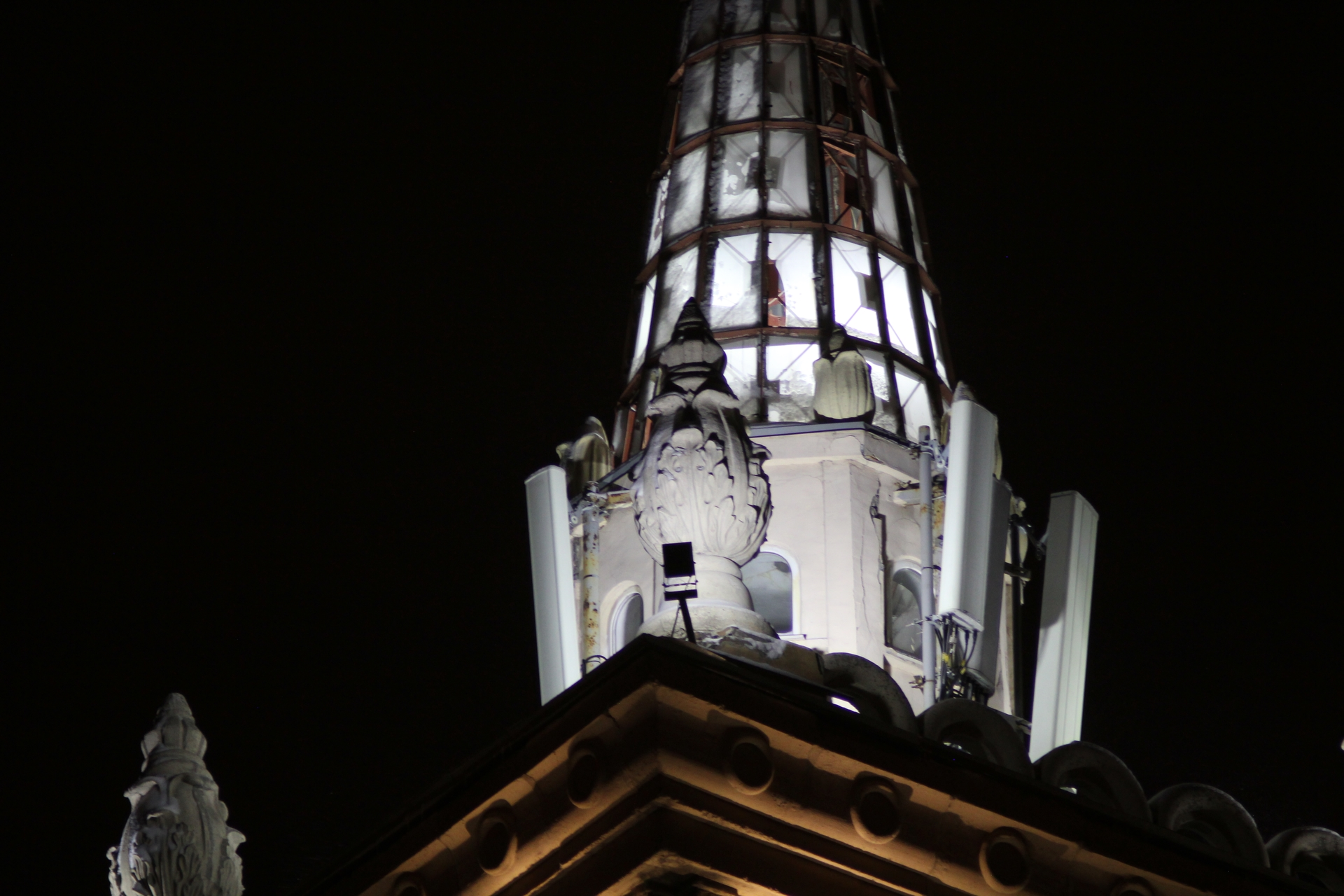
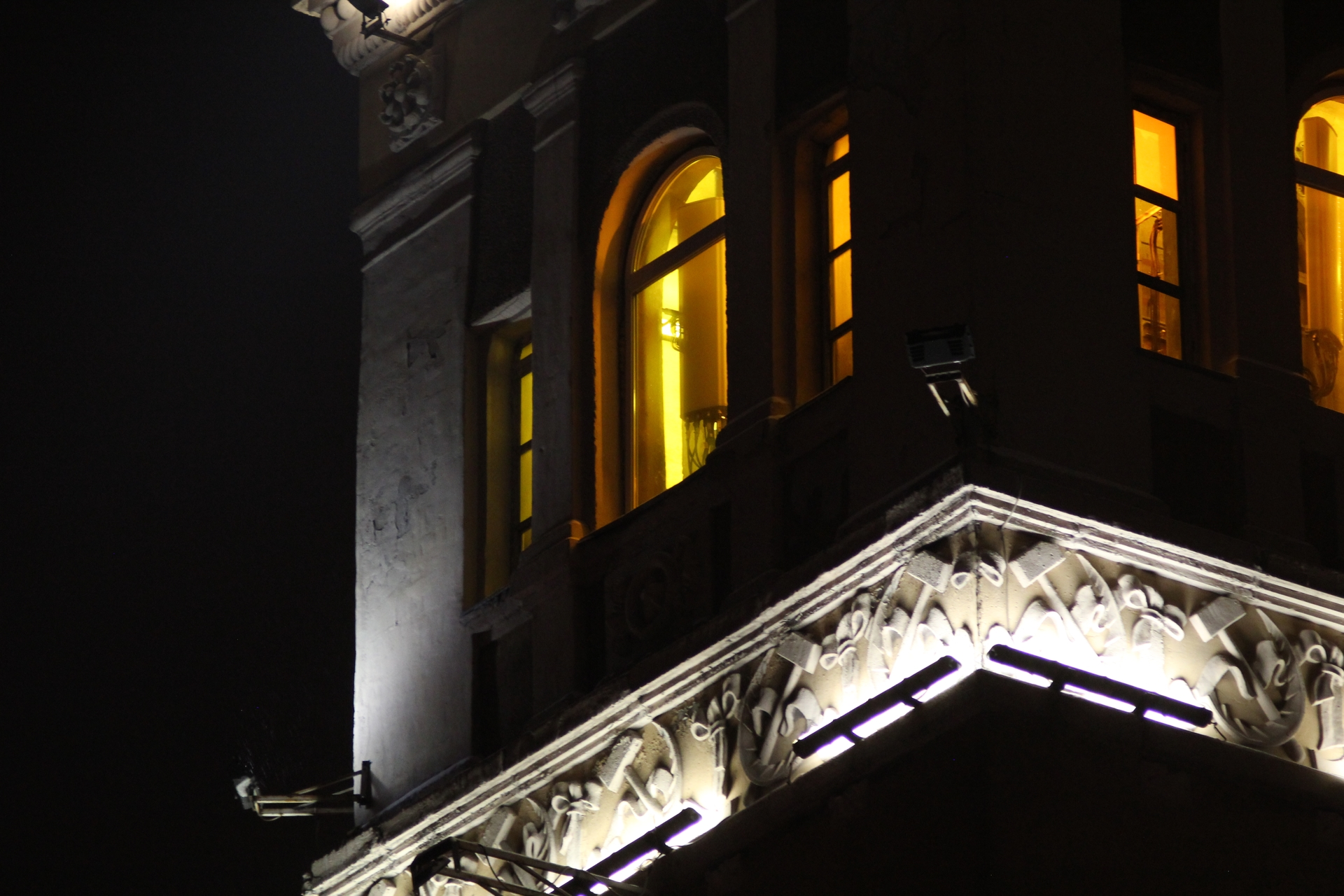
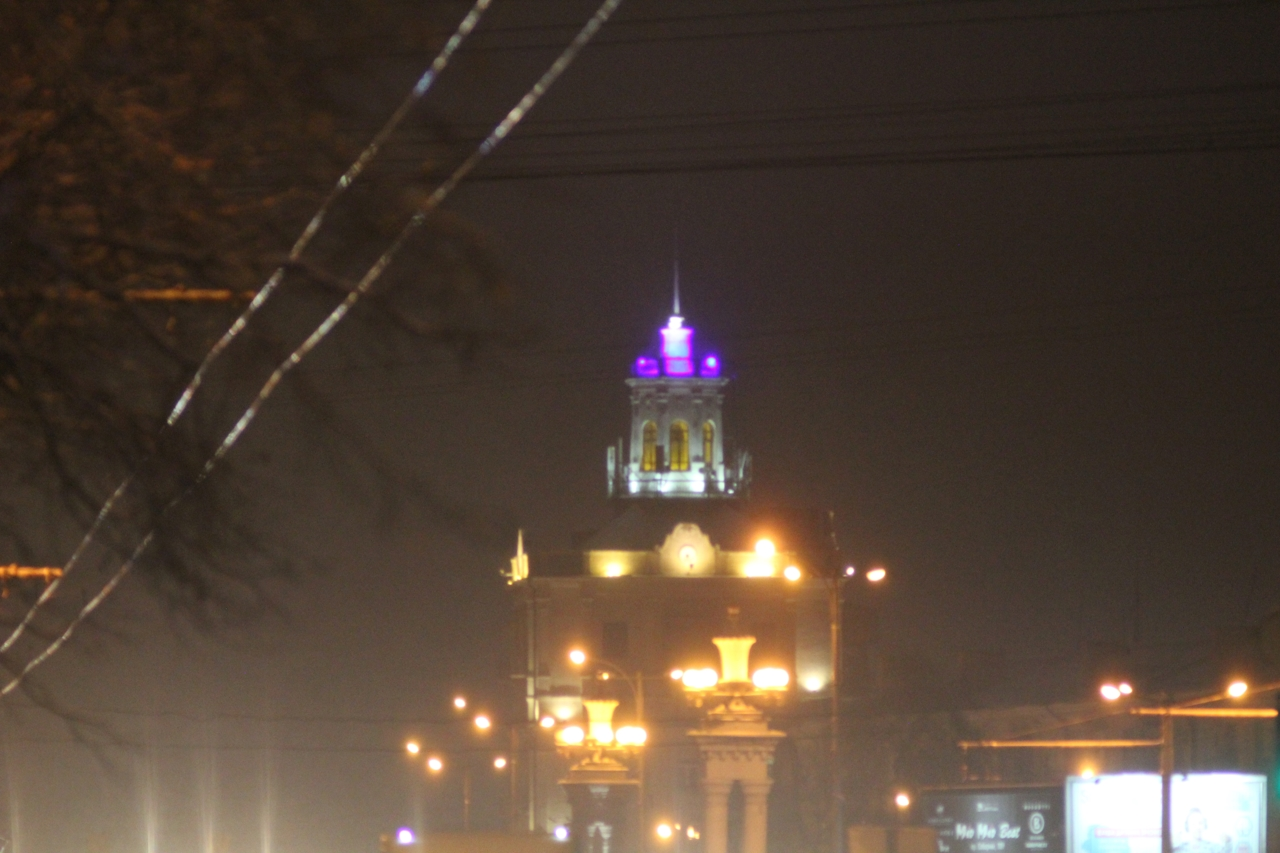